# Village olympique
Vous lisez un « bon article » labellisé en 2022.

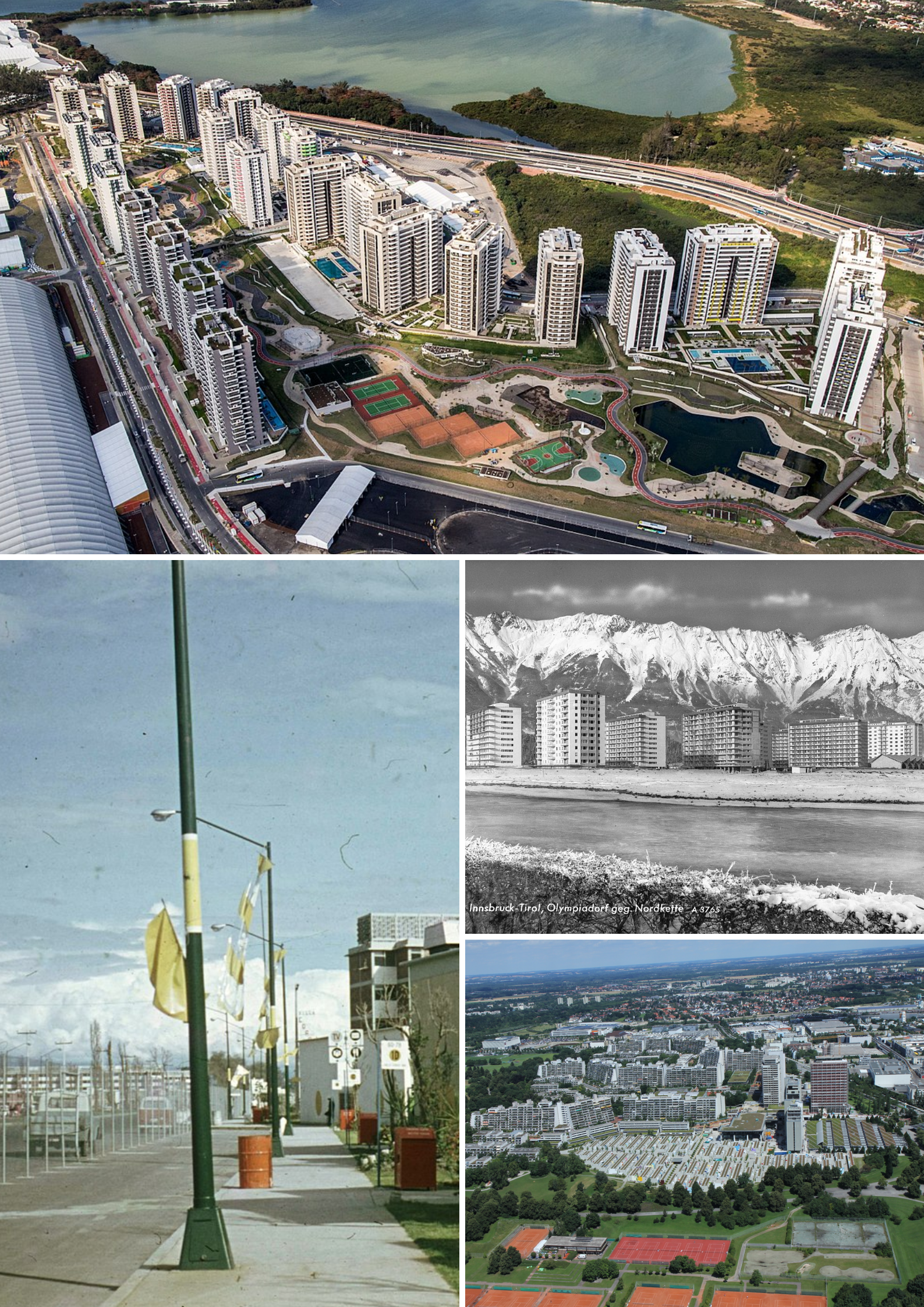
Dans le sens des aiguilles d'une montre en partant du haut : villages olympiques de Rio de Janeiro, Innsbruck, Munich et Mexico.

Un village olympique est une infrastructure créée pour les Jeux olympiques (et paralympiques depuis 1960) ou réaffectée à ces évènements, située dans la ville les accueillant ou à proximité, pour héberger toutes les délégations dans un même lieu.
Le village olympique est créé pour faciliter le respect de la règle instaurée en 1923 selon laquelle « le comité organisateur des Jeux olympiques est tenu de fournir aux athlètes des logements, des objets de couchage et de la nourriture, à un prix forfaitaire qui devra être fixé préalablement par tête et par jour ». Les réflexions au fil des préparations des différents jeux ont porté notamment, comme d'autres infrastructures, sur le coût de ce village, sa réutilisation et plus récemment son caractère écologique.

## Concept
Le village olympique accueille l'ensemble des sportifs et sportives participant aux Jeux olympiques pendant la durée de cet événement, soit environ trois semaines. Les athlètes y sont regroupés par sport et par pays. À certains Jeux, il y a plusieurs villages olympiques : par exemple, aux Jeux olympiques d'hiver de 2018, on compte un village olympique sur la côte et un autre dans les montagnes. Le comité international olympique affirme qu'il s'agit d'un élément crucial des Jeux, avançant qu'une infrastructure de mauvaise qualité gâche un ou plusieurs événements, mais qu’un village olympique mal organisé nuit à l'ensemble des Jeux.
Quatre grandes catégories de villages olympiques sont identifiables : l'utilisation d'hôtels et autres hébergements existants, la construction d'un nouveau quartier, l'utilisation de plusieurs villages autonomes et, plus récemment, quelques villages olympiques au nombre réduit et regroupant le plus d'épreuves possibles. L'expression de « village olympique » est utilisée officiellement pour la première fois dans un texte du CIO en 1949.

## Histoire
La décision de confier au Comité d'organisation des Jeux le logement des délégations est prise en 1923 lors du congrès olympique de Rome. Les Jeux olympiques d'été de 1924 qui suivent sont à Paris ; la ville de Colombes accueille le premier village olympique,. Un village un peu spartiate est constitué de baraquements en bois. Les athlètes ont cependant à disposition un bureau de change, un salon de coiffure, un bureau de poste, un kiosque à journaux, un service de blanchissage et un service de garde des objets de valeur. Plusieurs repas sont offerts par jour. Les Britanniques choisissent d'avoir un cuisinier britannique. Quant aux Américains, ils préfèrent s'installer dans le parc du château de Rocquencourt. Lors des Jeux olympiques d'été de 1932 à Los Angeles, aux États-Unis, 500 à 600 préfabriqués sont installés, ainsi qu'une poste, différents services aux athlètes, un amphithéâtre, un hôpital et une banque, à Baldwin Hills au sud de Los Angeles, mais seuls les hommes y logent. Les femmes, elles, habitent sont hébergés à l'hôtel Chapman Park.
Cette infrastructure de village pour les sportifs est longtemps conçue pour rester une infrastructure temporaire, le temps des jeux. Le premier village olympique à vocation permanente est créé aux Jeux olympiques d'été de 1952 à Helsinki, en Finlande. Après la prise d'otages des Jeux olympiques de Munich à l'été 1972, les accès au villages sont sensiblement plus sécurisés. À partir des Jeux olympiques d'été de 1996 à Atlanta, l'écologie est présentée comme une priorité des projets de villages, avec plus ou moins d'efforts concrets.

## Intérêt pour les organisateurs

### Équipes sportives et économies d'échelle
Aux Jeux olympiques d'été de 1924, il est ajouté aux Règles générales techniques des Jeux la mention que « Le comité organisateur des Jeux olympiques est tenu de fournir aux athlètes des logements, les objets de couchage et la nourriture, à un prix forfaitaire qui devra être fixé préalablement par tête et par jour ». Les organisateurs mettent en place un hébergement sous le nom de « village olympique ».
Les villages olympiques permettent aux organisateurs de faire des économies d'échelle et de faciliter les déplacements des équipes, notamment à partir de 1984 et de la mise en place du fonds de solidarité olympique qui permet à plus de pays et de participants de se rendre aux Jeux. Ils assurent également que les athlètes soient protégés des interférences extérieures et n'aient pas à se soucier de quoi que ce soit d'autre que de leur performance.

### Intérêt politique
Le village olympique cherche à mélanger les différentes cultures et à créer un sentiment d'appartenance à la communauté internationale, suivant l'idéal de la trêve olympique.

### Intérêt touristique
Au cours du vingtième siècle, les villages olympiques sont de plus en plus utilisés pour améliorer l'image de la ville et du pays hôtes. Le boosterism pousse à la création du premier village olympique moderne à Los Angeles, qui montre ainsi son attractivité et sa capacité à fournir des infrastructures de qualité aux visiteurs.

## Caractéristiques
Le village olympique doit, depuis 1994, être à proximité du stade principal. Des villages olympiques secondaires sont autorisés pour les épreuves à plus de 50 kilomètres du village principal depuis 2005, la règle initiale de 1994 donnant un critère de 100 kilomètres. Dans la règle de 2005, les villages olympiques supplémentaires sont également autorisés en cas de forte différence d'altitude entre les lieux de compétition. Les lieux doivent être ouverts de dix jours avant la cérémonie d'ouverture à trois jours après la cérémonie de clôture. Les athlètes doivent être séparés par pays et par genre, et les chambres doubles doivent avoir une superficie d'au moins 12 m2. Une polyclinique, au moins 1 500 places de restaurant, et au moins 5 000 m2 consacrés à l'entraînement physique doivent également être fournis.

### Équipements
Les villages olympiques sont généralement agrémentés d'infrastructures diverses : un coiffeur, un salon d'esthétique, une cafétéria, une banque, une poste, et des équipements sportifs.
Le village olympique est traditionnellement équipé d'une grande cafétéria. McDonald's a longtemps été sponsor officiel des Jeux olympiques, avec au moins une franchise sur le village. Son contrat commence en 1976, et il devient partenaire mondial des Jeux aux Jeux olympiques d'hiver de 1998. Aux Jeux olympiques d'été de 2016, l'entreprise fixe un plafond de vingt plats par personne, les athlètes mangeant plus que ce que l'entreprise a prévu. Le partenariat est interrompu en juin 2017, avant son terme. Aux Jeux olympiques d'hiver de 2018, l'entreprise reste partenaire des Jeux et garde son contrat de fournisseur, dans le cadre duquel il distribue des Big Macs aux athlètes pendant toute la durée des Jeux. Il est possible que le partenariat ait été annulé en raison d'une combinaison de prix trop élevés et d'une réception négative d'organisations de santé publique.
En 2002, des personnalités du sport et de la politique sont encouragées à signer un engagement pour la trêve olympique lors de la cérémonie d'ouverture. Deux ans plus tard, aux Jeux olympiques d'été de 2004, un « mur de la trêve » est installé dans le village olympique et signé par des athlètes et personnalités politiques du monde entier. Cette tradition se retrouve à chacun des Jeux olympiques après cette date.
À partir des Jeux olympiques d'été de 2016, le CIO installe également un lieu de recueillement dans les villages en mémoire des personnes mortes pendant les Jeux.
Enfin, de nombreux athlètes venant de pays sans couverture universelle des soins de santé profitent de la présence d'une polyclinique pour prendre des rendez-vous médicaux, dont certains n'ont par ailleurs aucun lien direct avec l'activité sportive. En effet, le village olympique offre une couverture des soins de santé depuis les Jeux olympiques d'été de 1932, qui se sont déroulés à Los Angeles.

### Centralisation
Les Jeux olympiques d'été de 1992 sont les premiers à avoir de petits centres pour quelques centaines de résidents plutôt qu'un grand centre fournissant tous les services du quartier. Cette initiative prise pour faciliter les échanges entre les athlètes et délégations se retrouve par la suite dans la plupart des villages olympiques.

### Accès
Le village olympique n'est ouvert, pendant sa période d'activité, qu'aux athlètes et aux bénévoles des Jeux. Les femmes sont hébergées dans des hôtels en ville jusqu'aux Jeux olympiques d'hiver de 1952 et aux Jeux olympiques d'été de 1956. Elles ont un quartier réservé séparé du reste du village olympique à partir de 1956, puis sont logées avec les hommes à partir des Jeux olympiques d'été de 1984. Les protocoles de sécurité deviennent beaucoup plus stricts après la prise d'otages des Jeux olympiques de Munich.
Il est commun que des personnes ayant fini leur compétition quittent le village olympique jusqu'à la fin des Jeux, afin de participer à des fêtes sans déranger les athlètes encore en lice.

## Pérennité
Le village olympique est systématiquement utilisé pour héberger les athlètes des Jeux paralympiques à très court terme. Le comité international olympique exige cependant qu'ils aient également une utilisation à moyen et long terme pour prétendre à gagner la sélection des villes hôtes.
Le plus souvent, après l'olympiade, les bâtiments sont mis en location ou en vente pour loger la population locale. Il arrive cependant qu'ils soient reconvertis en infrastructures touristiques ou en campus d'universités. Une exception notable est le village olympique des Jeux olympiques d'hiver de 1980 à Lake Placid, dont les deux villages olympiques sont transformés en prisons. Il arrive toutefois que les villages olympiques censés devenir quartiers d'habitation soient laissés à l'abandon, à cause d'une crise économique comme à Turin après les Jeux olympiques d'hiver de 2006 ou d'une augmentation des prix du marché les rendant inaccessibles comme à Rio de Janeiro après les Jeux olympiques d'été de 2016.
À partir de la fin du vingtième siècle, la durabilité est un critère important dans la construction des villages olympiques. Les Jeux olympiques d'été de 1996 à Atlanta sont marqués par une volonté d'utiliser des anciens bâtiments et par le début de l'utilisation de véhicules électriques pour le transport des athlètes ; en 2000, le facteur environnemental est au cœur du projet de village olympique de Sydney. Alors que les Jeux olympiques annoncent généralement se concentrer sur la durabilité, notamment pour la construction du village olympique, ce bilan n'est cependant pas mesuré de façon systématique ni sur le long terme, ce qui rend les annonces peu fiables.

## Historique

### Jeux olympiques antiques
Les Jeux olympiques antiques logent ensemble les athlètes venus de différentes cités à Élis, à une soixantaine de kilomètres d'Olympie. Les participants s'y installent un mois avant les Jeux puis déménagent à Olympie pour les épreuves elles-mêmes.
Aux septième et huitième siècles avant notre ère, les épreuves ne durent que quelques jours et les athlètes dorment dans des tentes. Plus tard, les tentes sont remplacées par des gîtes et d'autres bâtiments.

### Avant la tradition des villages olympiques
L'idée du village olympique vient de Pierre de Coubertin. En 1910, il encourage les architectes à mettre leurs connaissances à profit pour réaliser un nouveau rêve d'Olympe, estimant qu'un logement de groupe permettrait aux cultures de se mélanger et aux athlètes de créer une solidarité nouvelle,. Il suggère notamment l'utilisation de baraquements au sein d'une « Cité olympique ». Cela aiderait aussi à éviter la situation des Jeux olympiques de 1908 à Londres, lors desquels presque aucun athlète n'est resté pour l'intégralité de la compétition. Tous les athlètes et les fonctionnaires sont logés dans des endroits différents autour de la ville hôte, ce qui est coûteux pour les comités nationaux olympiques.
La question est sérieusement étudiée pour les Jeux olympiques de 1912. En 1911, le comité d'organisation envoie des questionnaires à tous les pays participants pour évaluer le nombre de participants intéressés par un logement et leurs besoins exacts. Ce questionnaire n'est cependant pas suivi d'actions concrètes, en dehors de quelques écoles mises à disposition pour loger certaines délégations. Aux Jeux olympiques d'été de 1920, la ville d'Anvers demande sans l'obtenir l'utilisation du camp de réfugiés voisin pour héberger les athlètes. Elle finit par fournir quelques écoles comme à Stockholm huit ans plus tôt,. Les athlètes américains sont logés sur un vieux navire de guerre insalubre et envoient des doléances à la presse nationale, qui relaie leurs griefs : cette action permet au comité international olympique de préparer des premières règles pour assurer un hébergement viable à tous les athlètes lorsque, comme dans ce cas, leur comité national ne leur fournit pas de moyens corrects.

### Obligation de logement à partir de 1924

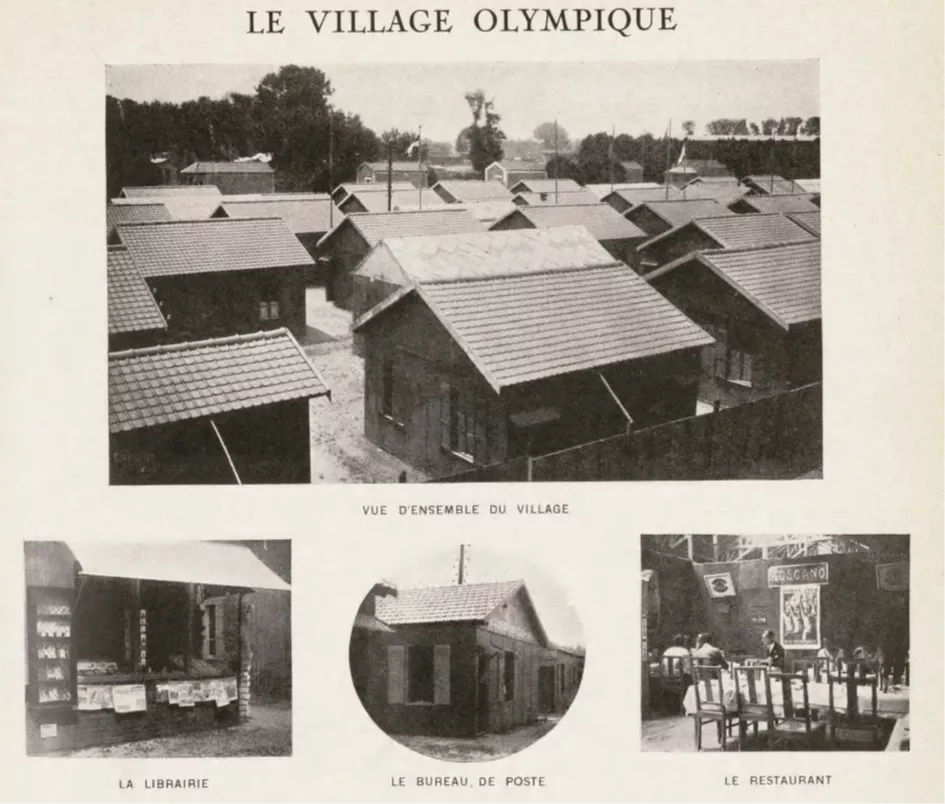
Un ensemble de quatre photos du village olympique aux Jeux olympiques d'été de 1924 à Paris.

Avant les Jeux olympiques d'été de 1924, lors d'un rendez-vous du Comité international olympique tenu à Rome en 1923, il est ajouté aux Règles générales techniques des Jeux la mention que « le comité organisateur des Jeux Olympiques est tenu de fournir aux athlètes des logements, les objets de couchage et la nourriture, à un prix forfaitaire qui devra être fixé préalablement par tête et par jour ». Les organisateurs mettent en place un hébergement sous le nom de « village olympique ». Les Jeux d'hiver n'auront cependant pas de village olympique avant 1952 à Oslo ; l'hébergement est fourni sous forme de chambres d'hôtel jusque-là.

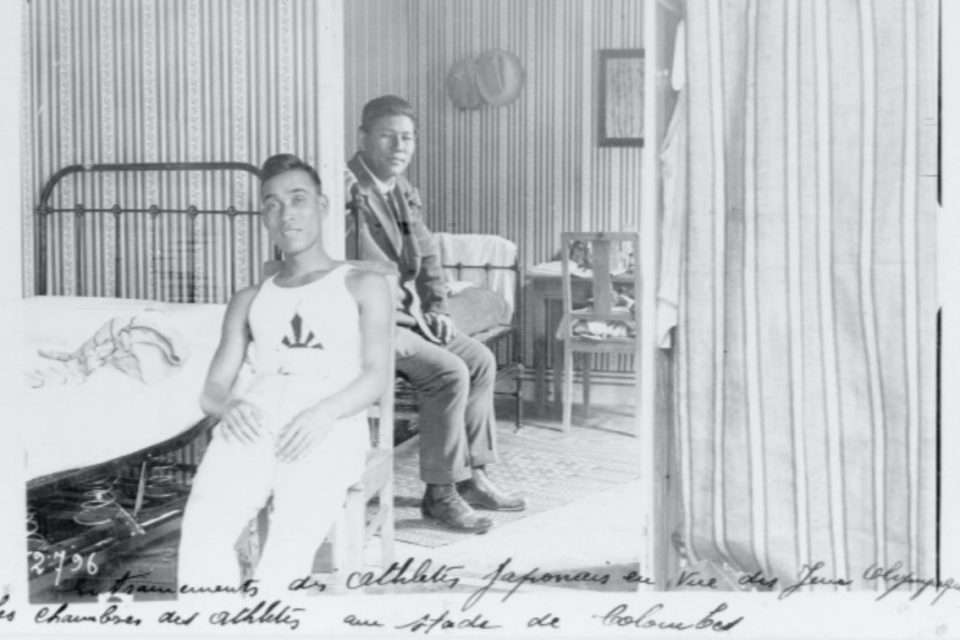
Deux athlètes japonais dans leur chambre au village olympique de Paris 1924.

En 1924, un village olympique éphémère est construit. Il est situé sur le boulevard de Valmy à Colombes, à l'est du stade olympique Yves-du-manoir, qui est le lieu principal des Jeux, et constitué d'une soixantaine de baraques en bois. Chaque baraquement est prévu pour loger trois personnes. Le village propose un bureau de poste, un bureau de change, un service de garde d'objets, un service télégraphique et téléphonique, une blanchisserie, un kiosque à journaux et un salon de coiffure, et dispose de l'eau courante et de salles à manger qui couvrent trois repas par jour. Deux prix sont proposés aux délégations, qui peuvent réserver avec un acompte ; l'un couvre l'hébergement seul pour trente francs par nuit, l'autre la pension complète pour vingt-cinq francs supplémentaires. En complément, les organisateurs proposent une liste centralisée d'offres de logements pour les athlètes, notamment pour les épreuves loin de Paris comme celles de tir tenues à Reims et à Châlons-sur-Marne. Seule une partie des délégations choisit l'hébergement en village olympique. L'équipe des États-Unis, logée ailleurs, loue des lits supplémentaires pour ses nageurs. En tout, les hébergements accueillent 600 personnes sur plus de 3 000 athlètes.
Pour les Jeux olympiques d'été de 1928 à Amsterdam, la création d'un village olympique est étudiée, mais les organisateurs rejettent la proposition. Ils affirment avoir envie de créer un complexe du genre, mais manquer de place pour héberger les participants pour un coût raisonnable. Certains sportifs sont logés dans des écoles et d'autres dans des hôtels, tandis que la délégation américaine reste sur son bateau, l'USS Roosevelt, qui est stationné dans le port d'Amsterdam.

### Premiers villages olympiques modernes

#### Jeux olympiques d'été de 1932 à Los Angeles

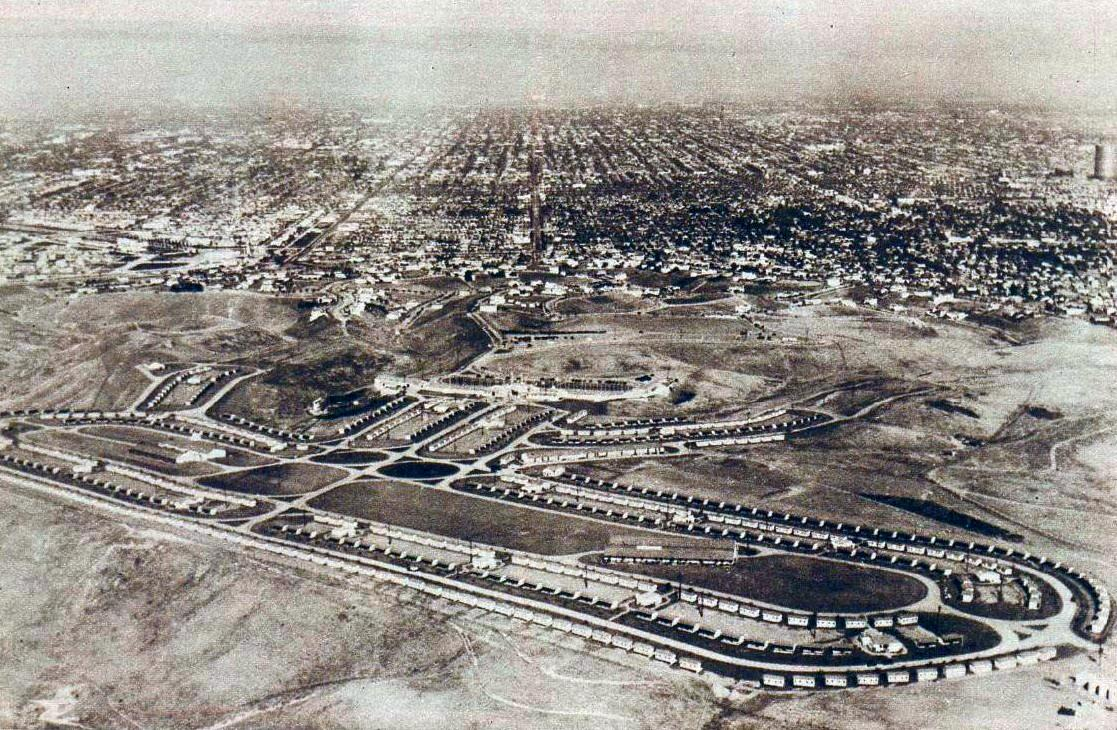
Le village olympique des Jeux olympiques d'été de 1932 à Los Angeles.

Le village olympique des Jeux olympiques d'été de 1932 est considéré comme le premier village olympique moderne officiel. Il s'agit d'un ensemble de petites habitations d'une capacité de 2 000 personnes construit à l'ouest de la ville dans le quartier de Baldwin Hills. Le site est choisi pour sa température d'une dizaine de degrés plus basse en moyenne en juillet et en août que les autres lieux envisagés. Il est également à une dizaine de minutes en voiture du stade olympique, le Los Angeles Memorial Coliseum. La construction commence en février 1932 par la mise en place des canalisations et s'achève en juin de la même année. Le projet est critiqué par des personnalités locales estimant que la cohabitation forcée entre des athlètes de cultures très différentes ne peut se solder que par un conflit majeur ; il est soutenu par le comité d'organisation des Jeux pour des raisons financières.
Le village olympique est composé de 500 pavillons pouvant chacun héberger quatre athlètes, sur une superficie d'une centaine d'hectares. Ils sont organisés autour d'un large ovale, inspiré par les pistes d'athlétismes. Chaque maison mesure un peu plus de quatre mètres sur sept et les maisons sont séparées de trois mètres environ pour réduire les risques de propagation en cas d'incendie. Il est d'abord prévu que chaque pavillon ait une façade différente et reflète un style architectural propre à la délégation qui l'occupe, mais des restrictions budgétaires mènent à la construction de bâtiments finalement identiques. Une barrière grillagée d'un peu moins de 2,5 mètres de hauteur encercle le village et le transport des athlètes est assuré par bus. L'arrivée d'une équipe au village est marquée par une cérémonie de lever de son drapeau.
Les compétitrices, quant à elles, sont logées au Chapman Park Hotel, sur Wilshire Boulevard. De nombreux divertissements leur sont proposés, notamment des spectacles de musique et de danse, une grande fête d'anniversaire pour celles ayant leur anniversaire pendant les Jeux, la visite de personnalités du monde de cinéma et la possibilité d'assister à un match de baseball et à un concert symphonique lors de deux soirées. L'argument avancé pour la séparation des sexes est que les « besoins féminins pourraient être mieux satisfaits dans une résidence de nature plus permanente ».
Comme en 1924, le village olympique masculin est éphémère et le terrain est remis en état après les Jeux. La construction est donc planifiée pour minimiser son impact sur le paysage : les maisons sont faites de matériaux légers et montées sur place pour pouvoir être démontées rapidement. Les matériaux sont recyclés ou revendus, alors que la Grande Dépression rend difficile toute autre solution, mais certaines personnes parviennent à emporter des maisons en pièces détachées et à les remonter ailleurs, notamment pour créer des maisons de vacances ou des entrepôts. Le 3 février 1933, il reste deux pavillons sur le site original.
À partir de cette date, un village est établi pour chaque édition des Jeux olympiques d'été, sauf les Jeux olympiques d'été de 1948 tenus dans Londres sinistrée. L'habitude de saluer l'arrivée d'une délégation au village avec une cérémonie de lever de son drapeau est également répétée à chaque olympiade. Des chercheurs estiment que le village olympique avait également deux objectifs internes aux États-Unis : il s'agit d'abord d'un lieu touristique attisant l'intérêt local pour les Jeux, ainsi que, dans le cadre du boosterism, d'une infrastructure soulignant l'attractivité de la ville au niveau national.

#### Jeux olympiques d'été de 1936 à Berlin
Les organisateurs des Jeux olympiques d'été de 1936 souhaitent construire un village olympique, mais manquent de fonds pour ce projet. Ils se tournent d'abord vers la ville de Berlin pour lui proposer la construction d'un nouveau quartier, mais la solution n'aboutit pas. L'armée accepte dans un premier temps de prêter des casernes du site militaire de Döberitz, à quatorze kilomètres du parc olympique. Le ministère de la défense décide finalement de construire un village neuf sur un terrain militaire vierge du site de Döberitz.
Le village olympique principal est finalement construit à Wustermark, à l'ouest de Berlin. La construction se fait entre 1934 et 1936 et il s'agit du premier village olympique construit en dur avec l'intention d'être permanent. D'autres villages olympiques, plus petits, sont érigés à d'autres endroits. À Kiel, quatre lieux d'hébergement servent à accueillir environ 250 athlètes pour les épreuves de voile, et 685 personnes participant aux épreuves d'aviron et de canoë, avec la seule exception du club d'aviron de Berlin, vivent à Berlin-Grünau dans le château et l'école de police de Berlin-Köpenick et dans les hangars du club d'aviron local.
Le lieu peut héberger 4 600 personnes sur une superficie de 55 hectares, dont environ 10 % sont construits. Il est doté de 140 pavillons d'un étage, comprenant chacun huit à douze chambres, ainsi que de casernes militaires. Chaque pavillon porte le nom d'une ville allemande et est décoré par des étudiants allemands en art. Des divertissements sont proposés chaque soir pendant les Jeux, dont des concerts en pleine journée, des performances par des troupes internationales de danse et un concert aux flambeaux de l'Orchestre philharmonique de Berlin. Un journal, Der Dorfbote, est distribué dans le village. Le village olympique est agrémenté de quarante salles à manger, chacune réservée à une délégation nationale, à l'exception d'un athlète haïtien venu seul et partageant ses repas avec l'équipe brésilienne. Ces salles à manger sont regroupées dans un grand bâtiment appelé le Speisesaal der Nationen (« Restaurant des nations »).
En février 1936, le nombre d'athlètes est largement supérieur aux prévisions. Une série de bâtiments militaires est prêtée aux organisateurs pour héberger un millier de personnes supplémentaires. Leni Riefenstahl est l'une des rares femmes autorisées à visiter le village olympique, et elle y filme des scènes des Dieux du stade.
Les femmes sont logées dans des dortoirs pour étudiants dans le parc olympique, juste à côté du stade.
Les premières équipes arrivent le 20 juin 1936 et les dernières équipent partent le 20 août de la même année. Le transport des athlètes se fait en bus.
Après les Jeux olympiques, le village olympique est utilisé par l'armée allemande de 1936 à 1945, d'abord comme centre d'entraînement puis comme hôpital de campagne. Il sert d'abri à des réfugiés allemands après la guerre, puis l'armée soviétique l'utilise de 1947 à 1991, notamment comme centre de torture, en démolissant de nombreux pavillons pour en recycler les matériaux de construction. Dans les années 2010, il ne reste que 21 pavillons. Après 1992, plusieurs projets visent à le rénover et à le convertir en hôtel, en hôpital, en centre d'entraînement sportif ou encore en centre de conférences, mais tous ces projets sont abandonnés à cause de leur coût trop élevé. En 1993, le lieu devient un monument historique et, en 2004, il est rouvert sous la forme d'un musée en plein air.
En 2016, la municipalité de Wustermark annonce vouloir le convertir en un millier d'appartements, tout en respectant son statut de monument historique.

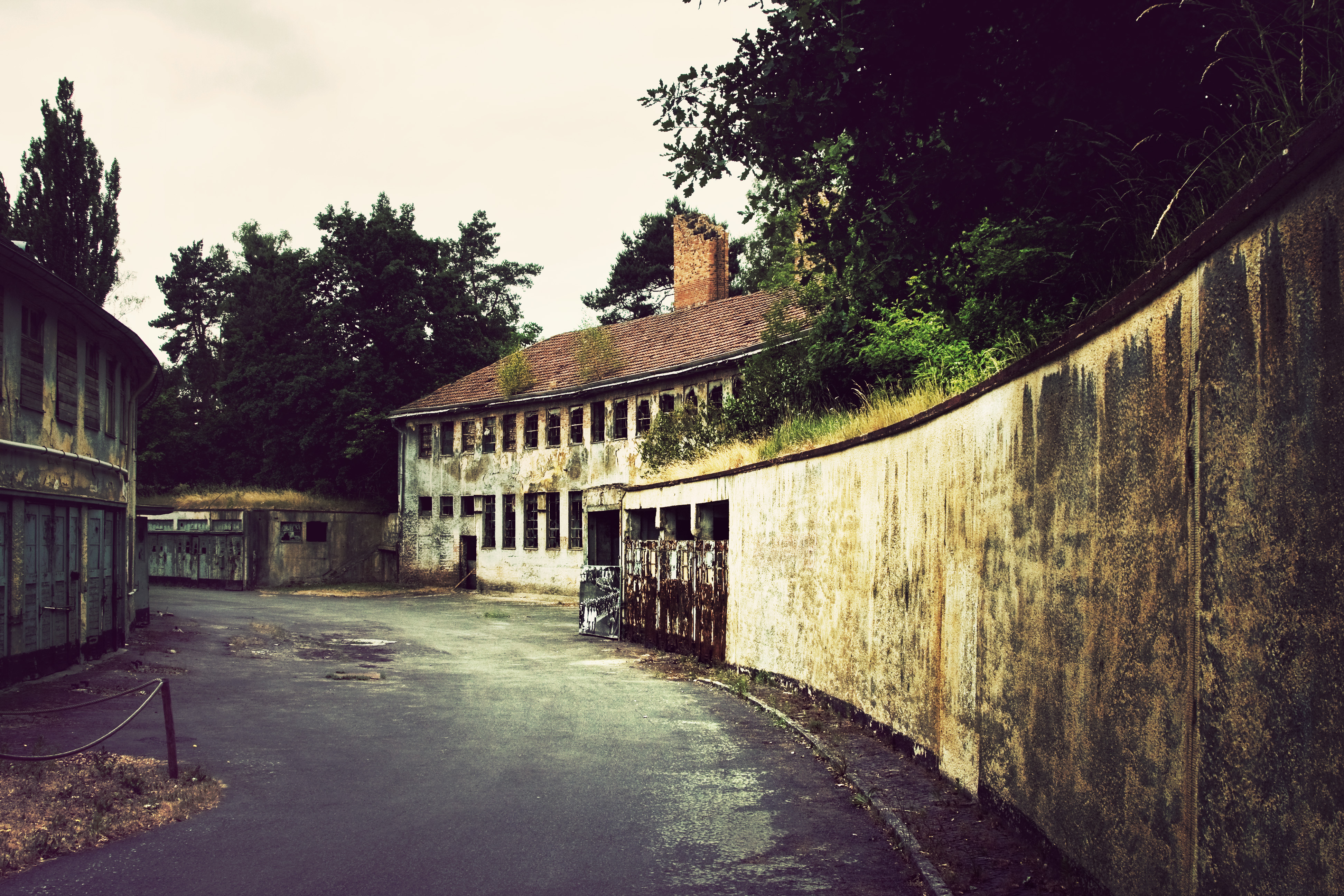
Un bâtiment du village olympique des Jeux olympiques d'été de 1936 à Berlin.
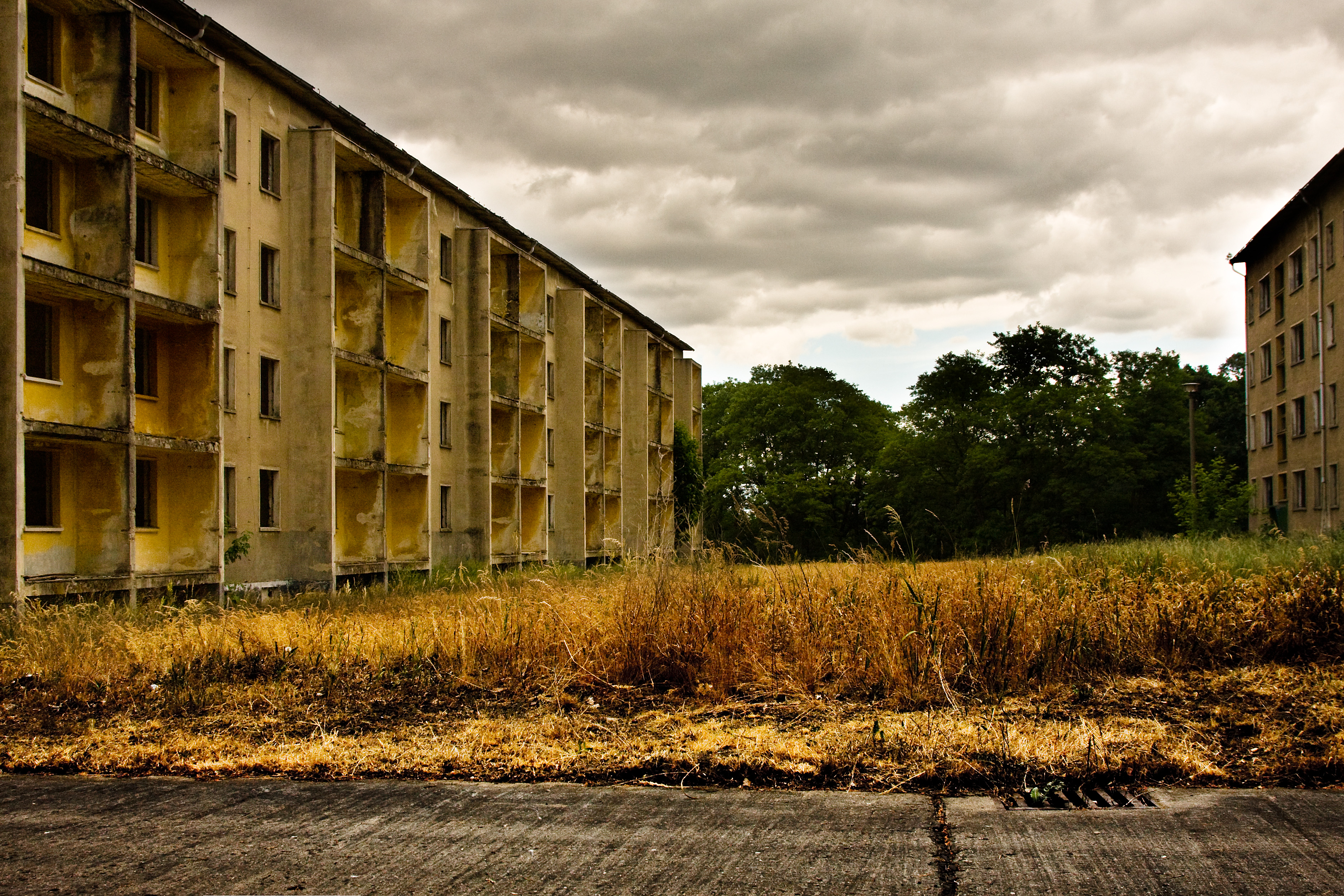
Un bloc d'appartements du village olympique en 2008.
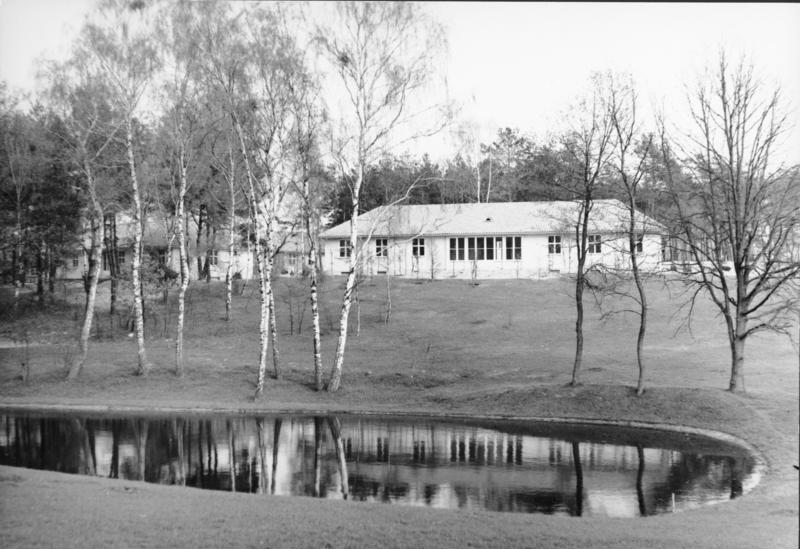
Photo d'époque d'un bâtiment du village olympique.
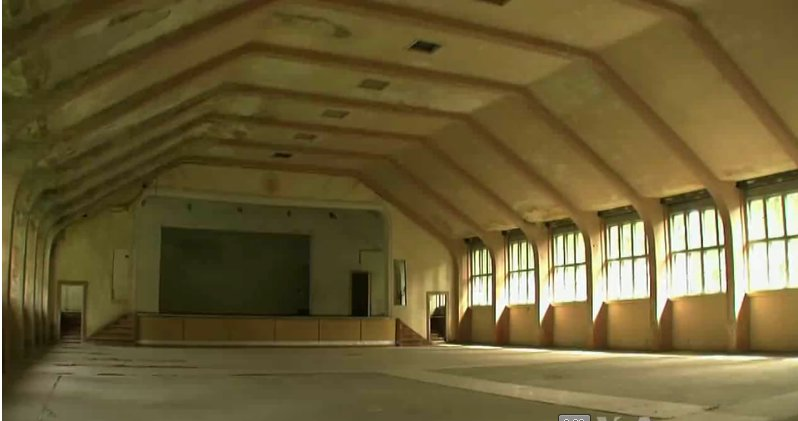
Une salle à manger du Restaurant des nations en 2012.
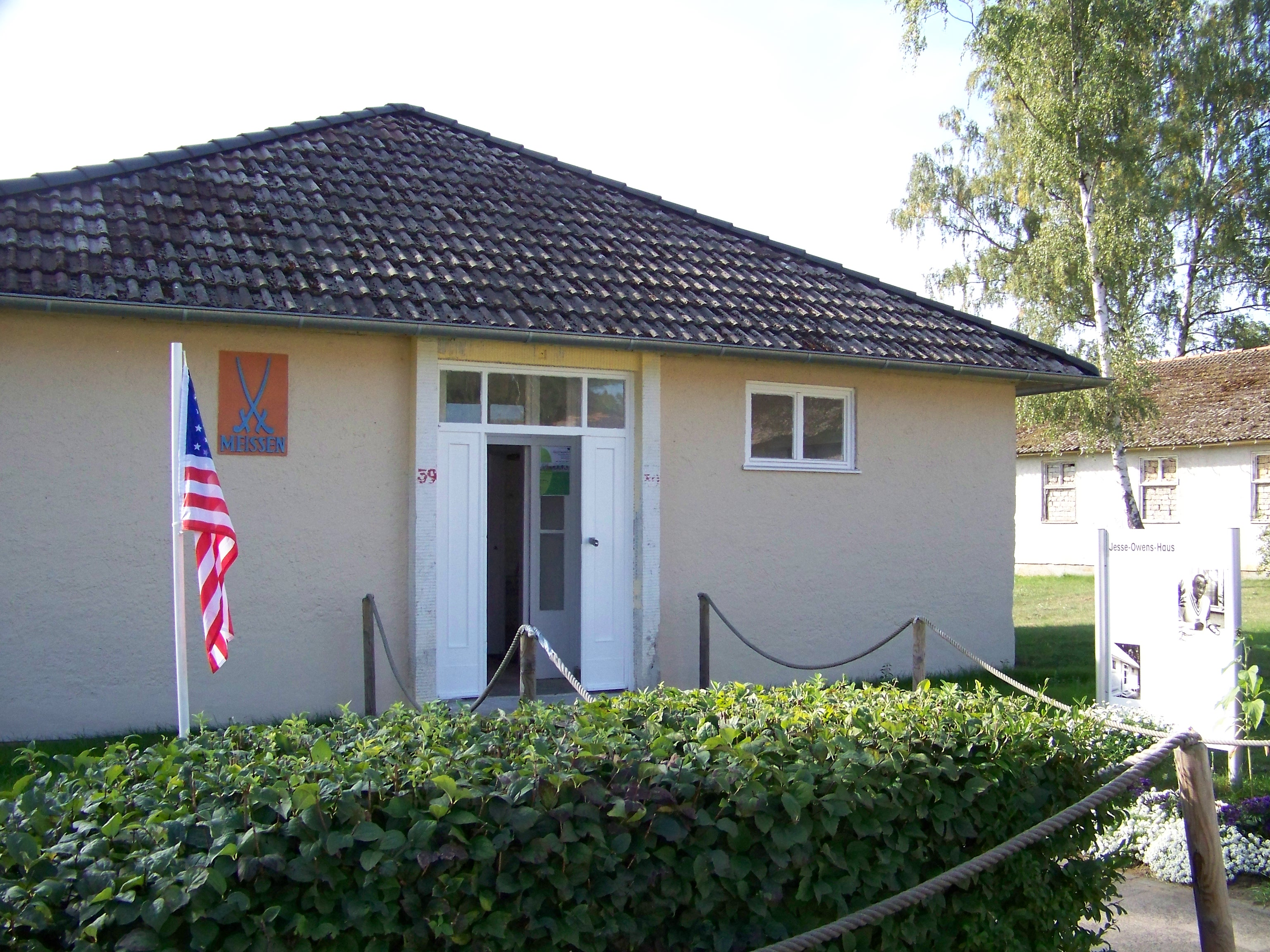
Le pavillon ayant hébergé Jesse Owens, assorti d'un panneau d'explications et photographié en 2009.
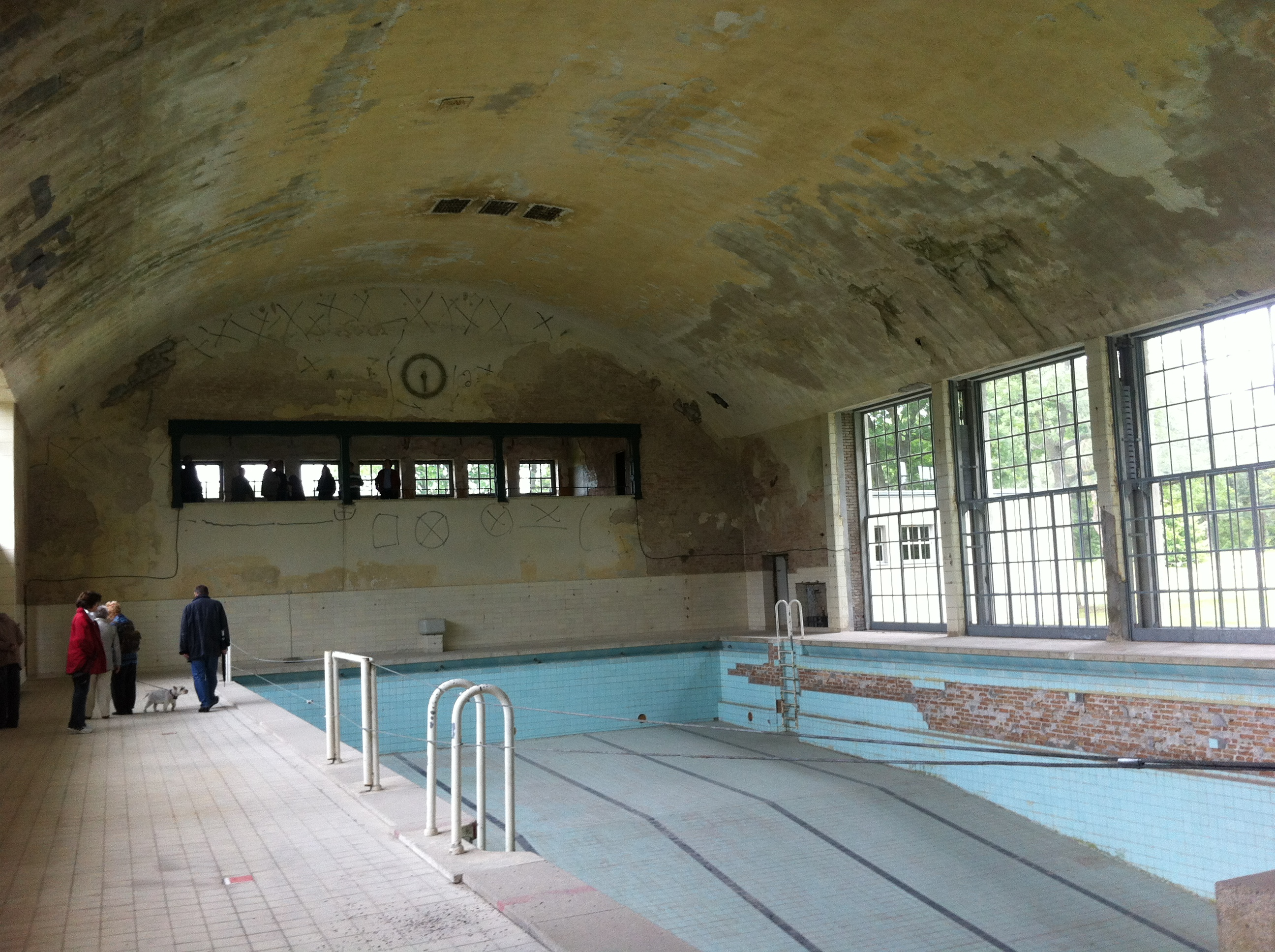
La piscine du village olympique, en 2013.

### Seconde Guerre mondiale et Jeux olympiques de Londres
Helsinki prévoit d'héberger les Jeux olympiques d'été de 1940 après le désistement du Japon. Malgré l'annulation de la compétition, un village olympique de 23 bâtiments, censé héberger 3 200 athlètes et 500 familles, est érigé comme planifié à Käpylä et atténue la pénurie de logements de la capitale.
Londres se remet difficilement de la Seconde Guerre mondiale et ne monte pas de village olympique pour les Jeux olympiques d'été de 1948. Les athlètes sont hébergés gratuitement dans une base militaire à Uxbridge, à West Drayton et à Richmond, tandis que les femmes sont hébergées dans un hôtel au centre de Londres. Le camp d'Uxbridge inclut des bains vapeur et reçoit une livraison hebdomadaire de 400 gallons de crème glacée. En raison du manque de pétrole disponible, les athlètes d'aviron et de canoë sont hébergés dans des écoles près du site de compétition.

### Intégration des femmes dans le village olympique

#### Jeux olympiques d'hiver de 1952 à Oslo
Les Jeux olympiques d'hiver de 1952 sont les premiers Jeux d'hiver à bénéficier d'un village olympique sous la forme de trois lieux d'hébergement. Le format n'est cependant pas celui typique des Jeux d'été, puisqu'il s'agit plutôt de trois quartiers disséminés dans la ville, accompagnés de trois hôtels près des équipements en altitude.
Le premier village olympique est à Sogn, rue Jon P. Erliens dans le quartier de Nordre Aker d'Oslo. Il héberge 600 participants et leurs entraîneurs dans six immeubles de trois étages et 363 appartements. Le second village olympique est à Ullevaal dans le quartier de St. Hanshaugen d'Oslo. Il héberge 400 personnes dans 256 chambres réparties en deux immeubles de huit étages. Le troisième village olympique, à Iladalen, est dans le quartier de Sagene d'Oslo. Il héberge 200 personnes dans 121 chambres. Chacun des trois sites propose un office postal, des téléphones, des télégraphes et un service de blanchisserie ; différents espaces sont proposés à des prestataires pour installer des commerces. Les deux premiers villages olympiques bénéficient d'installations temporaires supplémentaires : des entrées principales couvertes, une salle à manger et une cuisine centrale délivrant 3 600 repas par jour à Ullevaal et un service de repas à emporter. La peinture extérieure du bâtiment temporaire d'Ullevaal est effectuée par des bénévoles passionnés de sport. Enfin, trois hôtels dont un construit pour l'occasion logent les participants aux épreuves de descente et de slalom géant, soit environ 250 personnes, à Norefjell, à 120 kilomètres d'Oslo.
Les femmes sont hébergées avec les hommes pour des raisons pratiques : c'est la première fois que les athlètes des deux genres partagent un village olympique.
Les délégations sont réparties selon leur propre préférence, et généralement regroupées par régime alimentaire.
Après les Jeux, Sogn devient un village pour étudiants. Les bâtiments à Ullevaal servent à héberger le personnel de l'hôpital voisin ou sont reconvertis en logements étudiants, et les logements à Ila deviennent une résidence pour personnes âgées.

#### Jeux olympiques d'été de 1952 à Helsinki
Le village olympique principal est édifié à Käpylä, un quartier situé à 2,5 kilomètres du stade olympique de Helsinki. Son architecte en chef est M. P. Salomaa. D'autres lieux servent à héberger des athlètes pour certains sports. La majorité des participants aux épreuves de voile logent chez des marins finlandais. À Hämeenlinna, environ 200 personnes sont logées dans un hôtel local pour les épreuves du pentathlon moderne. Otaniemi héberge les équipes de Bulgarie, Chine, Hongrie, Pologne, Roumanie, Tchécoslovaquie et d'Union soviétique, soit 1 388 personnes dans un tout nouveau complexe qui deviendra plus tard l'université technologique d'Helsinki, et dont un bâtiment est réservé aux femmes. À Ruskeasuo, un établissement pour invalides de guerre situé près des écuries loge 180 palefreniers et quelques sportifs tenant à rester près de leurs chevaux. Enfin, la majorité de l'équipe finlandaise est hébergée à l'école militaire des cadets de Santahamina.
Les équipes soviétiques refusent de partager le village olympique et s'installent dans un autre village où le drapeau olympique est remplacé par une bannière représentant Joseph Staline, ; on y trouve aussi cinq pays satellites de l'URSS, la Hongrie, la Roumanie, la Bulgarie, la Pologne et la Tchécoslovaquie. Tous les sportifs sont invités à visiter le camp soviétique, tandis que les Soviétiques se rendent régulièrement par bus au village commun pour accéder à certains services.
Les travaux d'édification du village commencent en 1950. Le village principal peut héberger 4 800 personnes dans 13 immeubles séparés en 545 appartements pour un total de 1 630 chambres. Le village olympique en dur est complété par des édifices temporaires, dont des installations sanitaires et un restaurant. On y trouve des infrastructures d'entraînement en intérieur et en extérieur, un hôpital de trente lits et un cinéma. On y trouve aussi des magasins ainsi que des saunas. Certains services proposés aux athlètes sont un bureau de poste, une banque, une blanchisserie, un salon de coiffure et une cordonnerie. Les maisons en dur sont des maisons à la façade blanche construites pour l'occasion ; les grandes équipes ont leur propre pavillon, tandis que plusieurs plus petites équipes en partagent d'autres, les pays du Commonwealth étant regroupés.
Les femmes sont logées dans une école pour infirmières à environ un kilomètre du stade olympique. L'école héberge 658 personnes dans 262 chambres. Ce site dispose d'une salle de sport, de salons, d'un sauna et d'un parc.
Après les Jeux, comme prévu par les organisateurs, le lieu est reconverti en quartier résidentiel,.

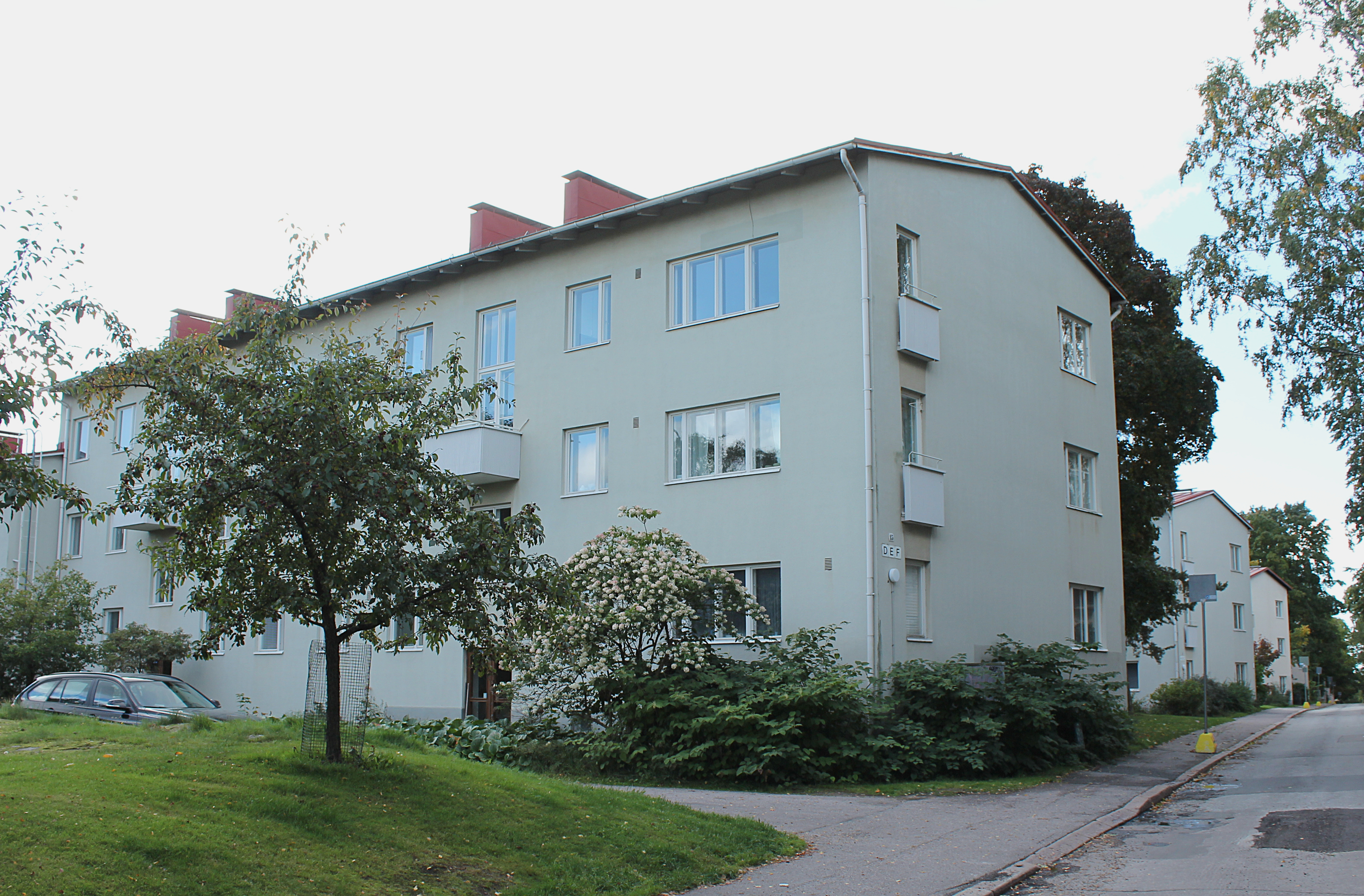
Un bâtiment du village olympique d'Helsinki.
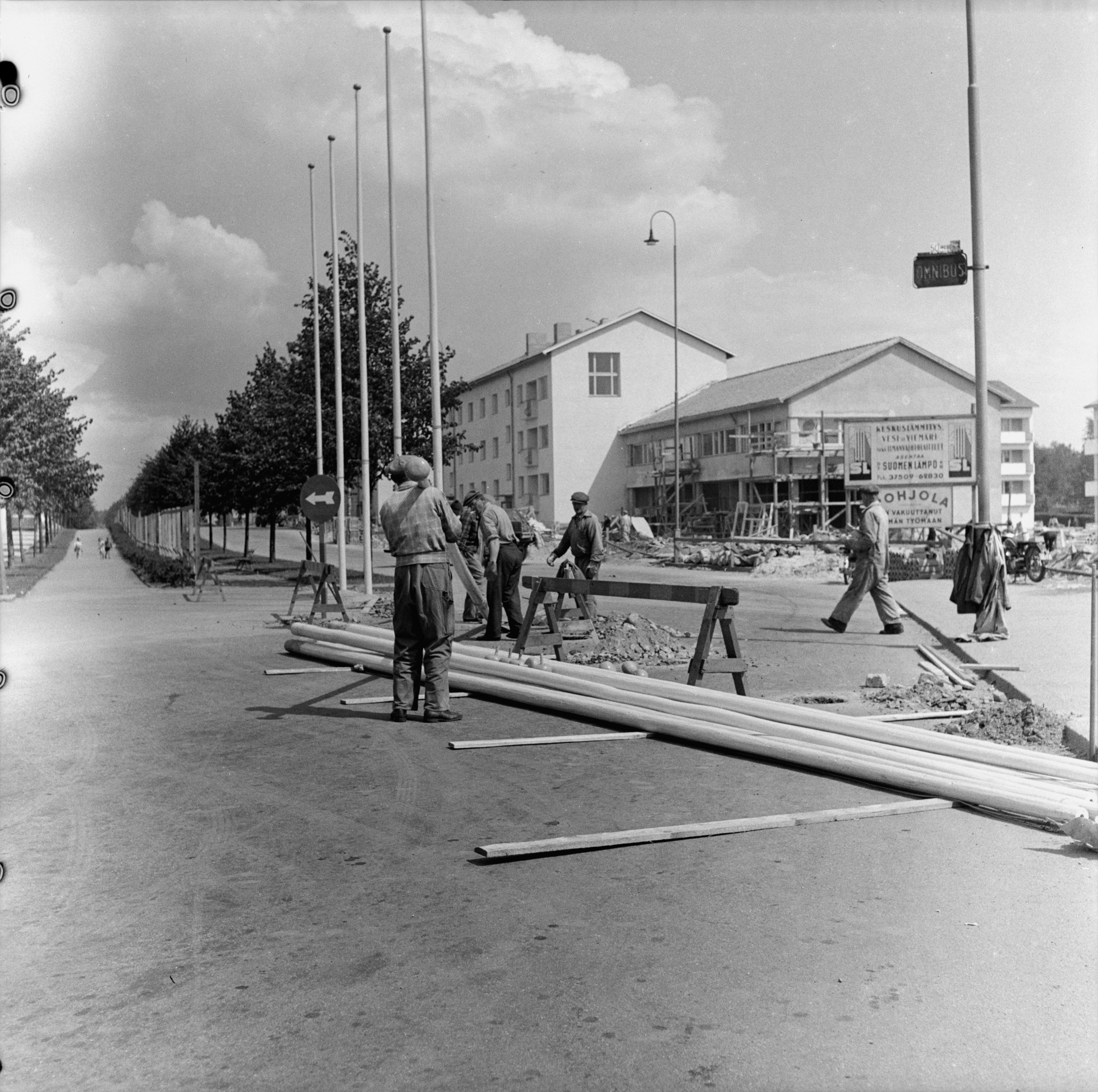
Le village olympique en construction en 1952.
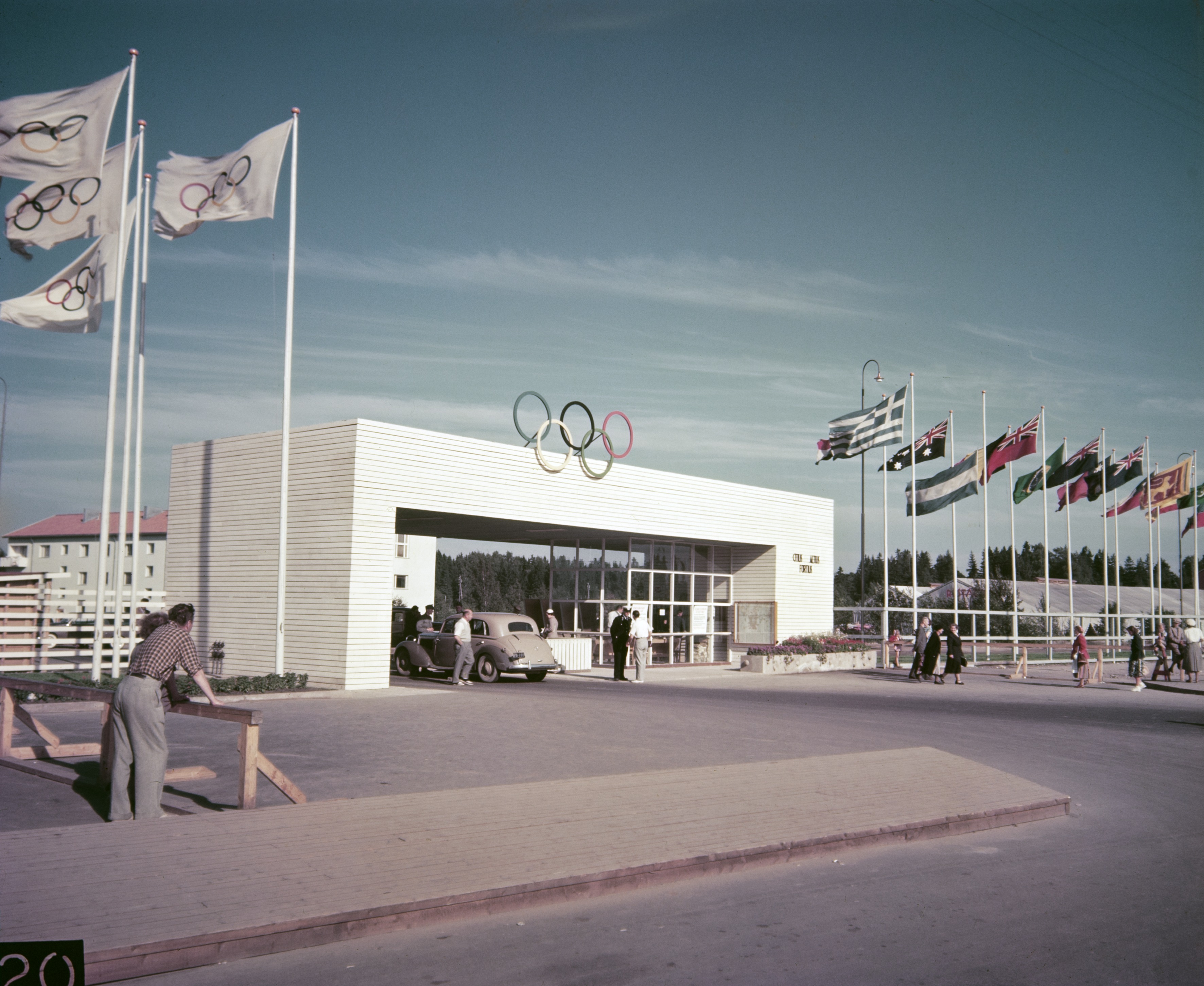
Entrée du village olympique.
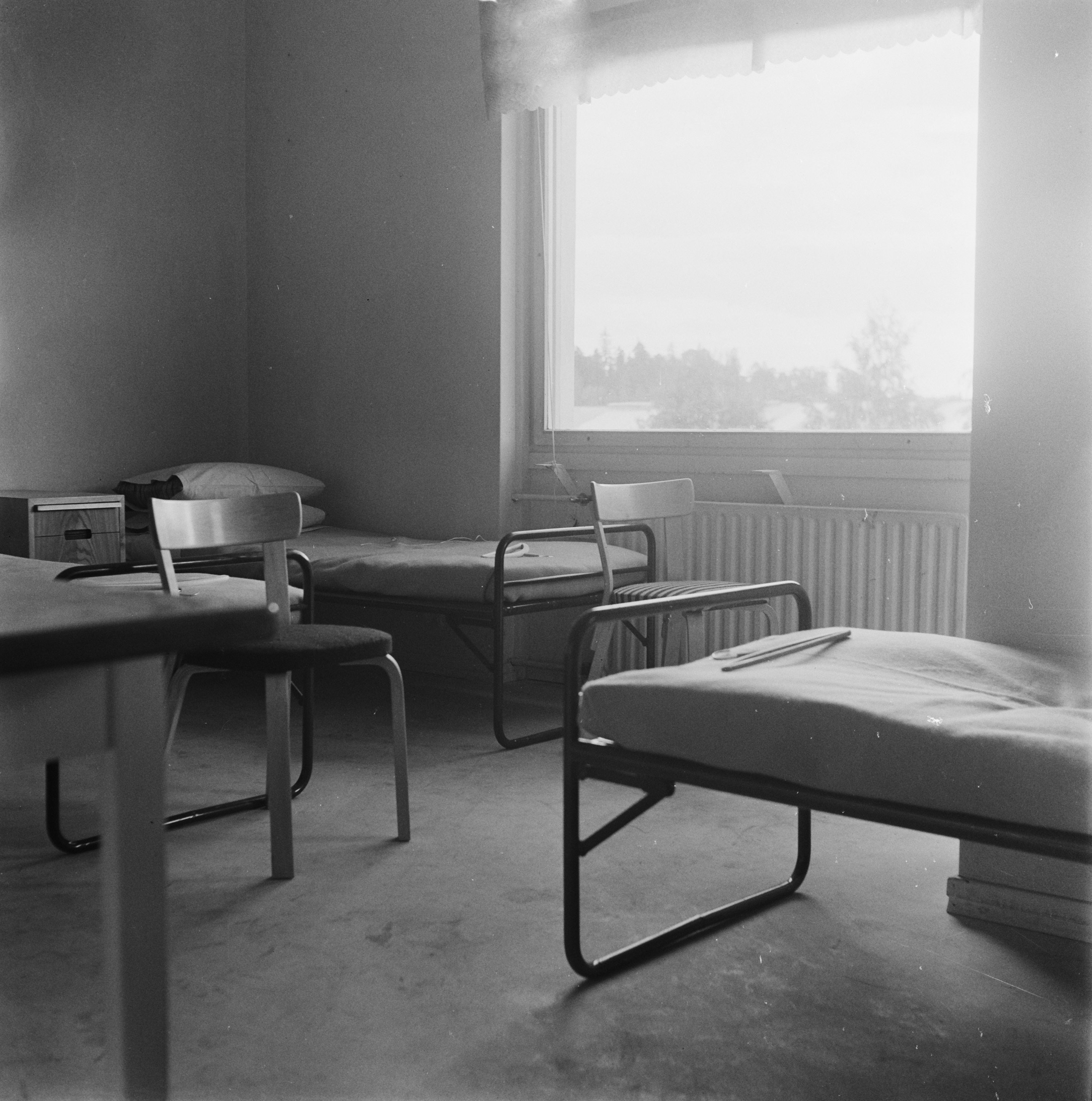
Intérieur d'une chambre lors des Jeux olympiques.

#### Jeux olympiques d'été de 1956 à Melbourne et Stockholm

##### Melbourne
Les architectes de la Commission du logement de l'État de Victoria (en) établissent le plan général du village, tandis que les architectes du comité d'organisation s'occupent des bâtiments temporaires. La construction commence en juin 1954 et se termine en août 1956, avec quelques bâtiments toujours en travaux à l'arrivée des premières délégations, dans un contexte d'importante pénurie de logements publics à Melbourne. Le gouvernement australien soutient financièrement la construction du village à Heidelberg West, avec l'intention de proposer les logements à la vente et à la location après les Jeux. En dehors du village olympique principal, un centre pour migrants à Ballarat accueille six cents personnes participant aux épreuves d'aviron et de canoë à une centaine de kilomètres de Melbourne. Des dortoirs universitaires sont également utilisés comme logements d'appoint, ce qui deviendra une pratique commune.
Les infrastructures temporaires sont vingt salles à manger, des cuisines et des entrepôts. Un bâtiment commun est érigé par le quartier d'Heidelberg et comprend une piste de danse et un cinéma. Le village est entouré d'infrastructures sportives, dont une piste d'athlétisme. Hors du village mais à proximité, on trouve un centre de presse, un bureau de poste et téléphones, un restaurant ouvert au public et des commerces de détail.
Le village héberge 6 500 personnes sur 60 hectares, dont 15 pour les terrains de sport et leurs annexes. Les logements sont de différents types, allant de la maison individuelle à des bâtiments de deux ou trois étages, pour un total de 365 bâtiments et 841 logements. Les rues portent le nom de batailles récentes auxquelles les soldats australiens ont pris part, un choix critiqué ; finalement, pendant la durée des Jeux, les rues principales sont renommées Edwin Flack et Frank Beaurepaire. Pour la première fois aux Jeux d'été, les femmes sont hébergées dans un quartier du village olympique, où les hommes ne sont pas admis, et peuvent se déplacer dans l'ensemble du village. Le quartier des femmes est séparé du reste du village olympique par une simple barrière. C'est également une des premières fois où les athlètes sont logés dans des maisons et appartements plutôt que dans des dortoirs,.
Le village olympique ouvre officiellement le 29 octobre 1956, bien que les trois premières équipes soient arrivées le 16 octobre, et les dernières équipes partent le 14 décembre 1956.  Après les Jeux, comme prévu, le village devient le plus grand quartier résidentiel de l'État de Victoria, hébergeant 4 362 familles, le plus souvent provenant de quartiers de centre-ville défavorisés ou d'hébergements d'après-guerre construits en urgence. Dans les années 1990, le quartier est devenu très pauvre et violent et fait l'objet d'un plan de renouvellement urbain, sans grand succès. Un des sites d'entraînement jouxtant le village devient le siège du Heidelberg United FC.

##### Épreuves d'équitation à Stockholm

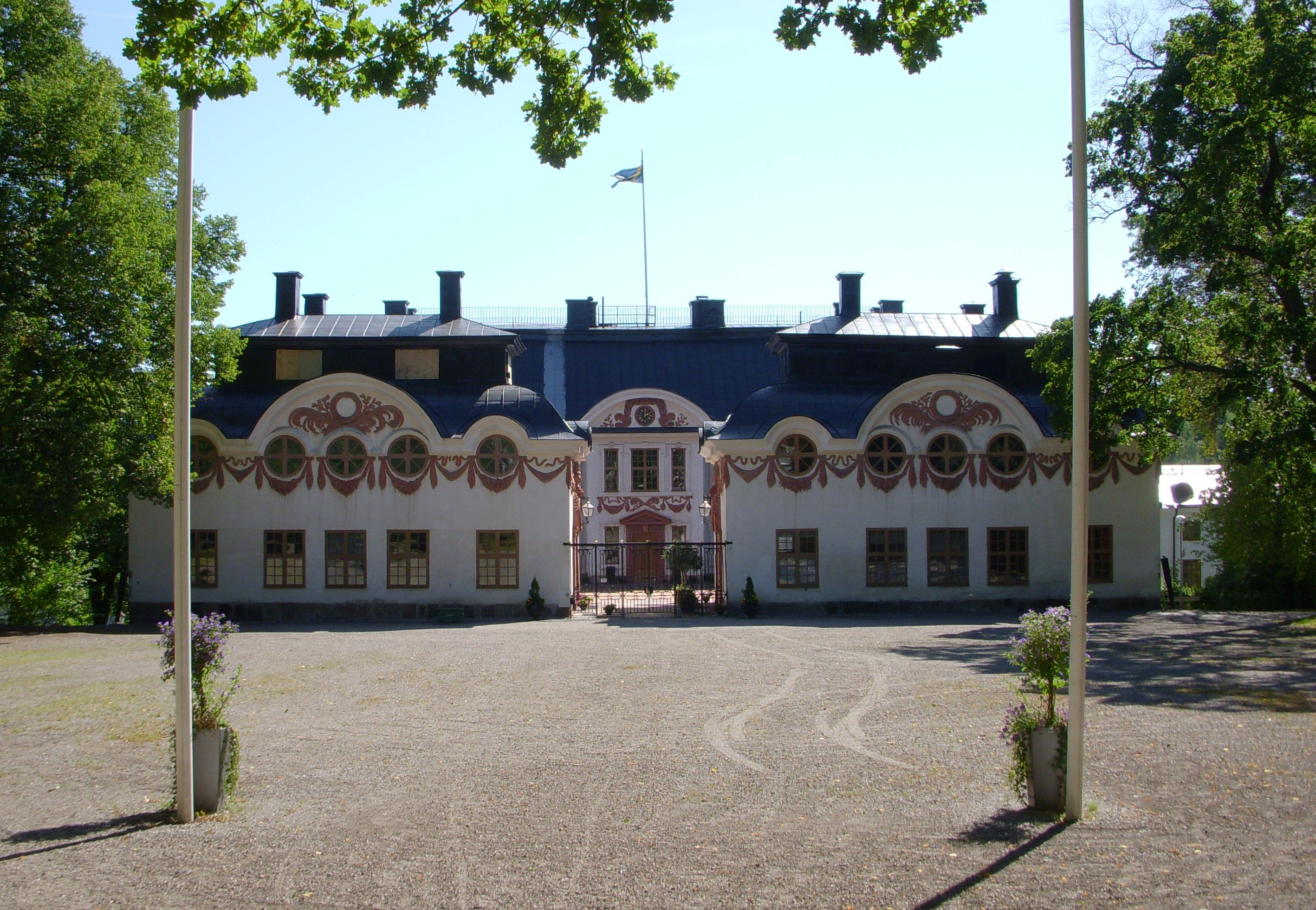
Vue de l'avant du château de Karlberg.

Des villages olympiques sont aménagés pour les participants aux compétitions équestres : ceux-ci sont organisés à Stockholm en raison de difficultés dues à la mise en quarantaine des animaux. Le château de Karlberg et le château de Näsby (en) à Täby sont aménagés, avec une section spéciale pour les femmes dans le premier des deux châteaux. Les palefreniers sont logés près des écuries de la Garde royale suédoise (sv), près du stade olympique, et les palefrenières dans des familles locales.

#### Jeux olympiques d'hiver de 1960 à Squaw Valley
Le village olympique des Jeux olympiques d'hiver de 1960 est situé à Chamonix Place dans Squaw Valley. Le projet est annoncé dès la candidature de la ville. L'investisseur Alex Cushing présente une maquette du village olympique au comité de sélection, ce qui le convainc de choisir ce lieu plutôt qu'Innsbruck, donnée favorite jusque-là. Il s'agit du premier village olympique à proprement parler, similaire à ceux d'été, de l'histoire des Jeux d'hiver.
Il est originellement prévu pour être installé sur les rives du Lac Tahoe à dix minutes de la ville, mais est finalement construit dans la ville pour être à cinq minutes à pied de toutes les zones de compétition à l'exception du biathlon et du ski de fond. La construction se fait de l'été 1957 à mars 1959.
Quatre bâtiments de trois étages et 75 chambres chacun sont construits pour héberger 1 200 personnes. Un des bâtiments est réservé aux femmes. Chacun des quatre bâtiments dispose d'une salle de massage et d'un sauna. Un bâtiment polyvalent appelé Athletes' Center (« Centre des athlètes ») abrite une salle à manger de 900 places avec une terrasse extérieure, un espace de divertissement et un service de blanchisserie. Le soir, la salle à manger est reconvertie en auditorium afin d'abriter des spectacles, notamment des spectacles de Danny Kaye et Esther Williams. Un cinéma propose des films en continu de 13 heures à 21 heures et un autre bâtiment a une salle de détente avec juke-box, tennis de table et jeux de société. On compte également un centre d'accueil et de transport, un centre médical et des boutiques, ainsi qu'une patinoire d'entraînement.
Une attention importante est portée aux repas dans le village olympique et au moins un plat typique de chacun des pays participants est au menu pendant les Jeux. Les organisateurs affirment n'avoir reçu aucune plainte des athlètes, mais que certains entraîneurs ont exprimé l'inquiétude de voir leurs compétiteurs prendre trop de poids pendant la compétition.
Pendant les Jeux, le lieu est ajouté aux California Historical Landmarks. Après les Jeux olympiques, le village est utilisé comme hôtel. En 1977, le Comité olympique des États-Unis s'en sert comme centre d'entraînement pendant quelques années et en 1990, le lieu est remodelé en appartements et en centre de conférences et deux immeubles sont détruits. En 2021, la ville est renommée Palisades Tahoe en raison de la signification raciste et sexiste du mot squaw.

#### Jeux olympiques d'été de 1960 à Rome
Les organisateurs profitent des Jeux pour réhabiliter le quartier défavorisé de Parioli, au nord de la ville. Leur objectif est de construire un quartier moderne et permanent pour réduire la pénurie de logement de la ville. Les travaux commencent le 10 mai 1958 et durent moins de deux ans. Les rues du quartier portent le nom de délégations ou de grands noms du sport, dont Nedo Nadi et Pierre de Coubertin. Les infrastructures du village olympique de 1960 sont neuves, comme celles des Jeux précédents. Les principaux architectes en sont Vittorio Cafiero, Adalberto Libera, Amadeo Nuccichenti, Vincenzo Monaco et Luigi Moretti, directement inspirés par Le Corbusier,, qui compare les plans à son idée de ville radieuse.
D'autres lieux d'hébergement existent pour les athlètes dont les épreuves ne se déroulent pas à Rome. 120 lits sont mis à disposition à Pratoni del Vivaro pour les épreuves équestres, à environ 35 kilomètres de la capitale, et à Castelgandolfo, un institut religieux accueille les compétiteurs en aviron s'ils le souhaitent. Enfin, les participants aux épreuves de football et de voile sont hébergés dans des hôtels de Naples.
Le village olympique est composé de 33 immeubles de deux à cinq étages sur 35 hectares, dont environ un quart est construit. Ils peuvent héberger environ 8 000 personnes réparties dans 1 348 appartements. Les bâtiments reposent sur des piliers de béton de la hauteur d'un étage qui permettent l'installation de pelouses et de parterres floraux sur l'ensemble du site. Le site est traversé par une double voie surélevée, le Corso di Francia, qui mène au pont Flaminio. Les infrastructures temporaires incluent un centre d'accueil, dix restaurants et des bâtiments utilitaires. Une infirmerie, des magasins, un club et un cinéma en plein air sont érigés. Les femmes dorment dans un quartier séparé, mais partagent les infrastructures avec les hommes. Pour la première fois, le village olympique dispose d'un office de divertissement à l'intérieur du village disponible toute la journée en plus des habituelles visites de la ville et événements le soir.
Les premiers athlètes arrivent le 25 juillet 1960 et les derniers repartent le 20 septembre de la même année.
Après les Jeux, le lieu est utilisé comme logement pour les fonctionnaires d'État. Dans les années 1970, l'association responsable des logements est dissoute et le quartier est abandonné par les fonctionnaires et investi par des squatteurs. Dans les années 2000 et avec l'ouverture d'une salle de concert voisine, le quartier regagne en popularité et sa réputation s'améliore. L'ensemble compte 2 880 habitants en 2010.

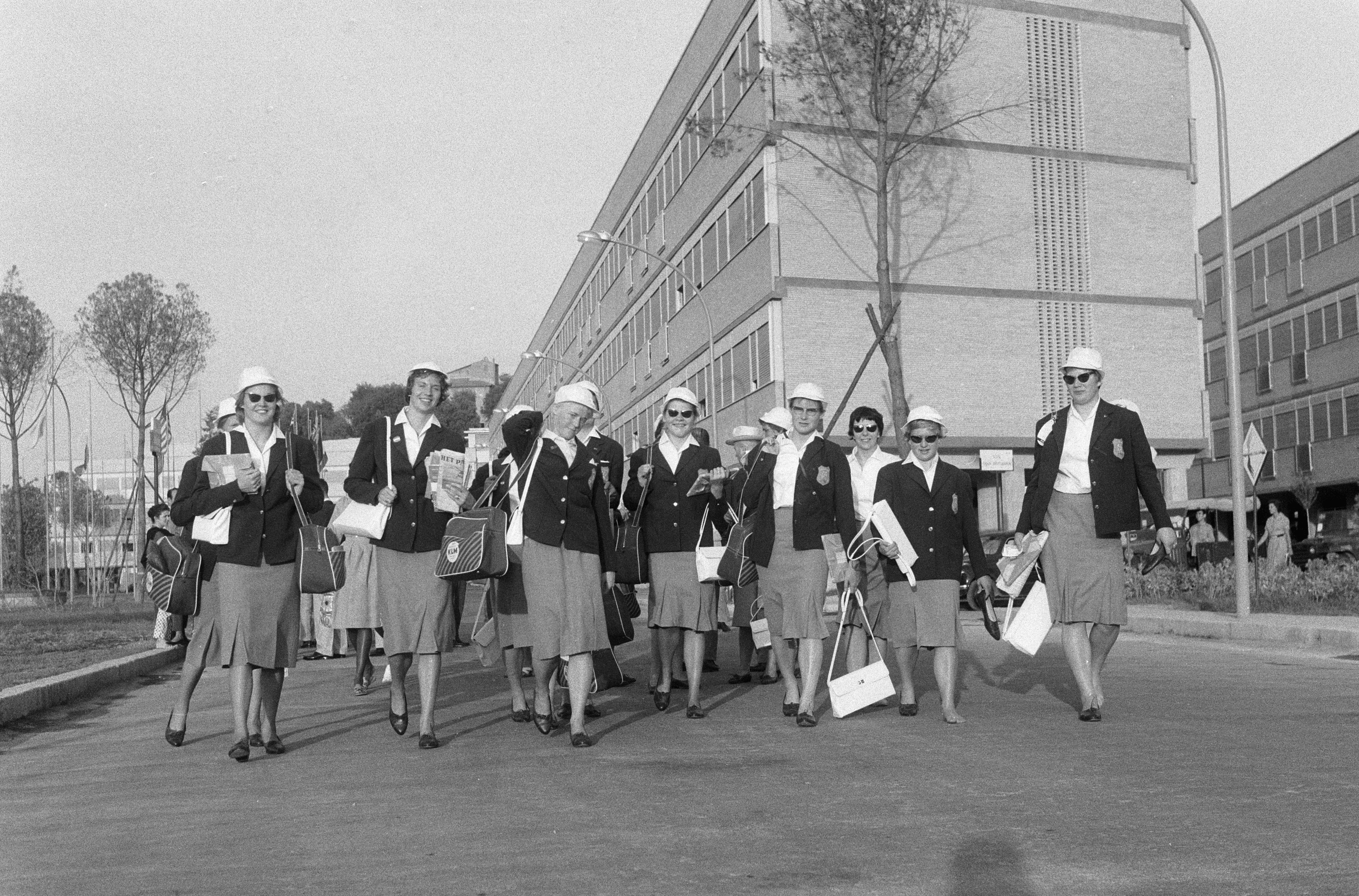
Nageuses néerlandaises dans le village olympique de Rome.
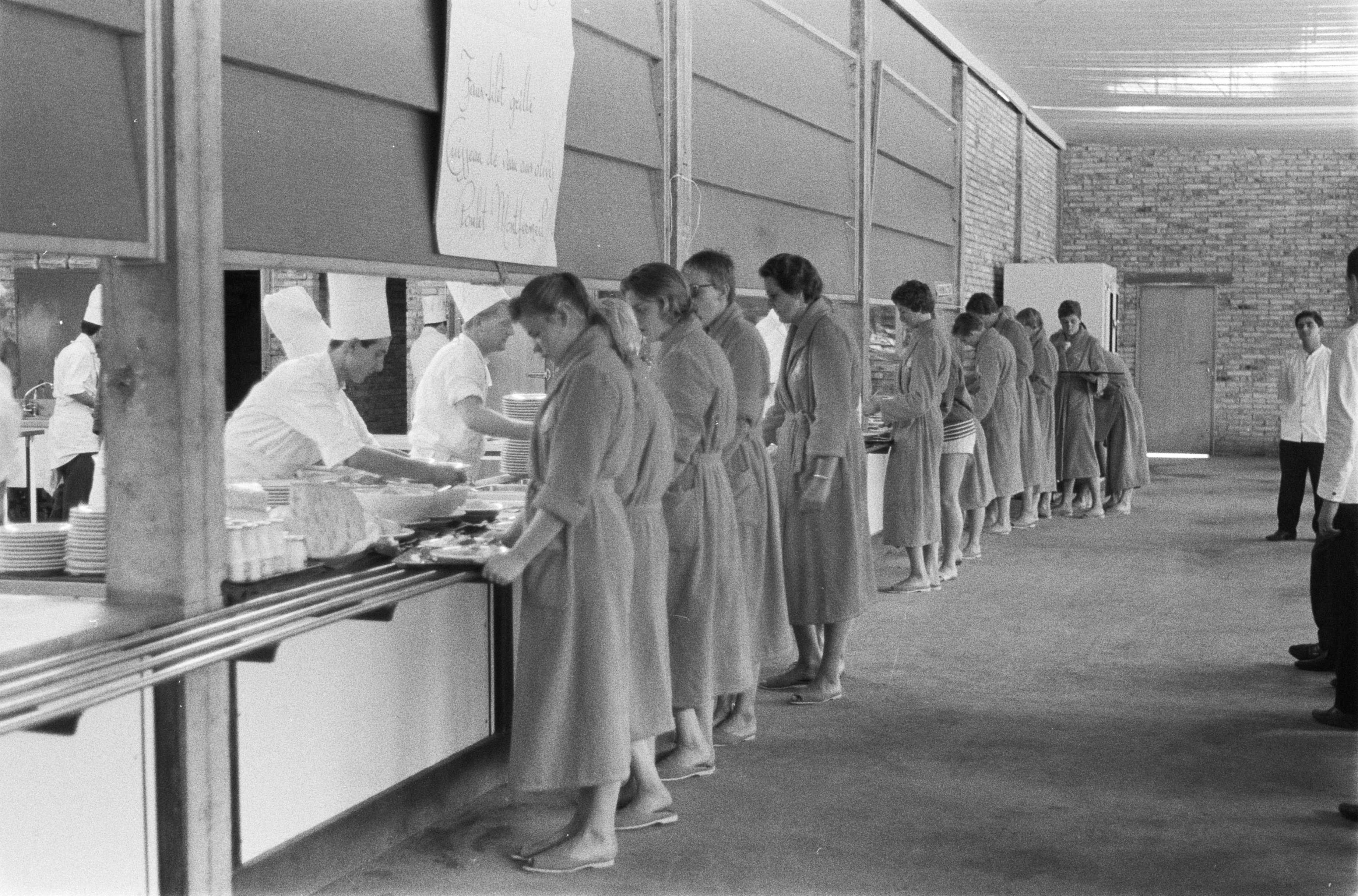
Cantine aux Jeux olympiques de Rome.
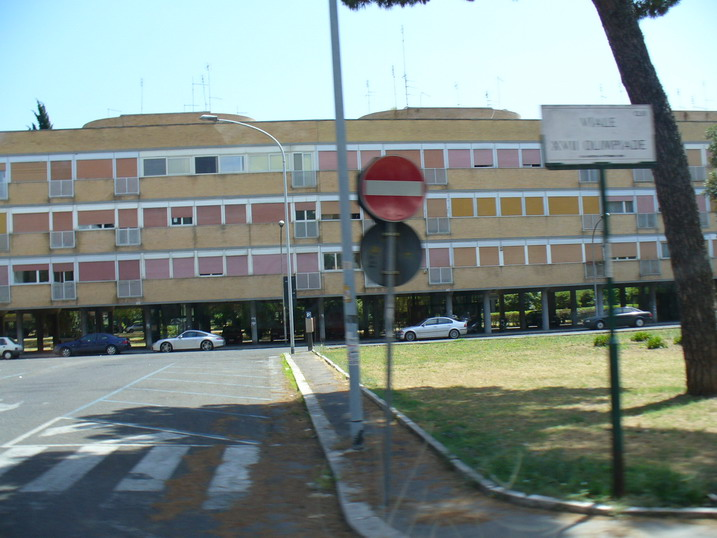
Village olympique de Rome en 2007.
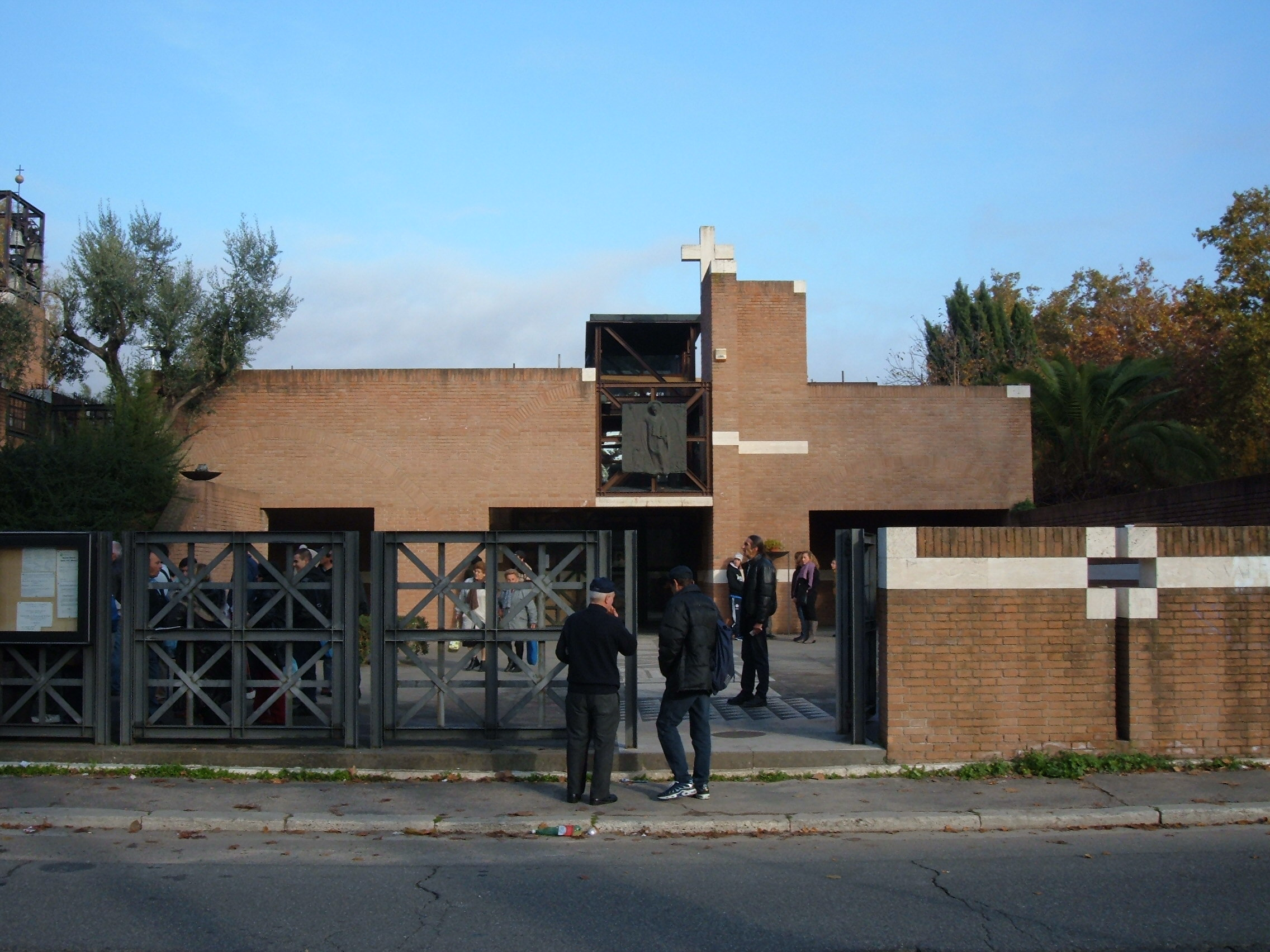
Église San Valentino (it), dans le village olympique, en 2009.

#### Jeux olympiques d'hiver de 1964 à Innsbruck
Le village olympique des Jeux olympiques d'hiver de 1964 se situe sur les rues Schützenstrasse et An-der-Lan-Strasse d'Innsbruck, relativement loin de toutes les infrastructures sportives. Environ 450 personnes (250 athlètes et 200 officiels) participant au biathlon, au combiné nordique, au saut à ski sur tremplin de 70 mètres et au ski de fond sont logées dans des hôtels de Seefeld.
Quatre immeubles d'une dizaine d'étages chacun sont construits et séparés en 273 unités résidentielles prévues pour accueillir environ 2 000 personnes. Cette construction se déroule entre janvier 1961 et fin 1963, dans le cadre de l'érection d'un quartier entier : huit immeubles (soit un total de 689 logements) sont créés, dont quatre seulement sont utilisés pour les Jeux. Trois bâtiments sont réservés aux hommes et un immeuble est partagé entre sportives et employées du village. Les meubles sont tous prêtés par l'armée autrichienne ; comme il n'y a pas de blanchisserie de taille suffisante à Innsbruck, la literie est traitée à Wattens. Un bâtiment de plain-pied complète le complexe avec un bureau d'information, un espace pour les visiteurs et un centre de loisirs de 18 pièces incluant une salle de lecture, une salle de musique et un cinéma. Un sauna est mis à disposition par la ville ; les athlètes ont aussi accès à une maison de thé et un service de réparation de vêtements.
Chacun des quatre bâtiments dispose d'un restaurant au rez-de-chaussée, proposant quatre types de nourriture : allemande et autrichienne, française et italienne, scandinave et anglo-américaine ou slave et orientale. Le divertissement comporte notamment des soirées avec des artistes comme Eddie Fisher et Vico Torriani.

Les premières équipes arrivent le 15 janvier 1964 et les dernières quittent les lieux le 12 février. Après les Jeux, les bâtiments utilisés pour créer le village olympique deviennent des immeubles locatifs ; le village olympique de 1976 est construit juste à côté de l'ancien.

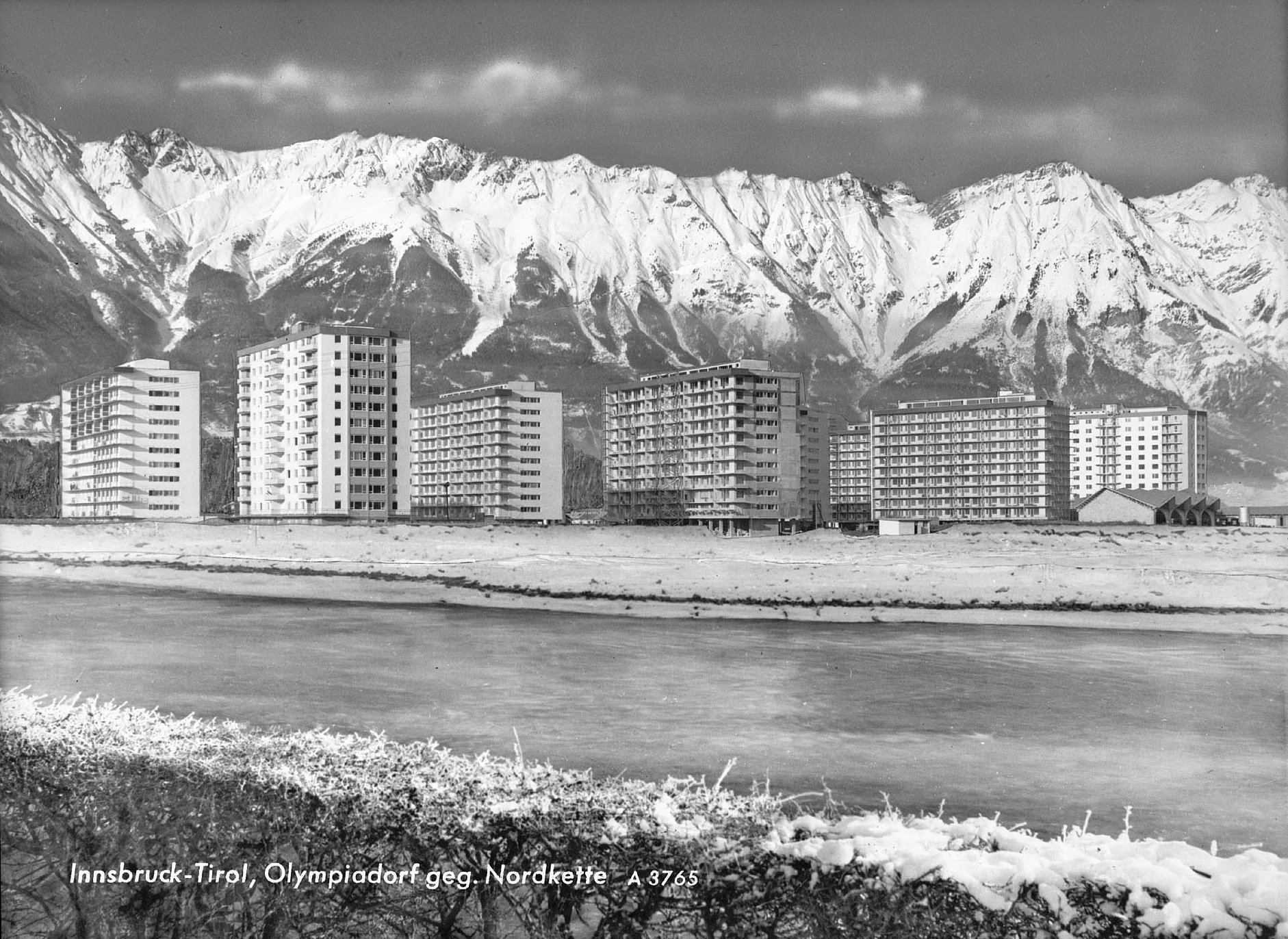
Village olympique en 1963.
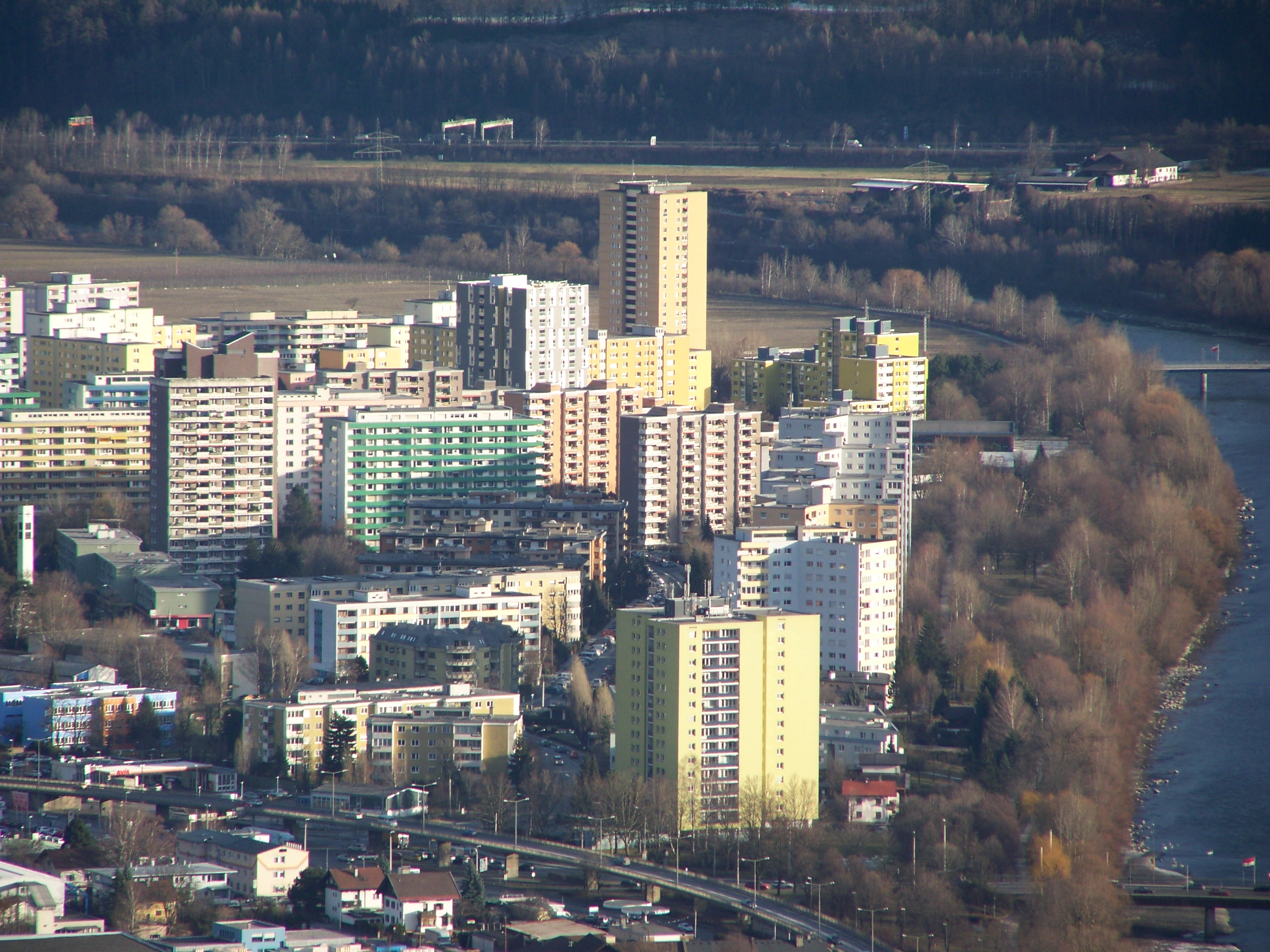
Village olympique en 2008.
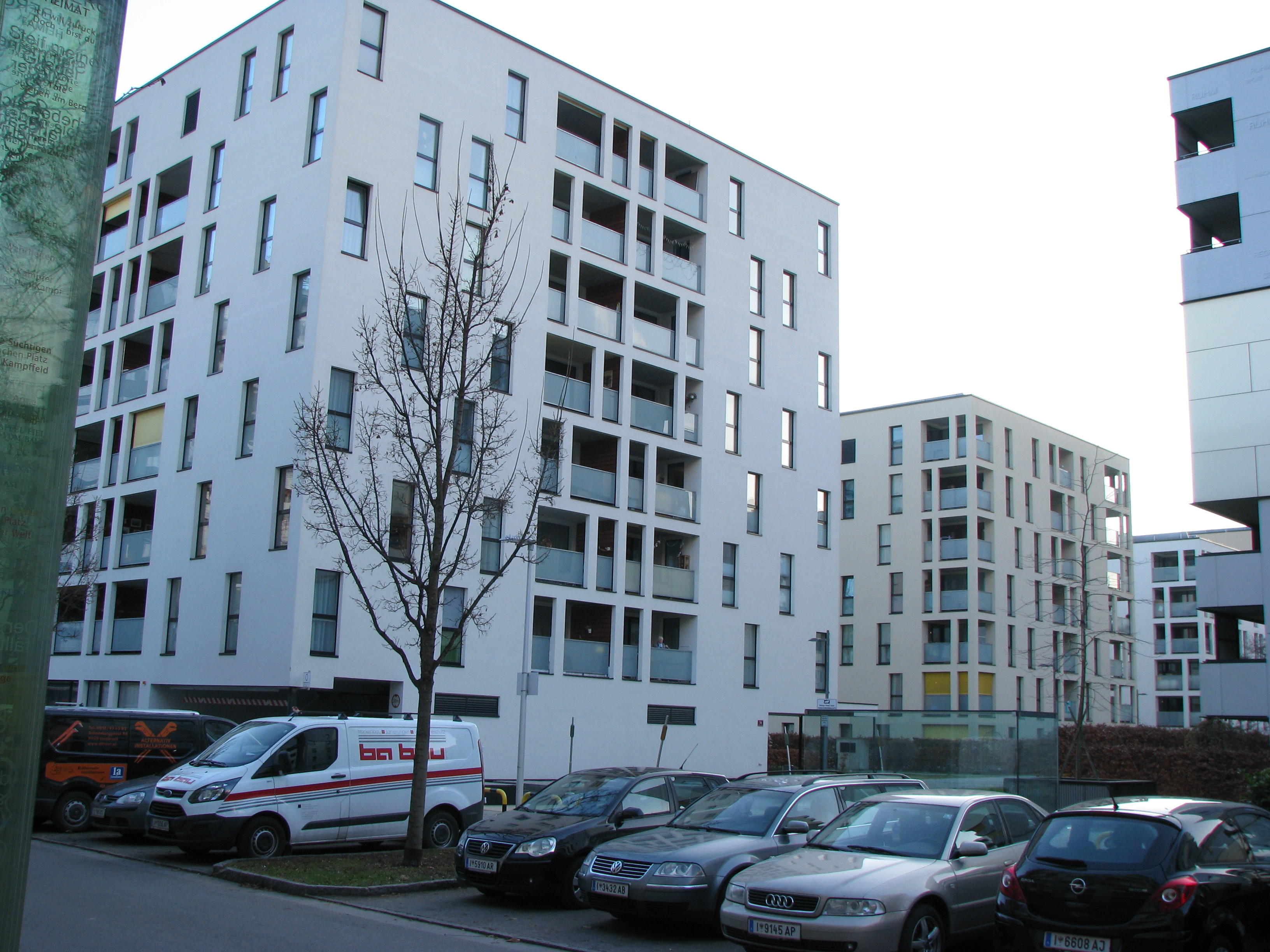
Village olympique en 2017.

#### Jeux olympiques d'été de 1964 à Tokyo

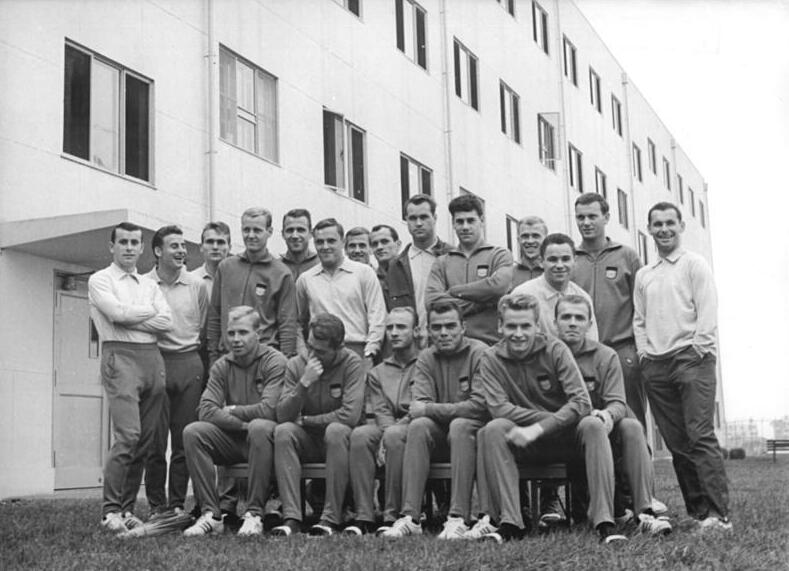
Équipe nationale de l'Allemagne de l'Est devant un bâtiment du village olympique.

Le village olympique des Jeux olympiques d'été de 1964 est à Yoyogi-kōen, dans l'arrondissement de Shibuya de Tokyo. À l'époque, le site s'appelle Washington Heights et héberge des militaires américains et leur famille. Il est remis aux Japonais à la fin de l'année 1963. Les Jeux sont l'occasion d'ôter tout aspect militaire du quartier et de moderniser la ville.
Le village olympique comprend un mélange d'infrastructures existantes et neuves. Le village olympique s'étend sur 66 hectares, dont 12 000 mètres carrés sont pris par les bâtiments. Il s'agit de 543 pavillons en bois d'un ou deux étages et de quatorze bâtiments en béton armé de quatre étages chacun. De ces bâtiments, quatre hébergent les femmes.
Deux autres sites, à Karuizawa et à Ōiso, sont prévus. En raison de trajets trop longs, les organisateurs doivent ajouter deux nouveaux villages à Hachiōji et au lac Sagami. Ces villages secondaires disposent tous d'une poste, d'une banque, de boutiques, de restaurants et d'un salon de coiffure, et tous les villages sont reliés par un système de bus. 484 personnes, dont les cyclistes, sont à Hachioji, à proximité immédiate du vélodrome ou dans une auberge de jeunesse à 4,7 kilomètres de là. 316 personnes participant aux épreuves de canoë sont au lac Sagami : les femmes sont dans une auberge de jeunesse, les hommes dans trois autres bâtiments. Un hôtel héberge environ 200 personnes à Karuizawa pour le concours complet d'équitation. Le village olympique d'Oiso est constitué d'un hôtel local et d'un bâtiment construit pour l'occasion, à une vingtaine de kilomètres du port d'Enoshima, et héberge 347 personnes pour les épreuves de voile.
Les premières équipes arrivent le 15 septembre 1964 et les dernières quittent les lieux le 5 novembre. Pendant les Jeux, les équipes sont conviées à des divertissements mettant en avant la culture japonaise, dont la cérémonie du thé, l'ikebana et l'origami.
Après les Jeux, l'ensemble du village olympique est détruit pour laisser la place au parc Yoyogi ; seules quelques maisons subsistent en souvenir. Le parc est à nouveau aménagé pour les Jeux olympiques de 2020, une action critiquée parce qu'elle permet les rassemblements de foule en pleine pandémie de Covid-19 au Japon. Le village de Karuizawa est réutilisé pour les épreuves de curling en 1998.

#### Jeux olympiques d'hiver de 1968 à Grenoble
Les Jeux olympiques d'hiver de 1968 ont trois villages olympiques.
Le principal est le quartier du même nom dans le sixième secteur de Grenoble, qui est une Zone à urbaniser en priorité. Entre 1954 et 1962, la ville a un des taux de croissance les plus élevés du pays et la construction du quartier soutient la modernisation urbaine et vise à limiter la pénurie de logements. L'ancien aéroport d'Eybens-Échirolles étant trop vieux et petit pour accueillir les Jeux, il devient le site du nouveau village olympique.
Les travaux ont lieu du 1er avril 1966 à novembre 1967. Il est conçu par Maurice Novarina pour héberger environ 2 000 personnes dans une résidence universitaire neuve, aux façades recouvertes essentiellement de bois. Celle-ci compte onze bâtiments de quatre ou cinq étages avec 800 chambres individuelles au total, ainsi que 300 chambres individuelles dans un foyer de jeunes travailleurs et 62 appartements dans une tour de 15 étages. Le complexe se divise en deux parties. D'un côté, on trouve le village olympique des athlètes et de leur personnel ; de l'autre, les services administratifs du comité d'organisation, les organismes partenaires et les services publics. Peggy Fleming quitte rapidement le village olympique après sa compétition pour prendre un hôtel face à la gare de Grenoble, affirmant que les athlètes sont tous tombés malades sur place ; c'est notamment le cas de Dianne Holum, qui attrape une gastro-entérite et doit abandonner l'entraînement.
Les deux autres villages olympiques sont placés dans les stations de neige d'Autrans et de Chamrousse afin d'éviter un retour quotidien dans la vallée. Petula Clark, Dalida et Gilbert Bécaud s'y produisent et les deux villages sont dotés de télévisions, de bibliothèques, de pistes de danse, de billars et d'un bowling. À Autrans, environ 650 personnes se préparent aux disciplines nordiques. Le village est à 32 kilomètres de Grenoble et construit pour l'occasion, à l'exception de deux immeubles de logements rénovés. Le village est reconverti en un centre de jeunesse et des gîtes familiaux après les Jeux. À Chamrousse, environ 350 personnes participent aux épreuves alpines. Les chalets d'un village existant, destinés à des colonies de vacances et à des séjours scolaires, sont adaptés.
Après les Jeux, le quartier à Grenoble devient résidentiel comme prévu et conserve le nom de Village olympique. Il n'obtient cependant pas la popularité espérée et devient un des quartiers les plus pauvres de la ville.

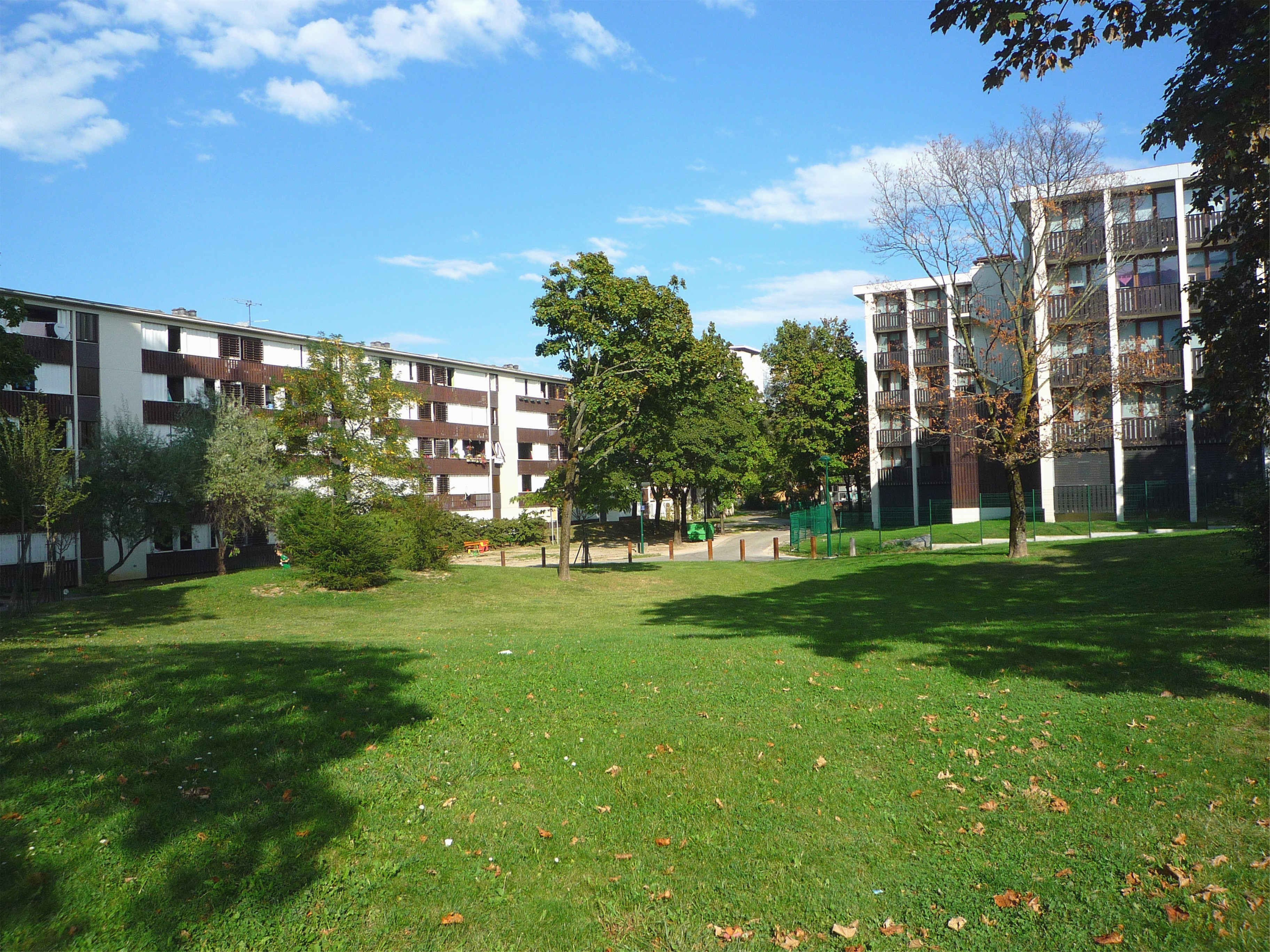
Le village olympique en 2014.
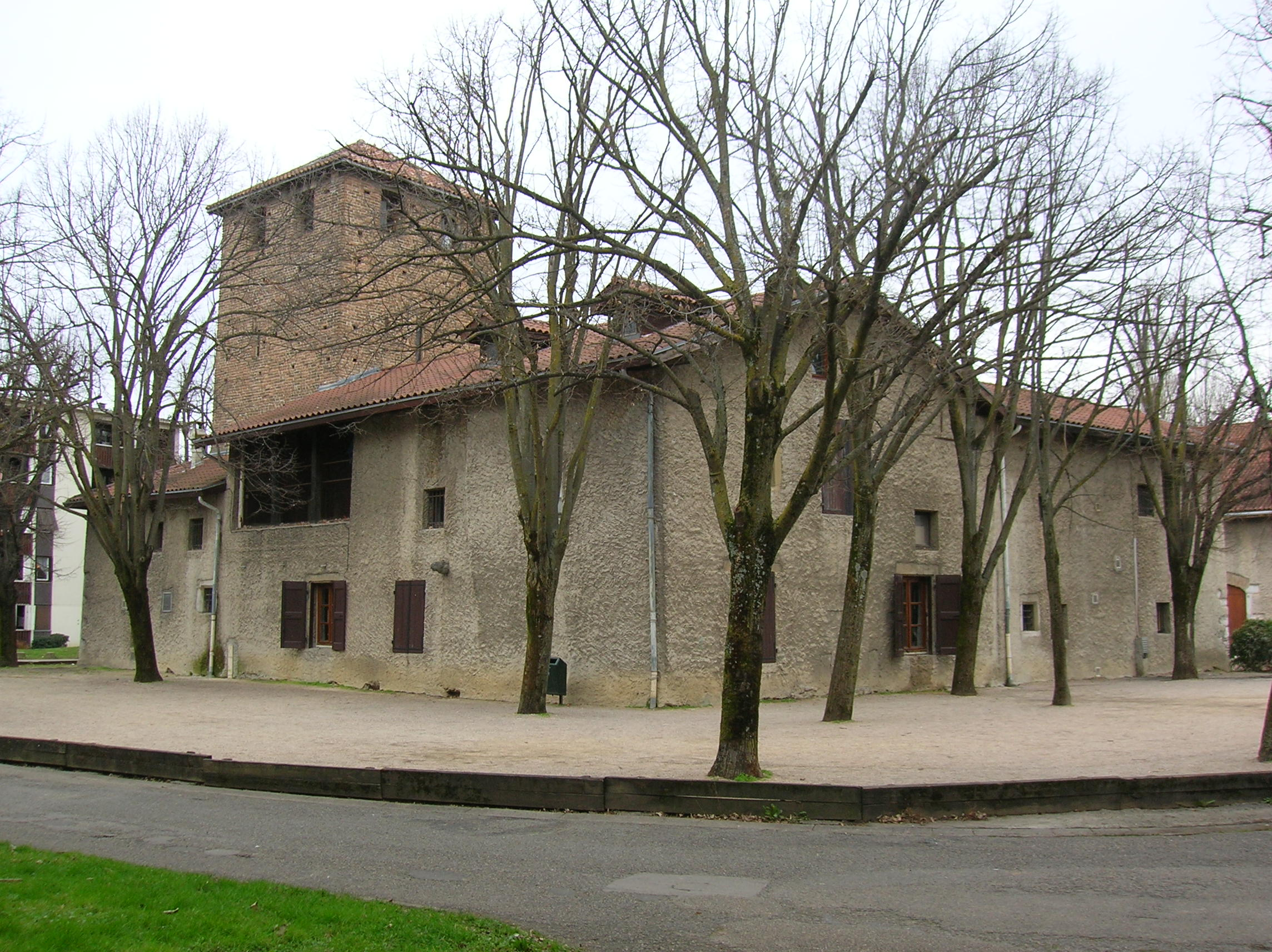
La tour Prémol en 2012.
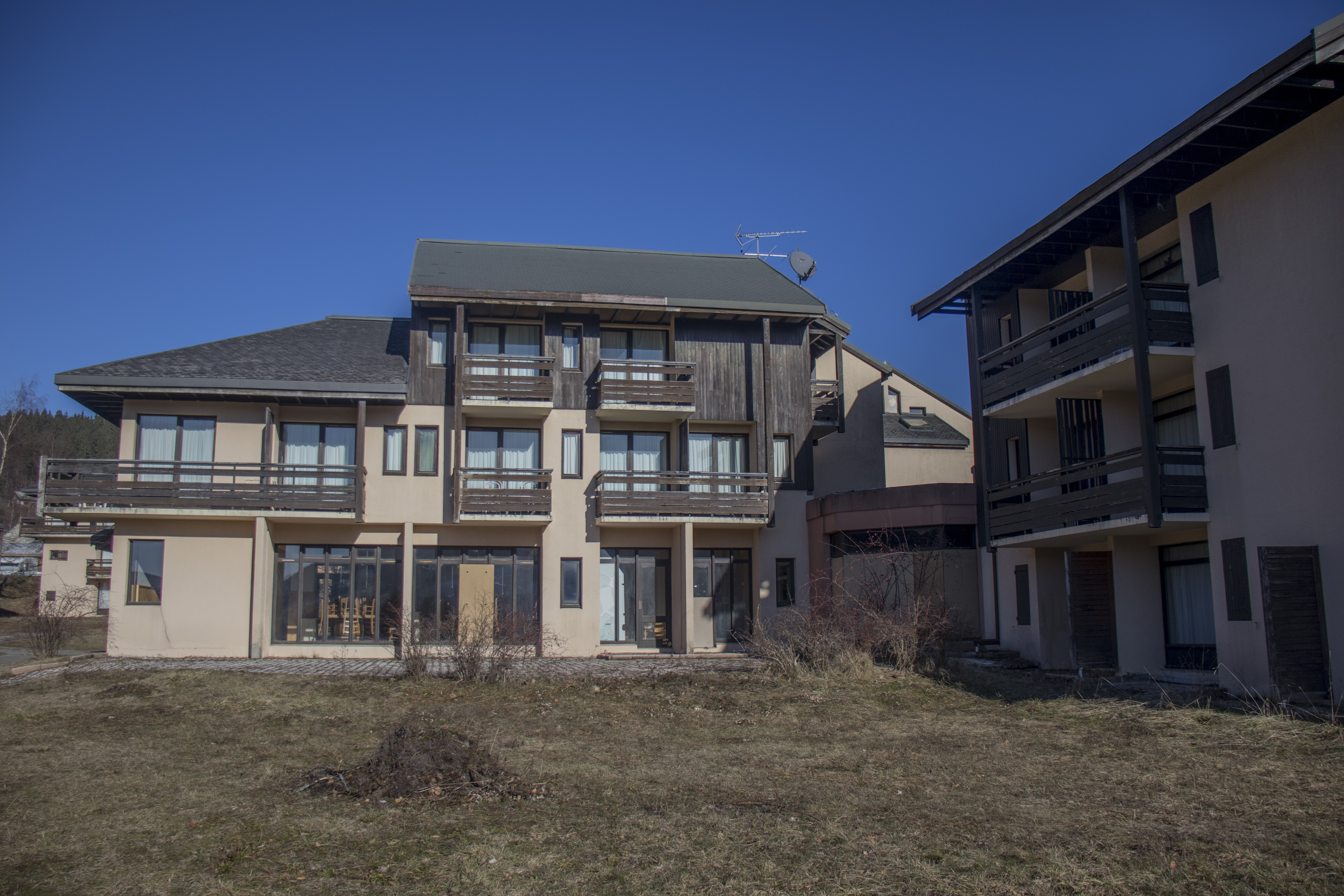
Le village olympique d'Autrans en 2019.
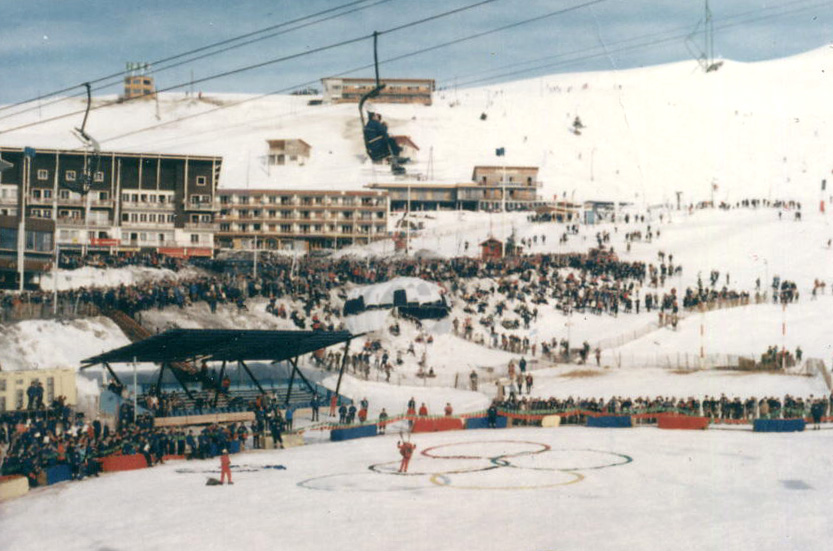
Le village olympique de Chamrousse en 1968.

#### Jeux olympiques d'été de 1968 à Mexico
Héctor Velázquez Moreno est l'architecte en chef du village olympique. Ce dernier est au sud de Mexico, à environ quatre kilomètres du stade olympique. Pendant les travaux, des vestiges de pyramides précolombiennes sont retrouvés, faisant partie du site archéologique de Cuicuilco. Des pièces archéologiques sont présentées dans un petit musée aménagé dans le village olympique. Les travaux commencent en mai 1967 et s'achèvent en septembre 1968 ; le 17 septembre de la même année, alors que certaines équipes y sont déjà, le village est inauguré par le président Gustavo Díaz Ordaz. À Acapulco, 503 personnes sont hébergées dans un hôtel local pour les épreuves de voile. À Avandaro, 139 personnes sont hébergées au motel du club de golf local pour le concours complet d'équitation, et à Puebla, León et Guadalajara, des joueurs de football sont logés dans des hôtels locaux.
Le village olympique s'étend sur 11 hectares avec 27 ou 29 immeubles de six ou dix étages chacun et peut accueillir environ dix mille personnes. En tout, les immeubles incluent 904 appartements. Trois immeubles sont réservés aux femmes et deux immeubles à la presse. Les infrastructures comprennent deux cliniques, un centre de presse, une chapelle multiconfessionnelle, un théâtre en plein air, un « club international » qui inclut notamment un auditorium de 800 places et six restaurants qui servent un total de 849 447 repas pendant les Jeux. De nombreuses infrastructures sportives sont installées, dont une piscine, deux gymnases et une piste d'athlétisme. Les deux zones résidentielles et les infrastructures sportives sont conçus pour être liés après les Jeux, devenant un quartier à part entière de la ville.
De nombreux étudiants manifestent devant le village contre la répression du gouvernement mexicain, expliquant aux athlètes qu'il s'agit de leur seule occasion de se faire entendre de la presse internationale dans le cadre de violentes émeutes faisant des centaines de morts dans le pays. Les athlètes ne quittant pas le village olympique, ils ne sont pas exposés à la répression. Des visites en bus sont organisées pour les touristes, qui peuvent donc faire le tour du village mais n'ont pas le droit de descendre du véhicule. Tommie Smith et John Carlos sont bannis du village olympique après avoir fait le poing levé du Black Power.
Les premiers athlètes arrivent le 12 septembre 1968 et les derniers quittent les lieux le 7 novembre. Les divertissements proposés incluent des fêtes folkloriques.
Après les Jeux, le quartier est reconverti en quartier résidentiel et devient un des lieux les plus peuplés du sud de la ville. Avec cette reconversion et la vente des appartements, le gouvernement rembourse intégralement la construction du village et des rues attenantes.

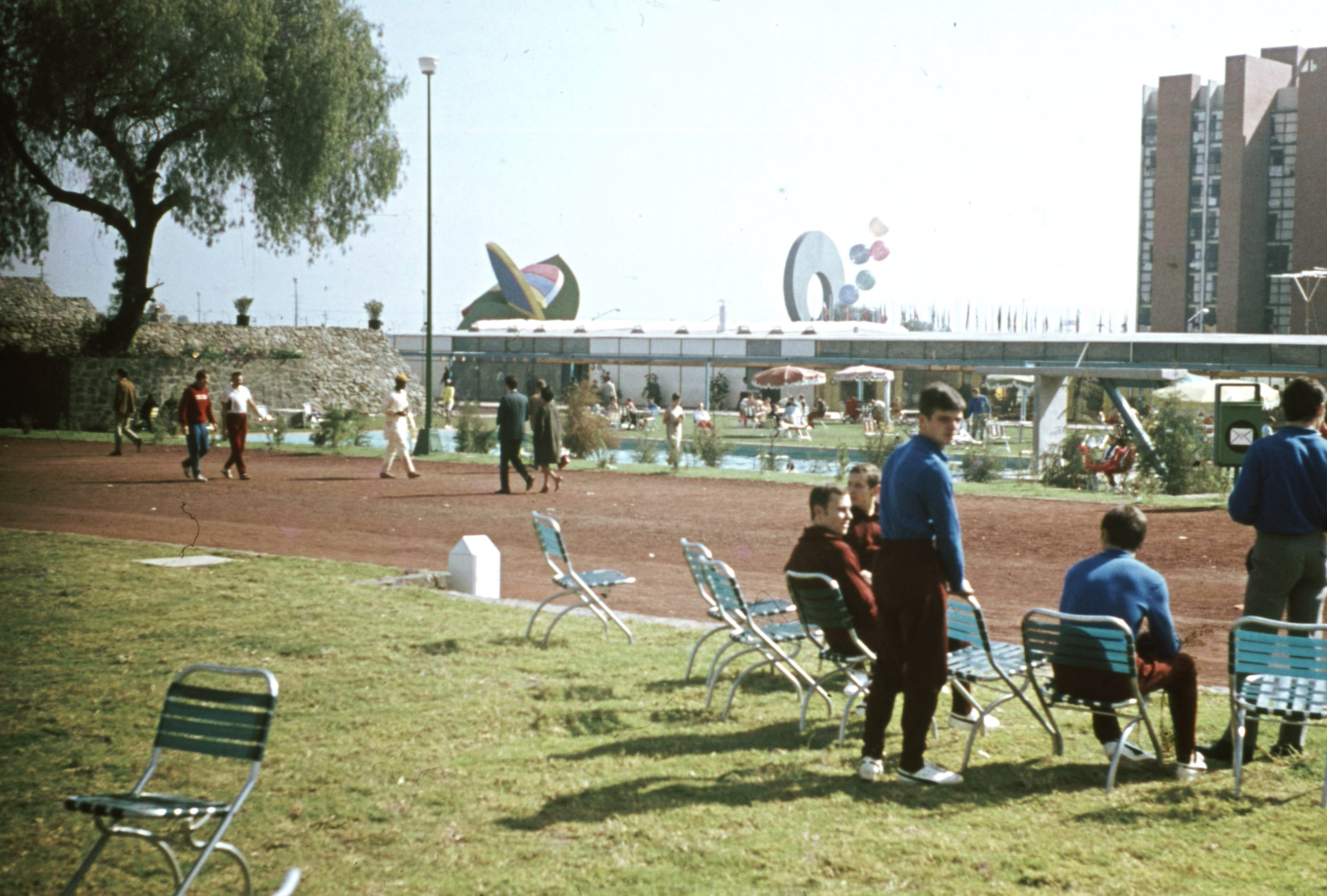
Un parc au village olympique de Mexico, en 1968.
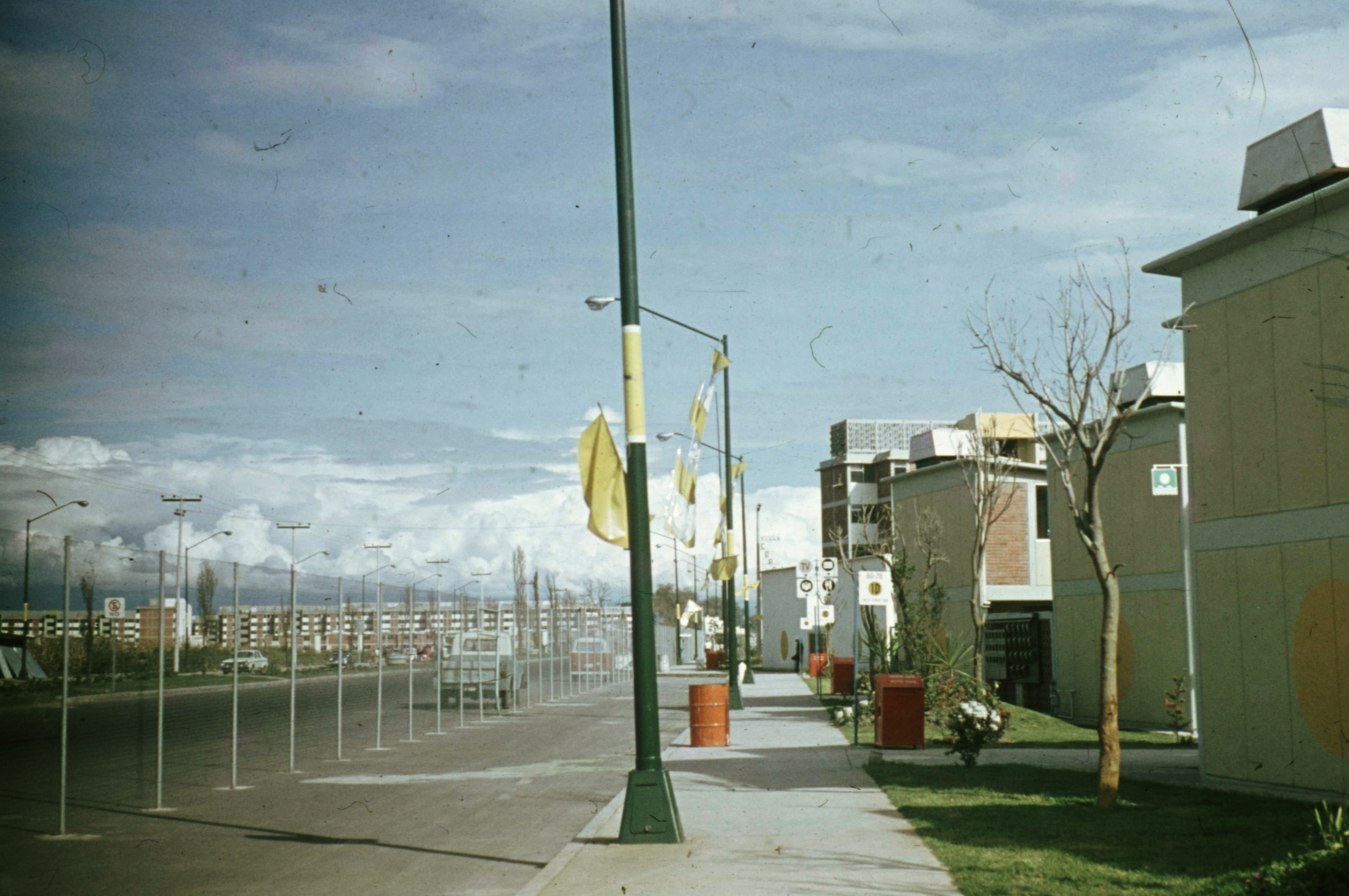
Une rue du village olympique.
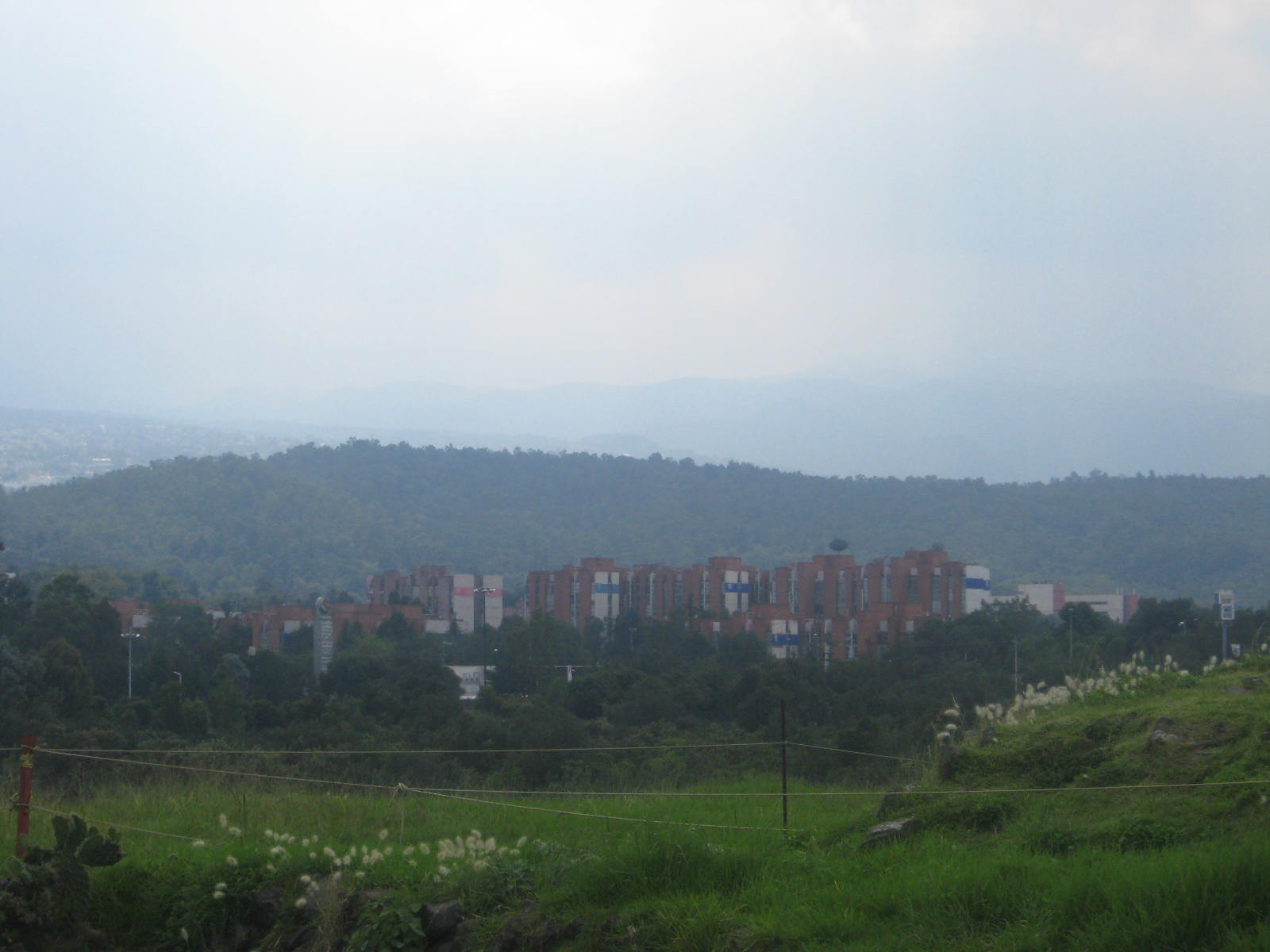
Vue d'ensemble du village olympique depuis le Nord-Est en 2008.
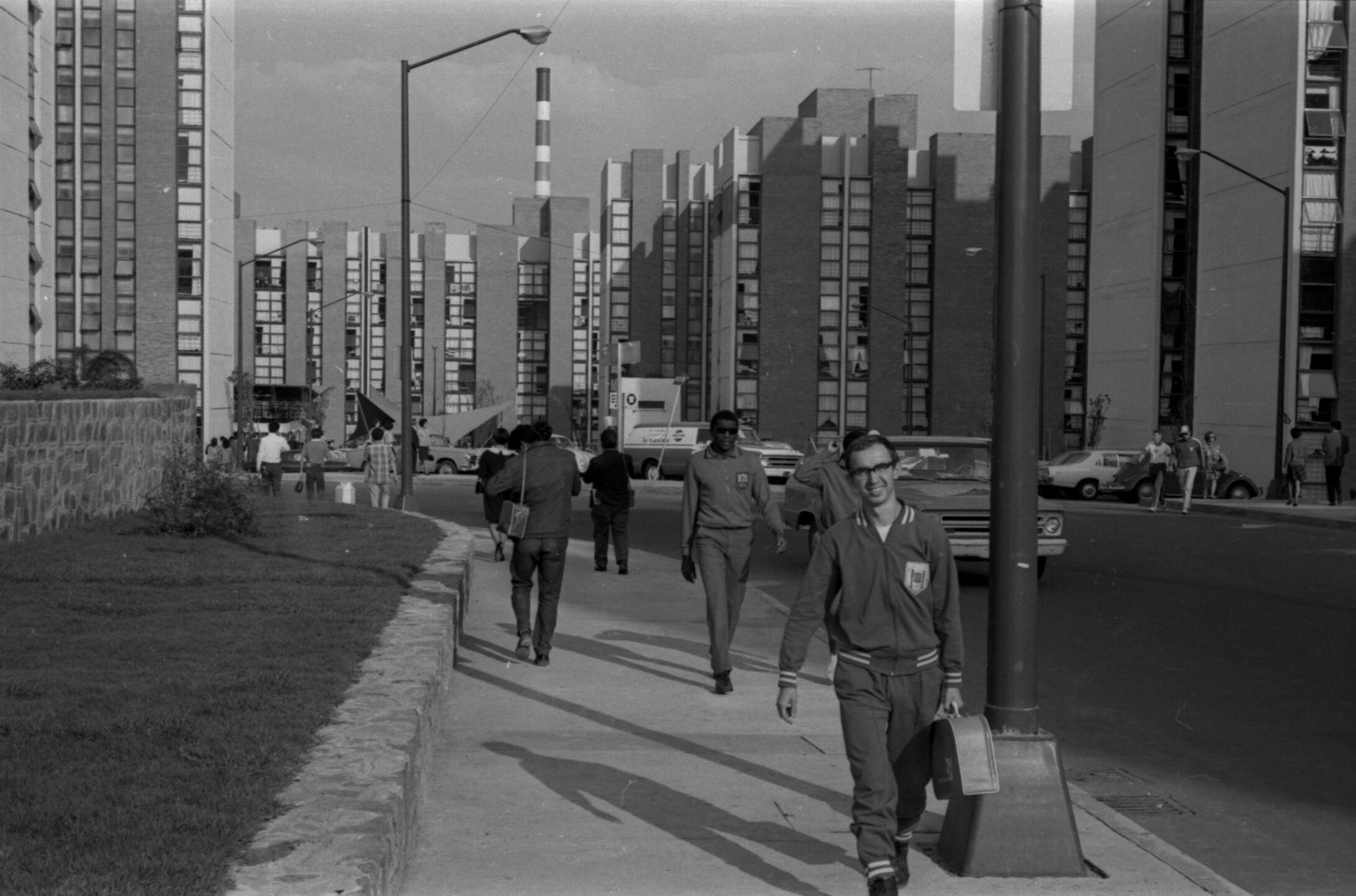
Rue et immeubles de la ville olympique le 19 octobre 1968.
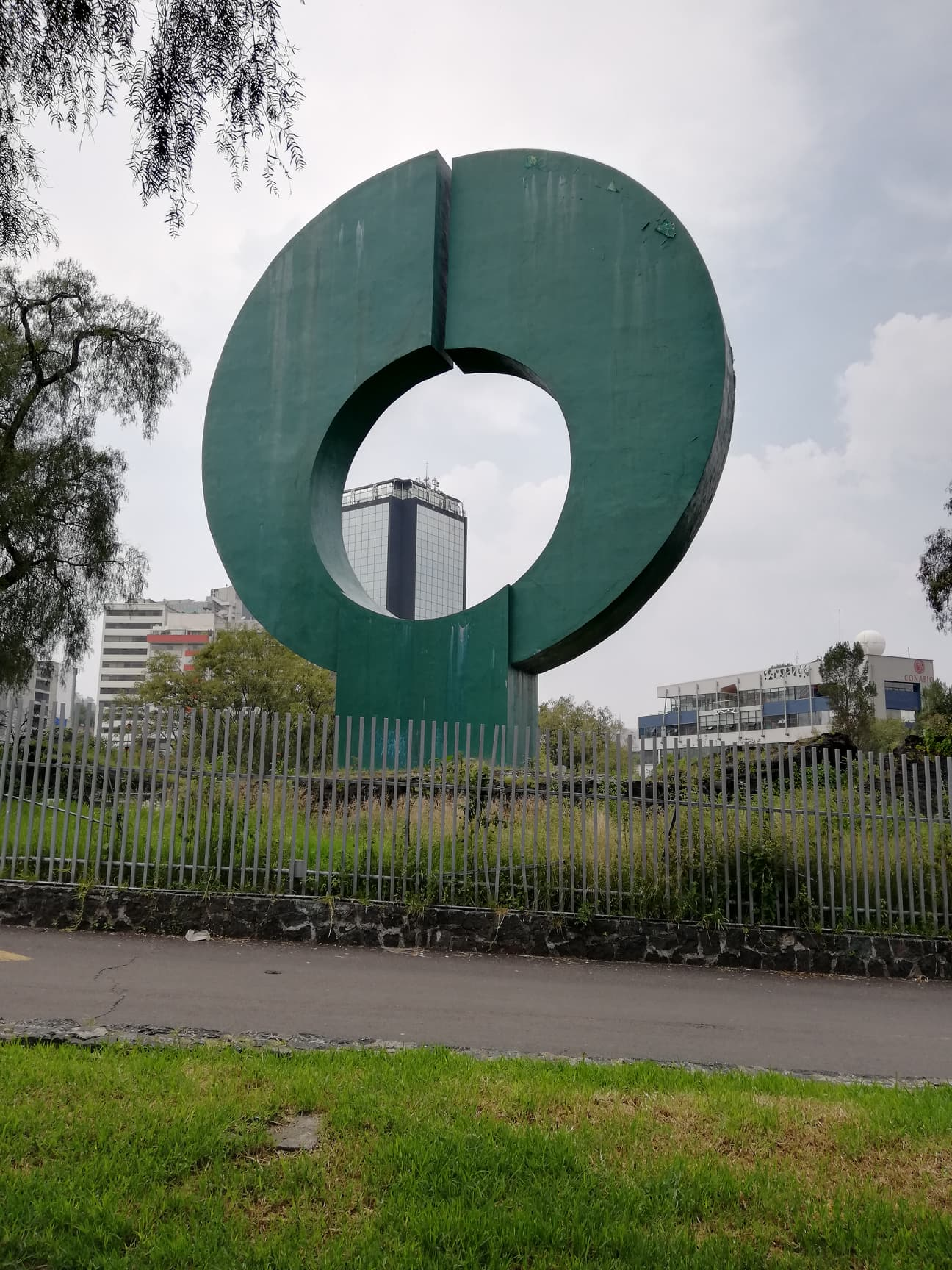
Le disque solaire de Jacques Moeschal sur la Route de l'amitié du village olympique.

#### Jeux olympiques d'hiver de 1972 à Sapporo
Le village olympique des Jeux olympiques d'hiver de 1972 se situe à Makomanai Izumi-machi, dans l'arrondissement Minami-ku de Sapporo. Tous les sites de compétitions sont assez près de l'hébergement pour permettre un aller-retour dans la même journée, le site le plus éloigné étant le mont Eniwa à 32 kilomètres du village.
Alors que Grenoble et Innsbruck investissent massivement dans la construction de leurs nouveaux quartiers, Sapporo dépense plus de budget dans la mise en place de transports en commun, notamment le système de Shinkansen, et dans l'entretien des routes de la ville. Le village est cependant bien un nouveau lieu avec 23 bâtiments de cinq étages et deux de onze étages et est comparé par Sports Illustrated à LeFrak City.
Le village olympique se situe à environ 6,5 kilomètres au sud du centre de Sapporo. Il est construit pour l'occasion, à partir de mi-avril 1971, et remplace l'école de police de Hokkaido. Il se présente sous la forme de deux bâtiments de onze étages et 18 bâtiments de cinq étages sur une superficie d'environ 150 000 m2, pour un total de 772 unités d'habitation pouvant loger 2 300 personnes. Les deux bâtiments de onze étages sont réservés aux femmes, tandis que ceux de cinq étages sont destinés aux hommes. Un bâtiment d'un étage d'environ 550 m2 sert de clinique. Le restaurant est un bâtiment temporaire divisé en quatre salles à manger, chacune pouvant accueillir 228 personnes, et un total de 33 075 repas y sont servis pendant l'ouverture du village. Le village inclut notamment une salle de bains d'ion et un auditorium qui propose des spectacles musicaux et de prestidigitation, ainsi qu'un théâtre. Des activités culturelles, notamment l'ikigai, la cérémonie du thé et l'origami, sont proposées aux athlètes.
Le village ouvre le 12 janvier 1972 et ferme le 17 février. Après les Jeux, le village olympique devient un quartier résidentiel comme prévu.

#### Jeux olympiques d'été de 1972 à Munich
Le village olympique des Jeux olympiques d'été de 1972 est érigé à Milbertshofen-Am Hart, à quelques centaines de mètres du parc olympique de Munich et en plein centre-ville, ce qui diffère des Jeux d'été précédents où les villages olympiques constituaient des nouveaux quartiers en périphérie. Avant sa transformation, le lieu est un terrain d'aviation ; la construction se fait de septembre 1969 à juillet 1972. Un autre village olympique est installé à Kiel, à 700 kilomètres au nord de Munich, pour les épreuves de voile : il comprend deux immeubles, 32 bungalows et 24 studios.
Le village olympique s'étend sur 80 hectares et peut accueillir 12 000 personnes dans 1 940 appartements de une à quatre pièces et 2 780 studios. Les appartements sont dispersés entre des bungalow de deux étages pour étudiants positionnés en double rangée et des immeubles de vingt étages ou moins, incluant des appartements en terrasse et destinés à la vente. Les Media Lines, conçus par Hans Hollein, sont un ensemble de tubes colorés d'une longueur totale de 1,6 kilomètre qui intègrent le système de régulation thermique et les câbles d'éclairage et de télécommunications pour les immeubles ; leurs couleurs permettent de s'orienter facilement dans le quartier. Les travaux de préparation des Jeux incluent également la construction d'une ligne de métro « olympique » qui dessert les principaux liexu de compétition et le village.
Le lieu est prévu pour être le plus confortable et informel possible, en partie en raison du traumatisme des derniers Jeux hébergés en Allemagne sous le régime nazi. Les rues portent le nom de personnalités olympiques du passé et le service de sécurité, vêtu de couleurs pastel, n'est pas armé. La prise d'otages des Jeux olympiques de Munich a lieu dans un logement de l'équipe israélienne quand des membres du groupe Septembre noir franchissent les barrières du village. Les protocoles de sécurité deviennent beaucoup plus stricts pour les éditions suivantes.
Les premières équipes arrivent le premier août et les dernières quittent les lieux le 18 septembre 1972. Après les Jeux, le village reste inoccupé pendant plusieurs années, les propriétaires touchant un loyer garanti par le CIO en cas de vacance. Le quartier devient résidentiel et les bungalows sont mis à disposition d'un public étudiant sous le nom de Bungalowdorf (« village des bungalows »), tandis que les immeubles sont mis en vente.

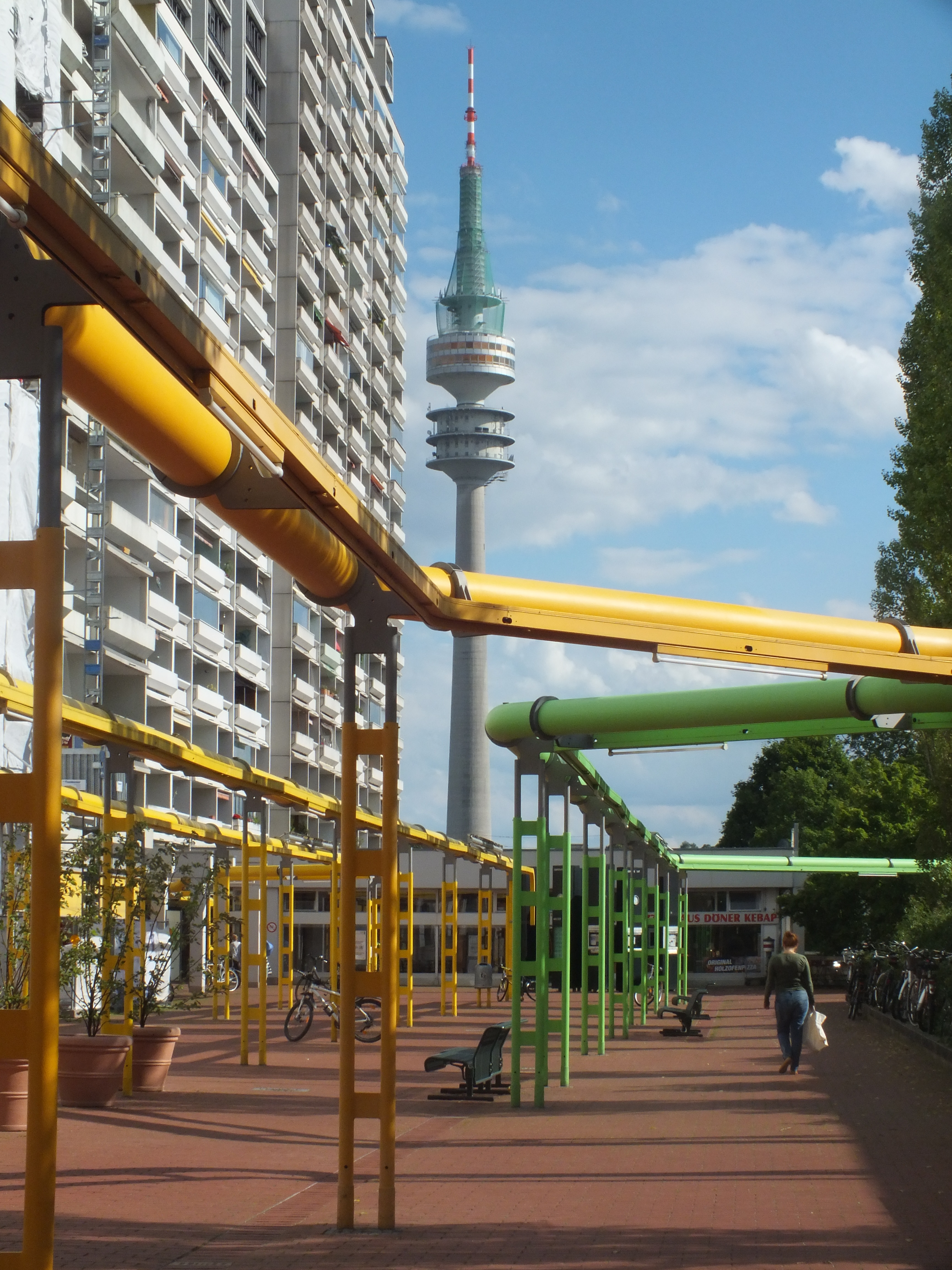
Media Lines du village olympique.
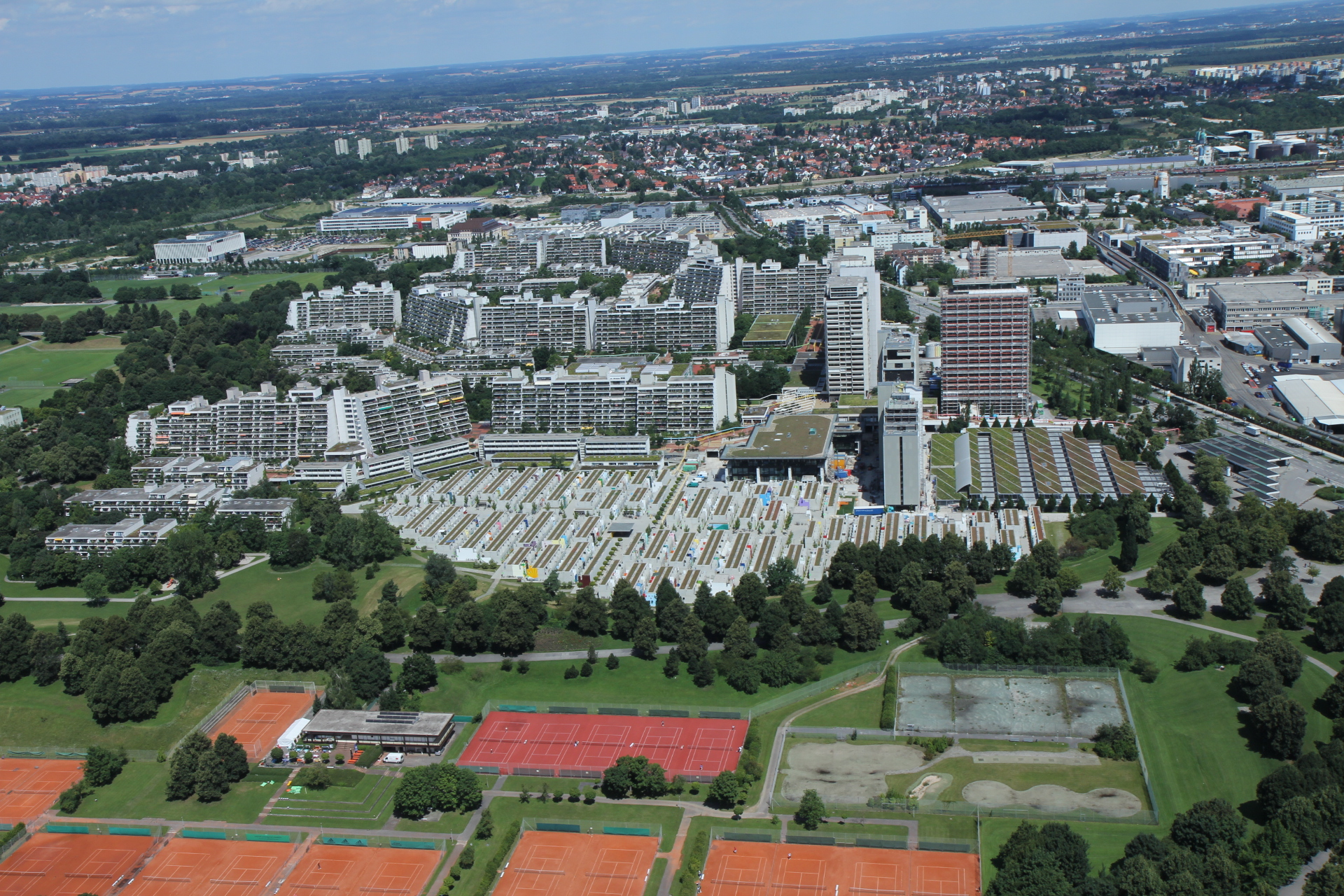
Vue aérienne du quartier en 2012.
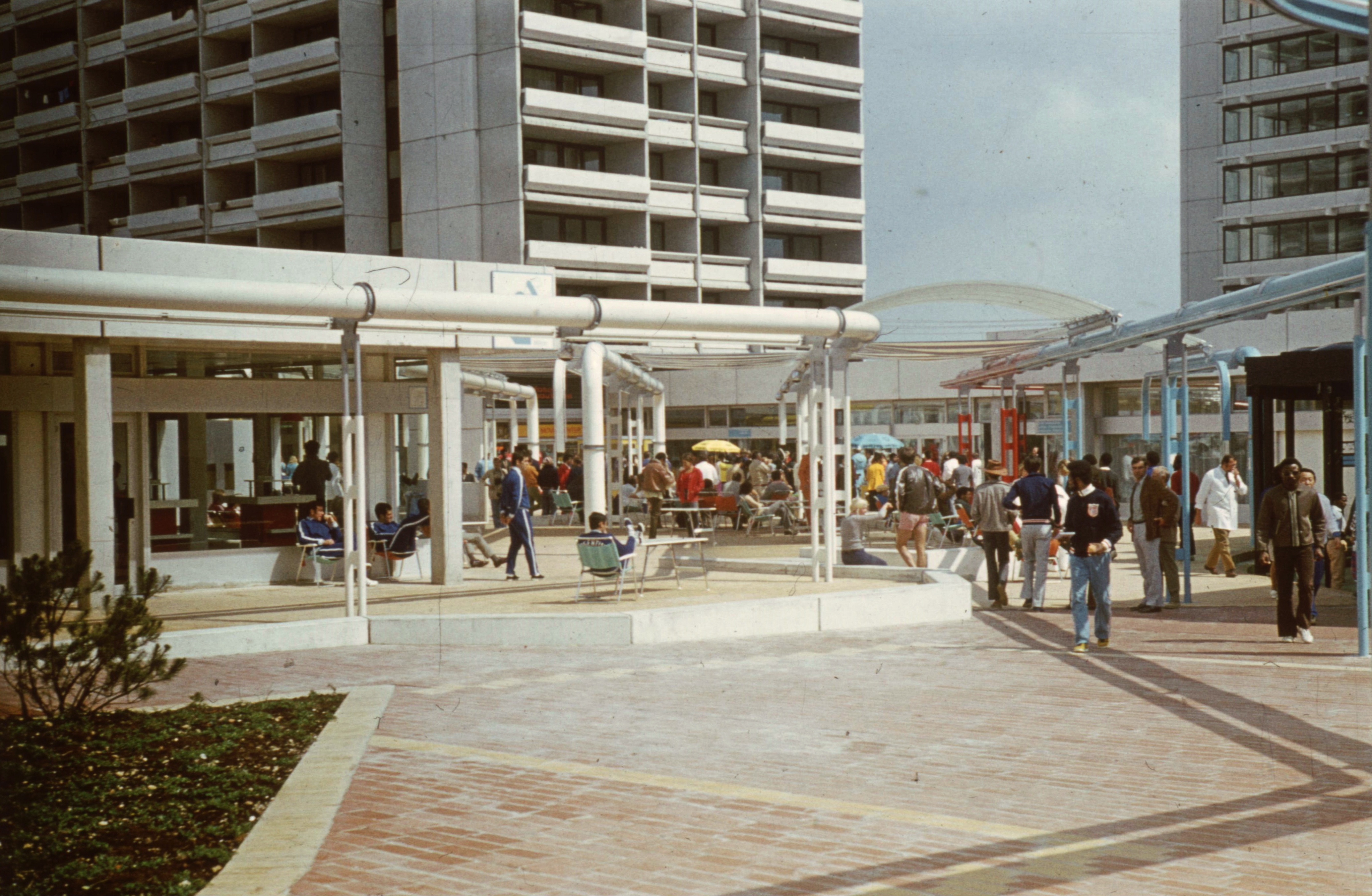
Village olympique en 1972.
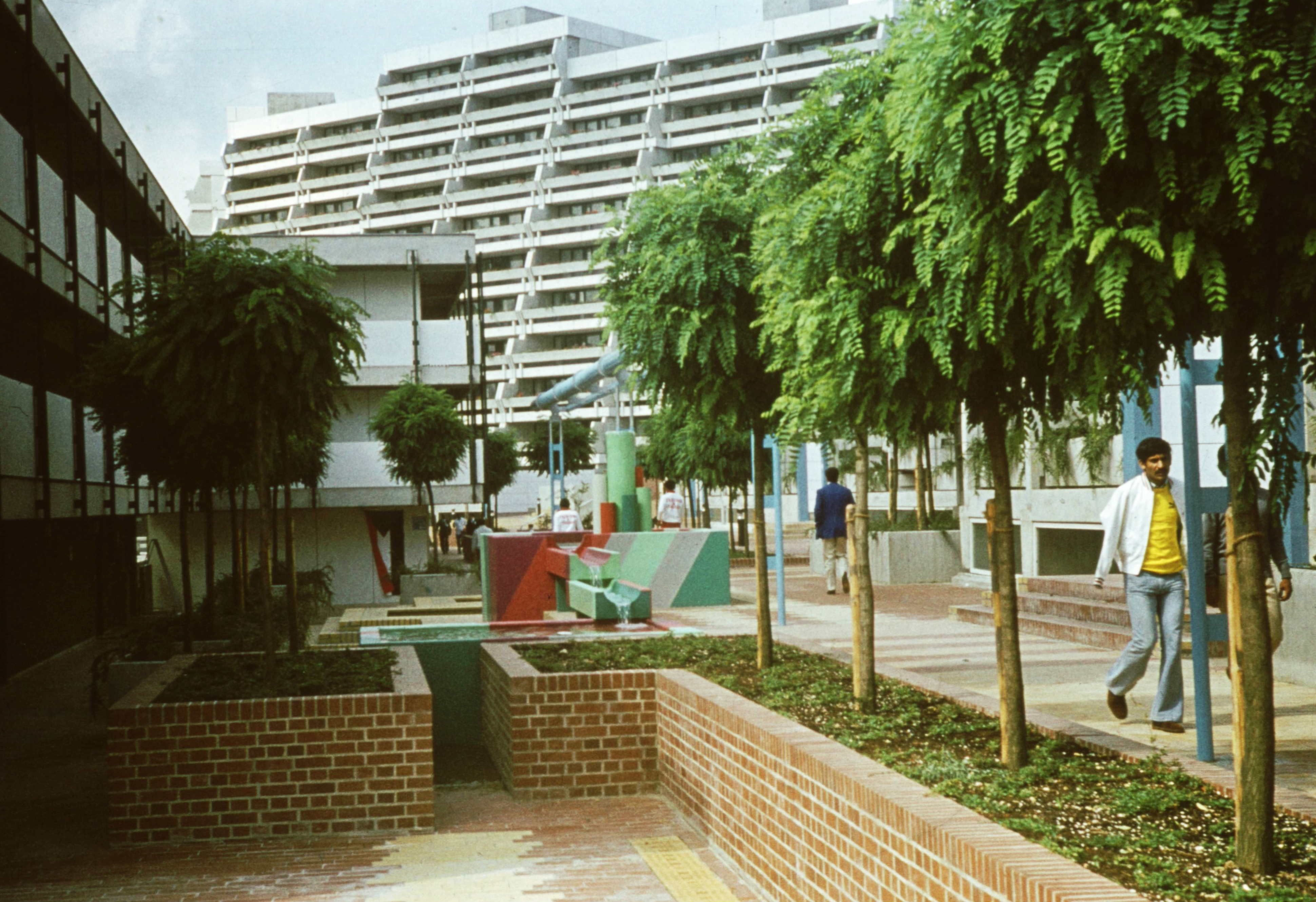
Village olympique en 1972.
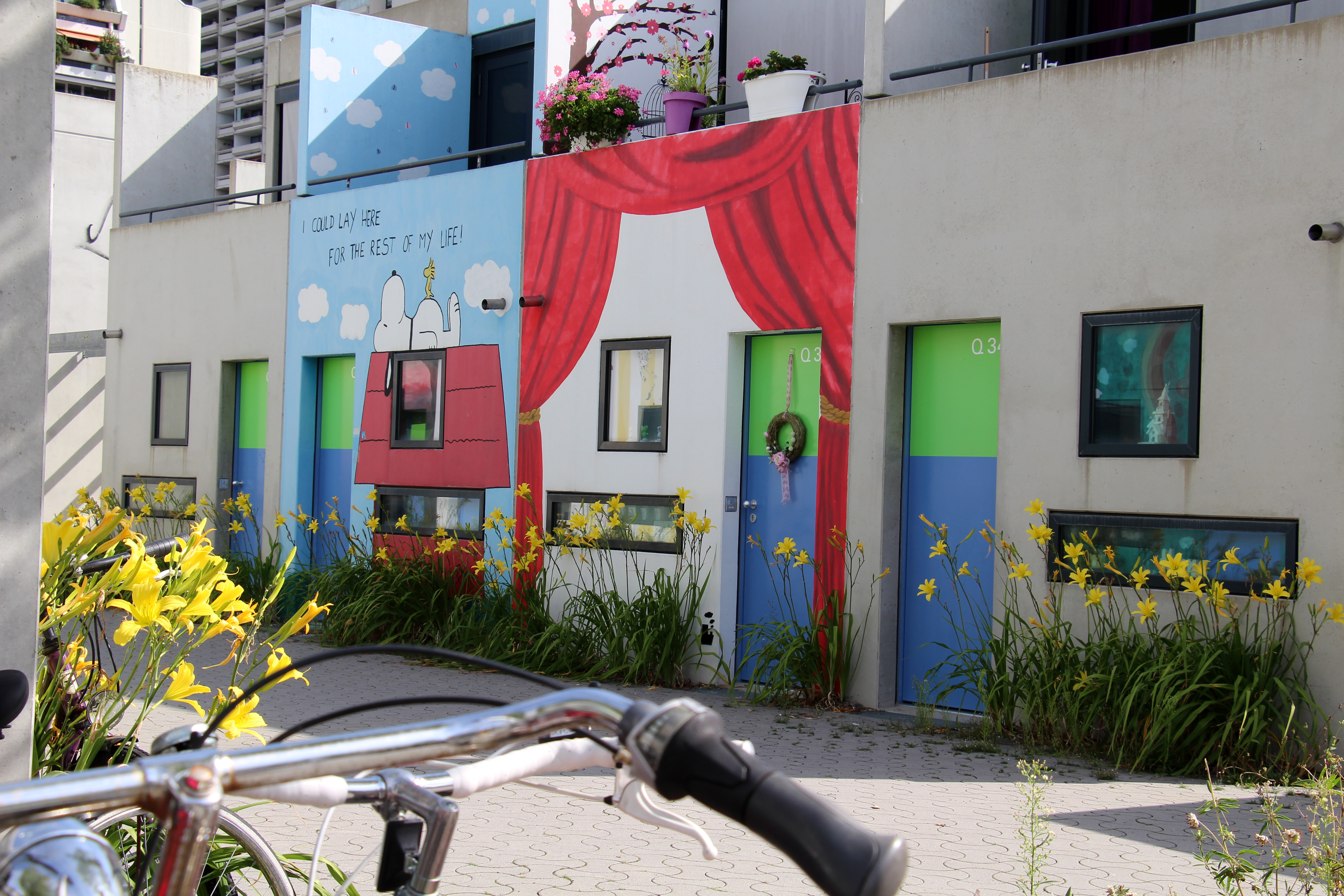
Village olympique en 2017.

#### Jeux olympiques d'hiver de 1976 à Innsbruck
Le village des Jeux olympiques d'hiver de 1976 est construit juste au sud de celui utilisé en 1964. Le village olympique, financé par la ville, nécessite un investissement de 394 millions. Dès 1965, la ville envisage l'extension du village et fait un appel d'offres. Dans le cadre du renoncement de la ville de Denver pour la sélection de la ville hôte des Jeux olympiques d'hiver de 1976, Innsbruck se propose en 1972 et est choisie en 1973, trois mois avant la pose de la première pierre des travaux le 3 mai 1973. Il s'agit d'environ 51 000 m2 de surface habitable sous la forme de 19 immeubles d'habituation et de villages administratifs. Au total, on compte alors 35 immeubles d'habitation pour 642 appartements, une piscine couverte avec sauna et une école avec trois salles de gymnastique. Situés juste à côté du village olympique de 1964, les bâtiments s'ajoutent à ses huit anciens immeubles.
Pendant les Jeux, une zone sécurisée est mise en place. Elle couvre l'hébergement des délégations et leurs services auxiliaires, soit vingt immeubles d'habitation, l'école et la réception. En dehors du périmètre, les quinze autres immeubles hébergent une partie des officiels et le personnel du village. Les entrées et les sorties sont contrôlées et des portes métalliques contenant des capteurs électroniques entourent le complexe. L'école sert de clinique, de centre commercial et de salle à manger de 750 places. Les officiels disposent d'une salle à manger de 950 places dans un gymnase. Le centre de loisirs est le même bâtiment qu'en 1964 et a des salles d'interview pour permettre à la presse et aux athlètes d'échanger. Le lieu dispose entre autres d'un cinéma, d'un bar à produits laitiers, d'une discothèque et d'un casino où les prix sont des paquets de café et des calendriers.
Après les Jeux, le village olympique devient un nouveau quartier d'habitation et les infrastructures sportives et publiques sont conservées.

#### Jeux olympiques d'été de 1976 à Montréal
Le village olympique de Montréal pour les Jeux olympiques d'été de 1976 se situe rue Sherbrooke dans le quartier Rosemont–La Petite-Patrie de Montréal. Il fait office de barrière entre un grand parc ouvert aux athlètes et la rue Sherbrooke où se situe le parc olympique. Le plan original est de construire un village temporaire en préfabriqué, mais le CIO s'y oppose. Le village doit d'abord être conçu par Roger Taillibert, mais il quitte le projet en 1975 et Roger D'Astous et Luc Durand reprennent le chantier.
Le village est accusé de plagier une résidence française existante et d'avoir fait main basse illégalement sur le parc municipal qu'il remplace. La construction commence deux ans avant les Jeux et coûte trois fois le budget original de 30 millions de dollars canadiens. Entre décembre 1974 et avril 1976, les ouvriers font grève et le prix des matières premières augmente considérablement, puis d'énormes primes sont versées pour les heures supplémentaires une fois les travaux commencés.
Le village olympique s'étend sur 34 hectares sous la forme de quatre moitiés de pyramides de 19 étages, qui comprennent un total de 980 appartements. L'un des quatre bâtiments est réservé aux femmes. En plus de cette structure permanente, les organisateurs ajoutent des cafétérias et bureaux pour les Jeux. Les hébergements sont sur les étages supérieurs et les services aux étages inférieurs afin d'assurer le calme des athlètes. Un restaurant de 3 000 places est ouvert en continu et les compétitions y sont retransmises en direct. Les infrastructures incluent entre autres un marché aux puces et une boutique d'artisanat des Premières Nations. De nombreux gardes armés patrouillent les lieux et un tunnel sécurisé mène directement au stade olympique.
Les premières délégations s'y installent le 23 juin 1976. De nombreuses délégations n'ayant pas rendu à temps leur formulaire d'inscription, elles doivent patienter plusieurs heures dans le hall d'entrée avant de recevoir leurs logements. D'autres délégations boycottant l'événement, certaines chambres restent finalement vides.
Les épreuves équestres valent un hébergement de 52 appartements répartis dans quatre immeubles à Bromont, à 72 kilomètres de Montréal, et environ 500 personnes sont logées à Kingston, à environ 290 kilomètres de Montréal, dans une résidence des étudiants de l'université Queen's, pour les épreuves de voile.
Après les Jeux olympiques, le quartier devient résidentiel sous forme d'appartements de luxe. En 1980, Jean Drapeau est condamné pour corruption, ainsi que plusieurs entreprises et personnalités impliquées dans la construction.

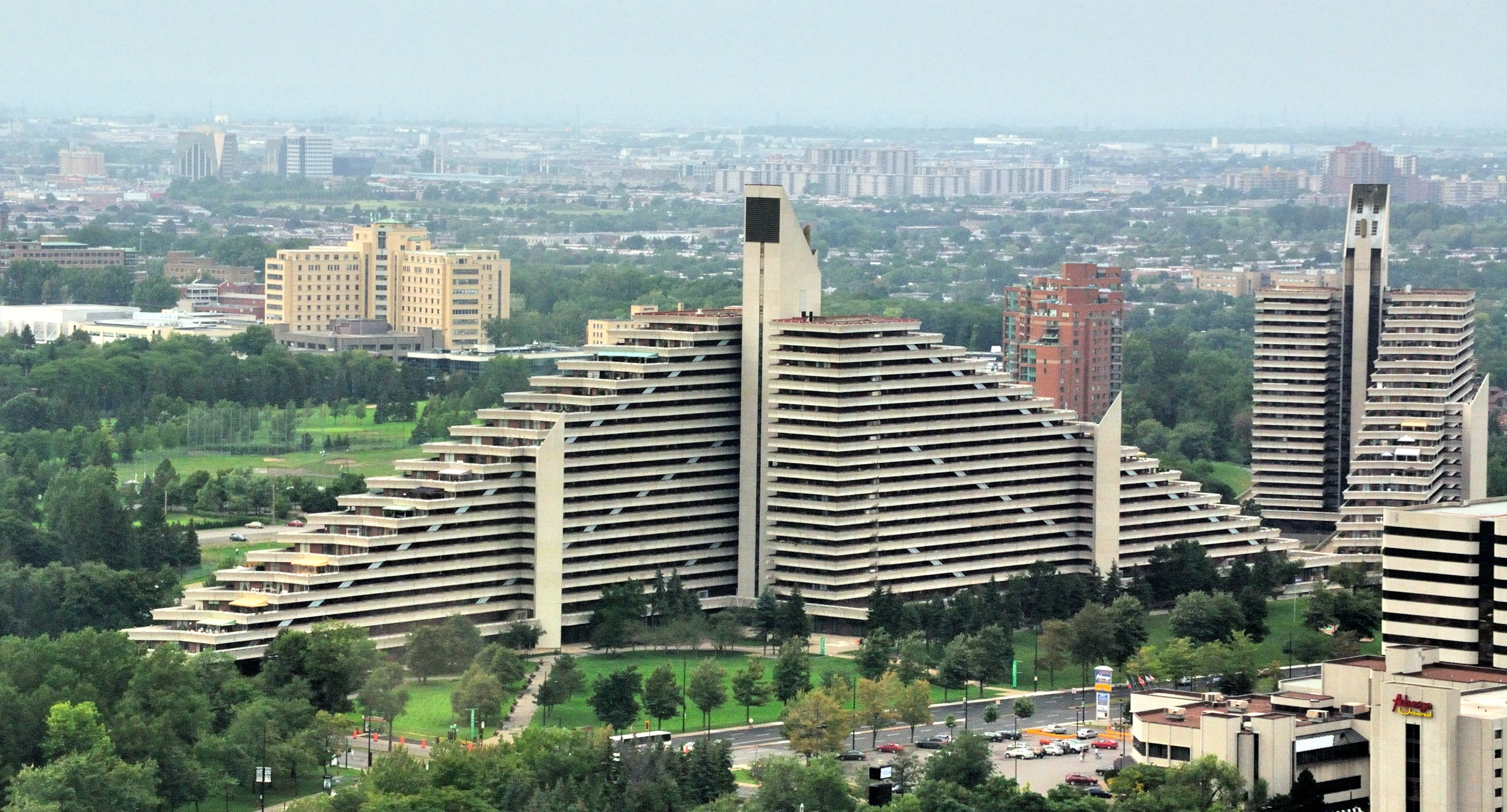
Les bâtiments en pyramide du village olympique de Montréal.
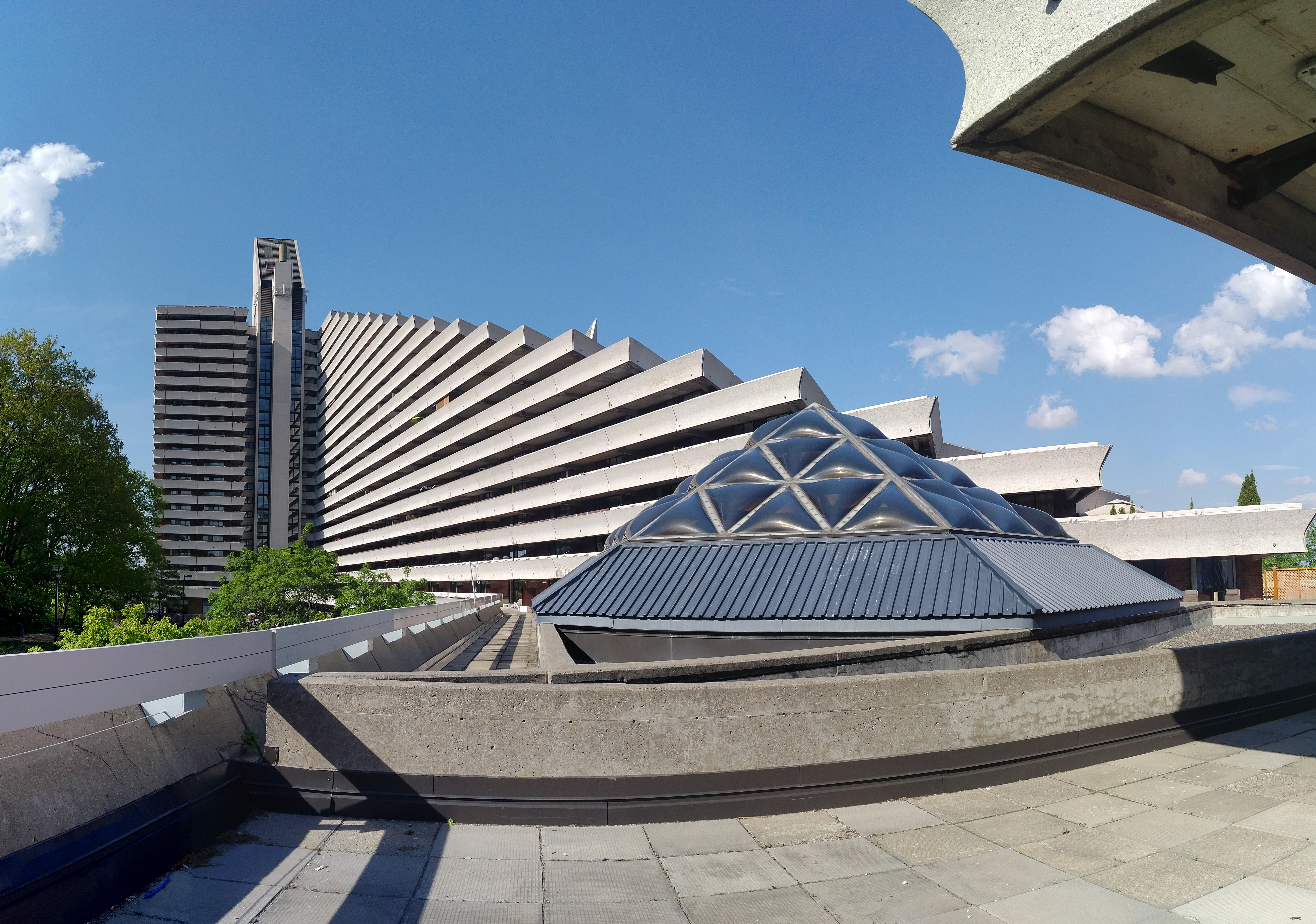
La terrasse d'une pyramide.
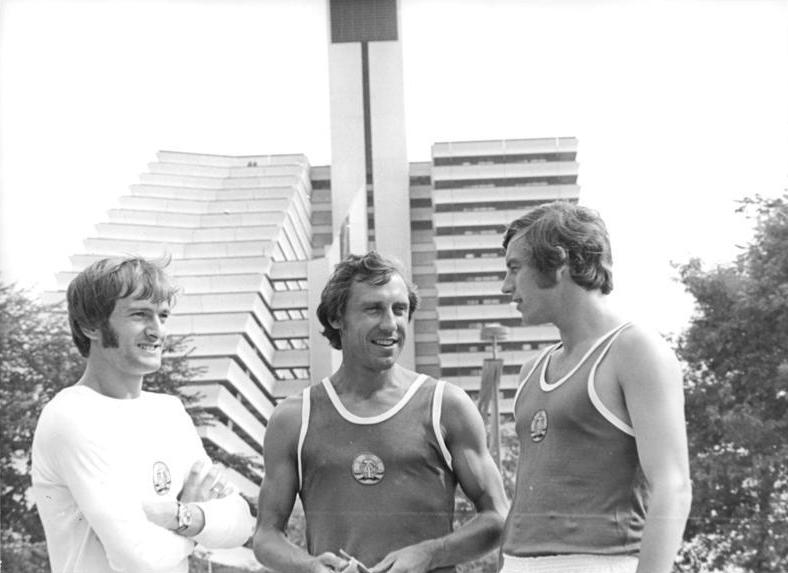
Des athlètes d'Allemagne de l'Est devant le village olympique.
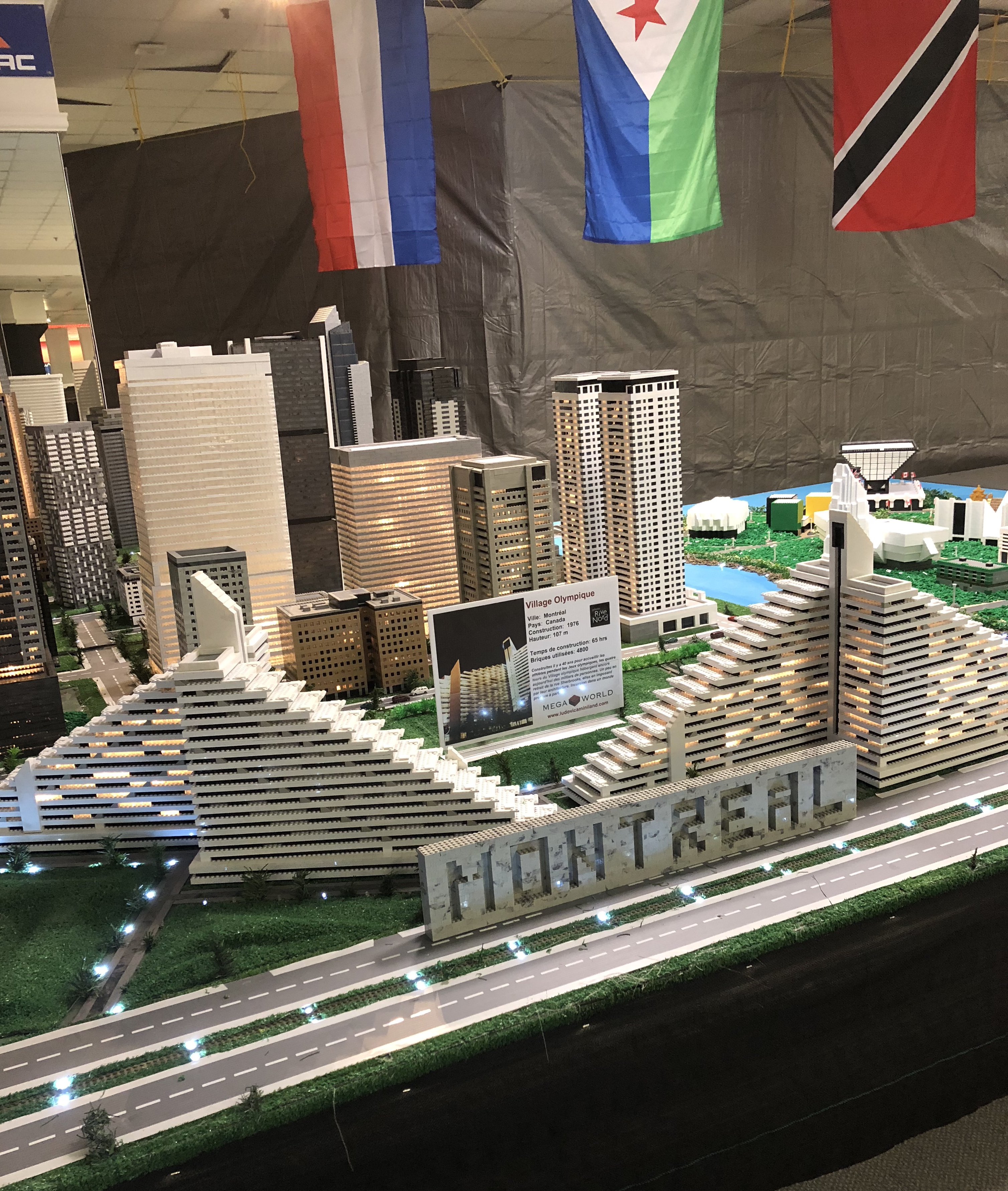
Une maquette du village olympique de Montréal au centre commercial Fleur de Lys.

#### Jeux olympiques d'hiver de 1980 à Lake Placid

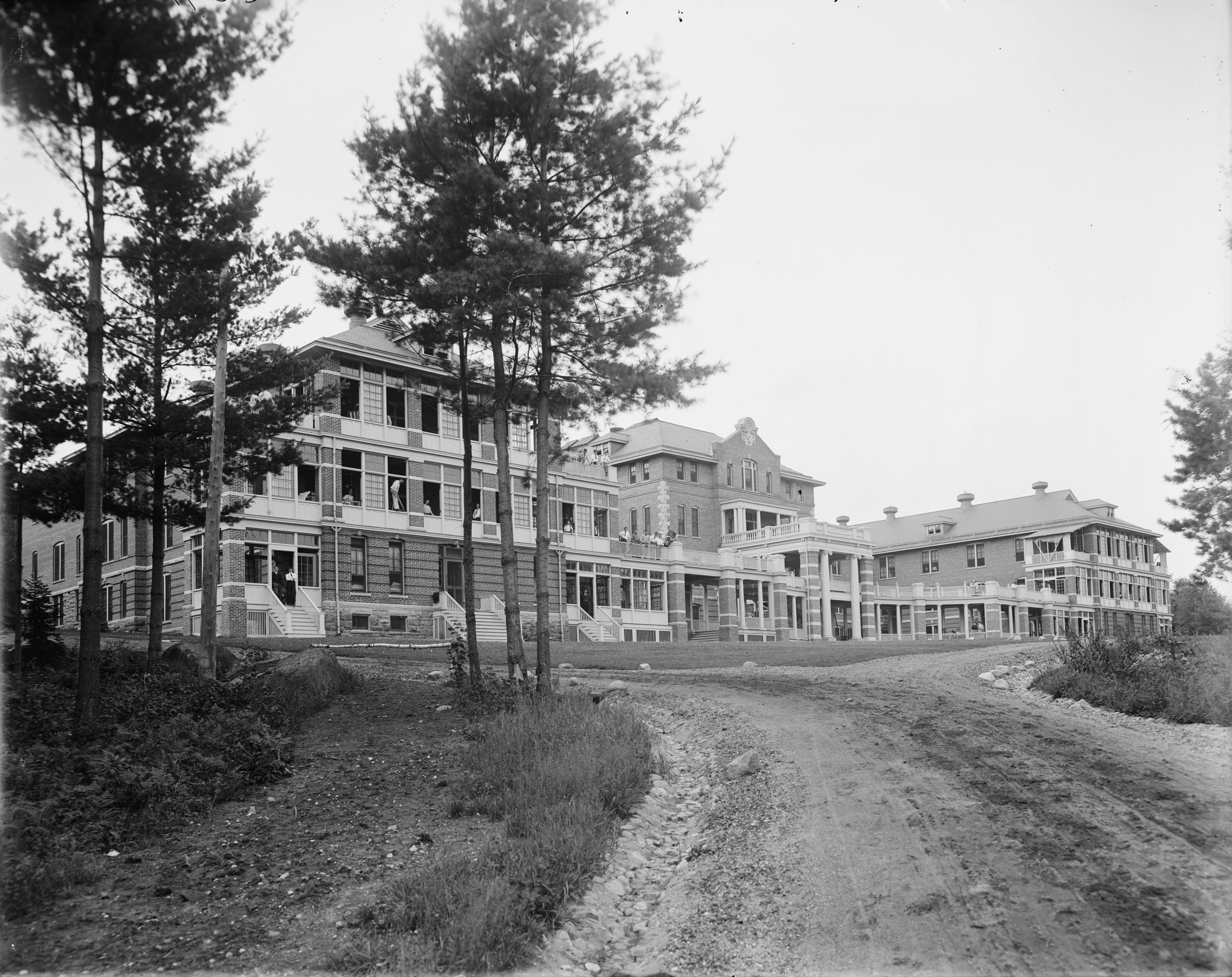
Sanatorium de Ray Brook, détruit pour créer le village olympique.

Le village olympique des Jeux olympiques d'hiver de 1980 est construit à Ray Brook, entre Lake Placid et Saranac Lake. À l'époque de la sélection de la ville hôte, il est envisagé d'héberger les athlètes dans une douzaine de bâtiments à proximité de Lake Placid. Le projet est finalement déplacé à Ray Brook, sur le site d'un ancien sanatorium. Le lieu se trouve à 11 kilomètres de Lake Placid et à 45 minutes en voiture du lieu de compétition le plus éloigné. Tous les trajets sont assurés par des bus-navette.
Les travaux sont financés par le Congrès américain à hauteur de 28 millions de dollars, à condition que le village soit ensuite converti en prison : l'Adirondack Correctional Facility (en) et le Federal Correctional Institution Ray Brook (en). Des manifestations sont organisées à partir de 1979, notamment par le groupe Stop the Olympic Prison (« Stop à la prison olympique »). Le maire de Lake Placid affirme quant à lui que le projet doit créer 200 emplois stables, alors que la ville a un des taux de chômage les plus élevés du pays.
Plusieurs délégations olympiques protestent contre le concept. Or, après la prise d'otages de Munich, la haute surveillance du village olympique et la tenue des Jeux dans une petite ville de montagne plutôt que dans un grand centre urbain sont des arguments positifs pour les organisateurs. Le président du Comité d'hébergement des athlètes du CIO parvient à négocier le retardement d'une installation des clôtures en barbelés à la fin des Jeux. Michael Morris précise dans son guide d'organisation des Jeux qu'une chambre individuelle doit mesurer au moins dix mètres carrés, tandis qu'à Lake Placid, les chambres doubles en mesurent neuf. Les Norvégiens, les Suédois, les Italiens, les Allemands de l'Est et de l'Ouest ainsi que les Australiens sont finalement logés ailleurs, ce qui complique les problèmes de sécurité des Jeux. Des habitants de la région sont expulsés de leurs logements par des propriétaires pouvant louer les appartements bien plus cher à des équipes olympiques. Exceptionnellement, le CIO décide que les équipes choisissant de ne pas être hébergées dans la prison n'auront pas à payer le forfait qui s'impose normalement qu'elles soient logées au village olympique ou non, mais annonce que chaque délégation doit assurer sa propre sécurité en dehors des lieux. Une fois sur place, cependant, les athlètes se déclarent plus satisfaits que prévu.
Sur une superficie de 15 hectares, onze bâtiments accueillent 1 500 lits sous la forme de 937 cellules de 2,5 sur 4 mètres avec des murs en parpaing et une petite fenêtre à barreaux. 512 lits sont partagés entre 64 maisons préfabriquées avec chacune huit chambres individuelles. Au total, la capacité d'accueil du lieu est d'environ 2 000 personnes.
Les premières équipes arrivent le 28 janvier 1980 et les dernières partent le 29 février. Comme prévu, le lieu est transformé en centre correctionnel pouvant accueillir un millier de personnes six mois plus tard.

#### Jeux olympiques d'été de 1980 à Moscou
Le village olympique des Jeux olympiques d'été de 1980 est au sud-ouest de Moscou, le long de l'avenue Mitchourinski. Il est conçu par l'atelier d'architecture numéro 15 de l'institut de design Mosproekt-1.
Les épreuves de voile se déroulent à Tallinn, où huit hôtels de trois niveaux, soit 276 chambres, hébergent 632 personnes. La forêt de Bitsevski héberge 150 personnes dans un hôtel pour les épreuves équestres. Le tournoi de football est également organisé à Kiev, Leningrad et Minsk et les sportifs sont logés dans les hôtels.
À Moscou, s'agit à l'origine d'un terrain vague, situé à une dizaine de kilomètres du stade olympique. Le comité d'organisation travaille avec les architectes municipaux pour créer un nouveau quartier complet, qui soit conforme aux plans de développement de la ville. Le comité d'organisation loue le quartier à la ville pour la durée des Jeux. Certains éléments préfabriqués sont utilisés pour la construction afin d'accélérer le processus.
Le village olympique s'étend sur 107 hectares avec 18 immeubles de 16 niveaux séparés en appartements de deux à trois chambres, pouvant héberger environ 14 000 personnes,. Les logements sont concentrés entre les deuxième et quinzième étages : les premiers et derniers étages sont réservés aux bureaux et aux services. Deux blocs de bâtiments sont réservés aux femmes. Une partie du terrain vague qui borde le village est transformée en parc avec un étang. Un restaurant de 4 000 places réparti en quatre salles est disponible, dont une salle ouverte en continu. Les déplacements au sein du village se font en petit train automobile. Comme à Lake Placid quelques mois plus tôt et en raison du massacre de Munich et de la guerre froide, la sécurité est lourdement armée et très présente.
Les premières délégations arrivent le 27 juin 1980 et les dernières quittent les lieux le 10 août. Après les Jeux olympiques, le quartier devient résidentiel et héberge 10 000 personnes, surtout des notables du parti communistes, mais également quelques simples familles souffrant de la crise du logement. C'est ce qui est annoncé dès début 1980 par le gouvernement, alors que les Jeux de Lake Placid s'apprêtent à prendre place : les Américains organisent un boycott des Jeux pour protester contre les violations des droits humains en URSS, et le gouvernement soviétique réplique que son village olympique servira de logement social pour 14 000 familles pauvres plutôt que comme prison. Dans les années 2010, le quartier reste occupé, mais plus pauvre qu'auparavant, avec une forte immigration du Caucase.

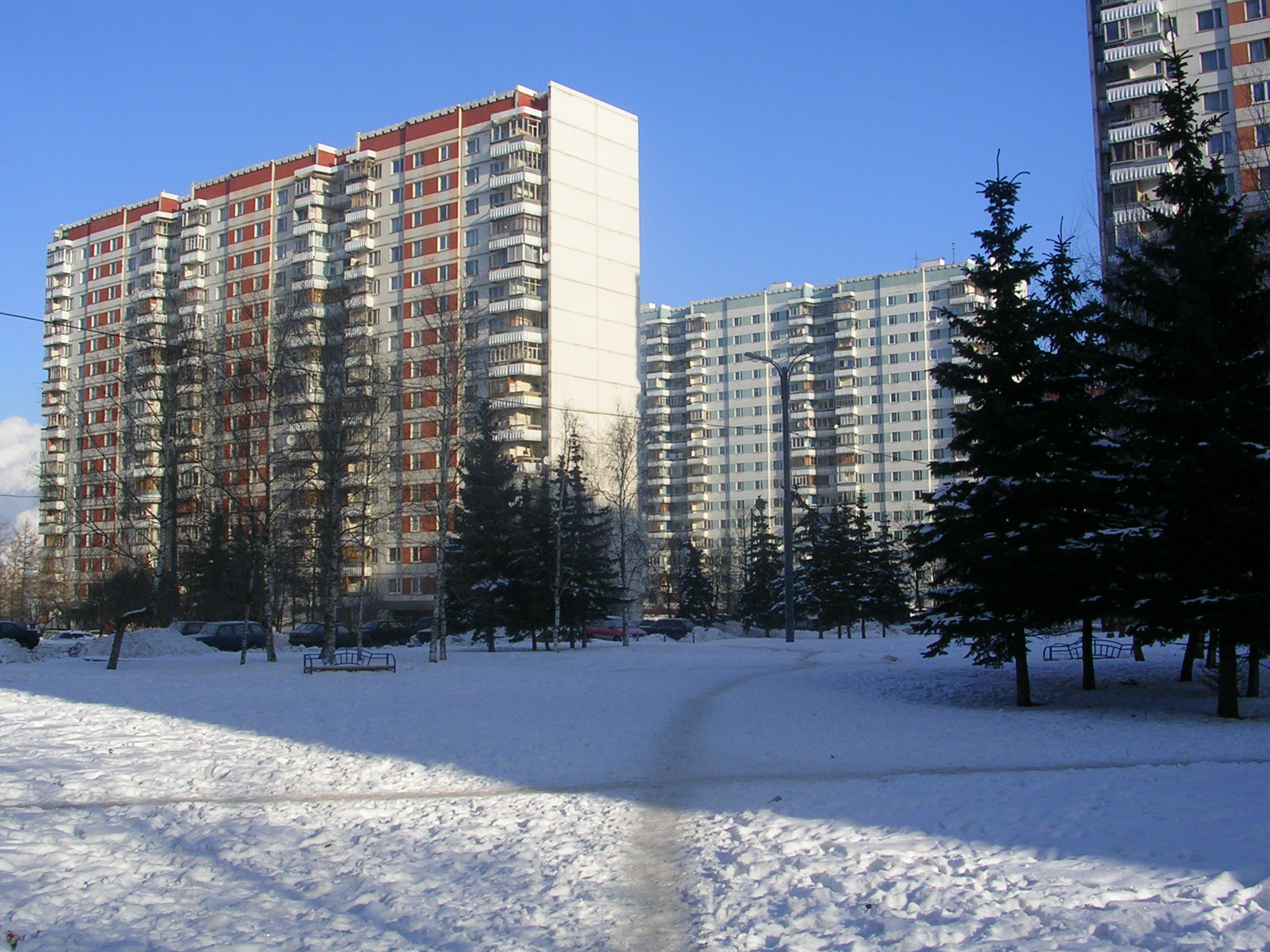
Village olympique à l'hiver 2005.
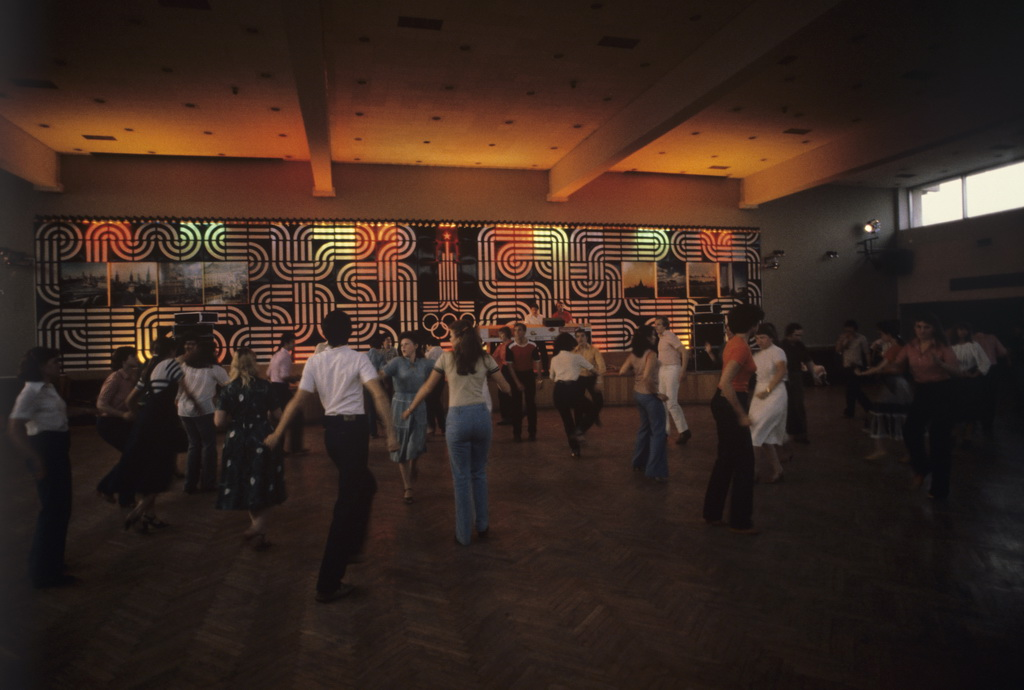
Discothèque du village olympique le 1er août 1980.
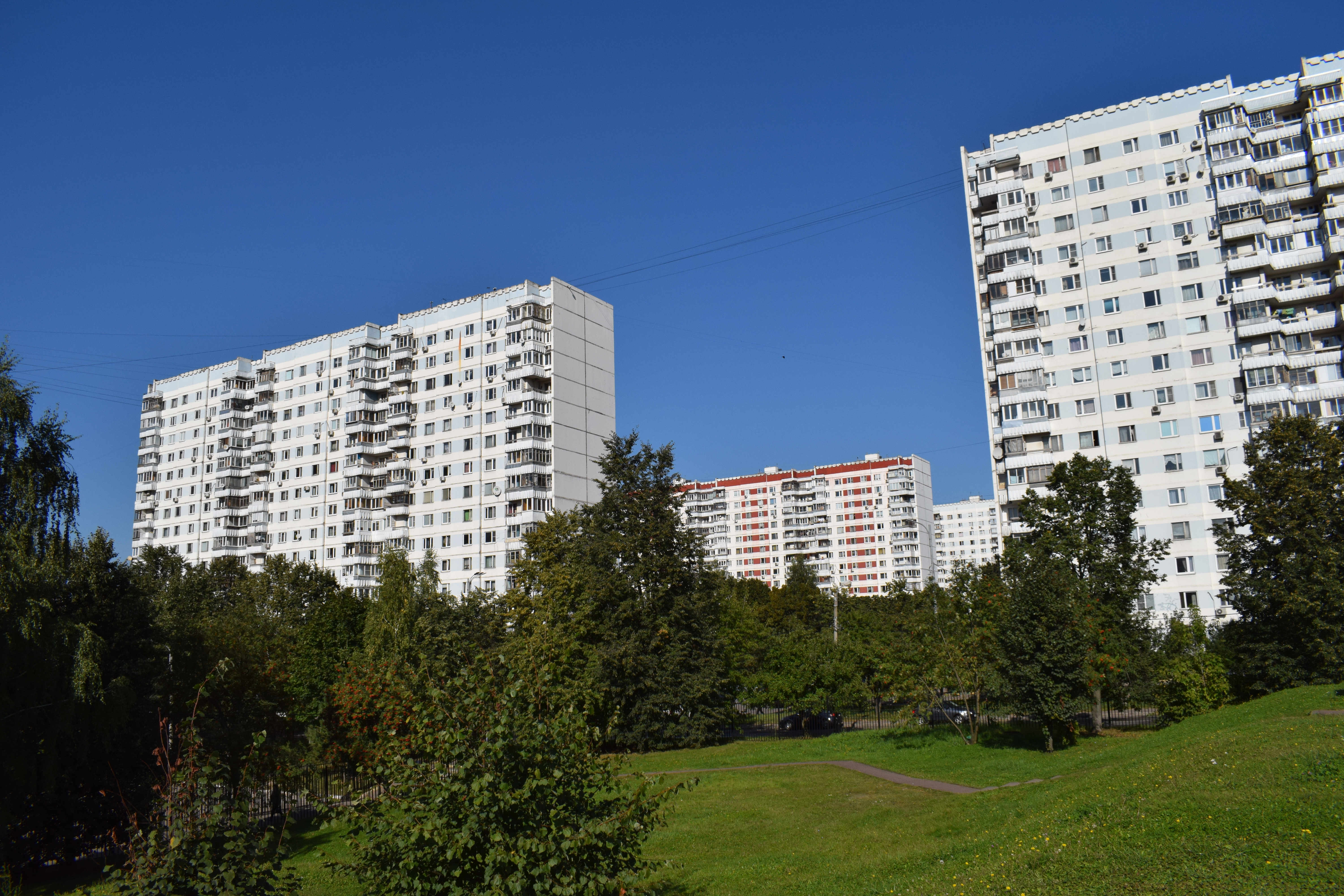
Le village olympique en septembre 2017.
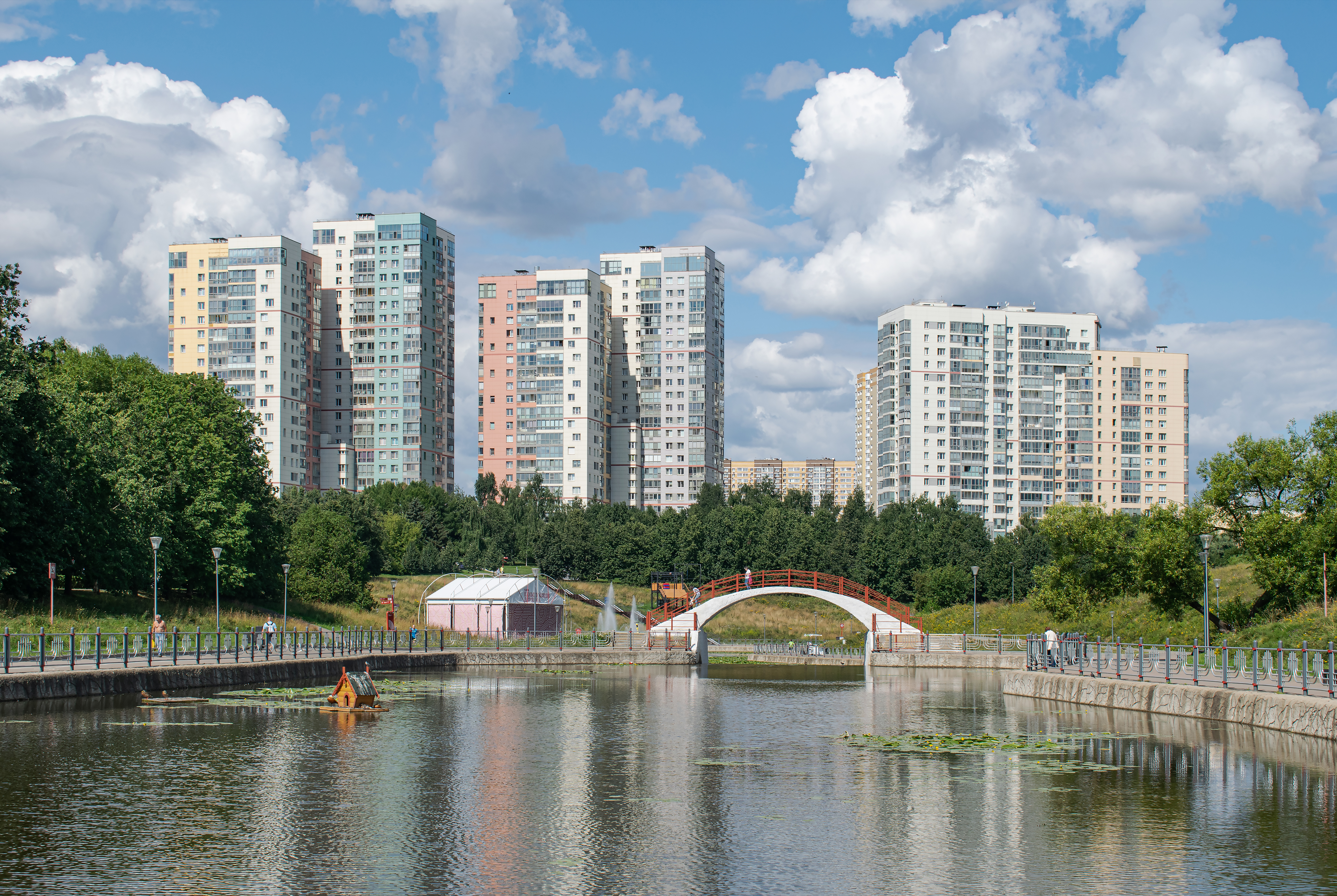
Le parc du village olympique en juillet 2021.

#### Jeux olympiques d'hiver de 1984 à Sarajevo

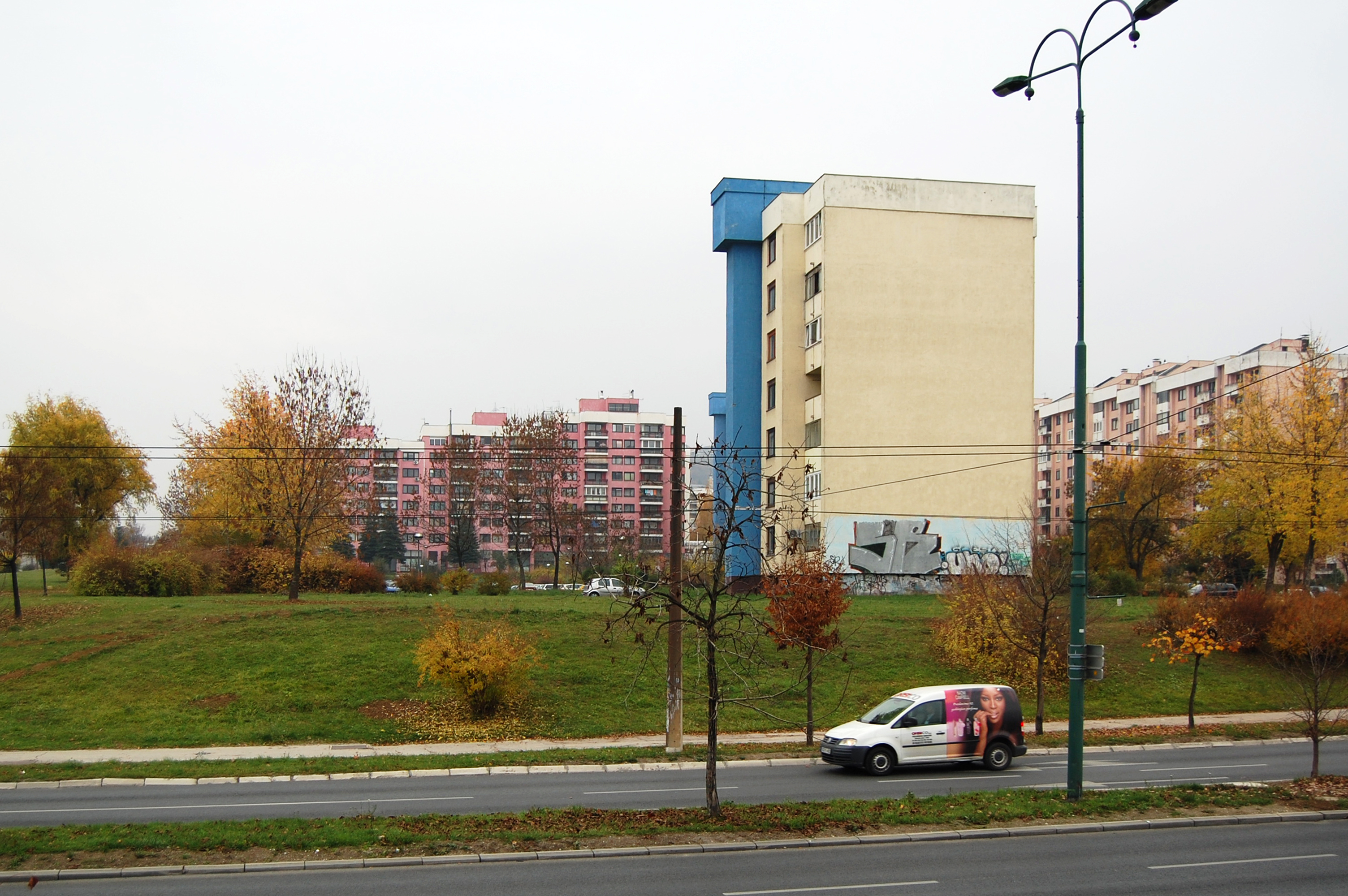
Quelques tours du village olympique rénovées.

Le village olympique « A » des Jeux olympiques d'hiver de 1984 se place dans le quartier de Mojmilo de Sarajevo, à l'Ouest de la ville. Il est conçu par Milan Medić. La sélection de la ville olympique s'appuie entre autres sur la proximité de Mojmilo et des épreuves de montagne. Le comité d'organisation prévoit d'abord de loger les athlètes dans des dortoirs de la cité universitaire Nedzarici. Un bâtiment de 1 000 lits est réalisé dans ce but, mais les infrastructures d'hébergement ne sont pas suffisantes et la superficie du site est trop limitée pour y installer tous les bâtiments annexes. Le comité d'organisation opte finalement, deux ans avant l'événement, pour la construction d'un village spécial, qu'il estime plus confortable pour les athlètes et plus aligné avec l'esprit des Jeux. Il choisit le quartier de Mojmilo, qui est déjà censé devenir un nouveau quartier résidentiel.
La construction du village olympique A commence en juillet 1982 et finit en septembre 1983. Le village possède entre autres une discothèque, une salle de concert, un théâtre, un cinéma et une salle d'arcade ; il a aussi un restaurant en libre-service de 800 places sur 3 600 m2. Une partie du village est ouverte aux journalistes et aux visiteurs. D'une taille de 12 hectares, le village olympique inclut 639 appartements d'une, deux ou trois pièces représentant 2 250 lits. Le transport des athlètes se fait par bus, par minicar et par voiture.
Le village B, à Igman, héberge 502 personnes dans des chambres d'un à quatre lits pour les épreuves de ski de fond, de combiné nordique et de biathlon. Le village est en réalité un hôtel construit entre 1981 et 1983 sur les plans d'Ahmed Duvic sur les pentes du mont Ignam ; il inclut un restaurant en libre-service de 360 places et un centre de presse. Comme au village principal, des concerts sont organisés avec des chanteurs yougoslaves célèbres.
Les premières équipes arrivent au village A le 25 février 1984. Au départ des dernières équipes, le village doit devenir un quartier d'habitation, le restaurant un centre commercial, la salle d'accréditation un cinéma et le centre de loisirs une crèche-garderie. Or, la guerre de Bosnie-Herzégovine amène la destruction du quartier en avril 1992. En 1996, la ville de Barcelone, hôtesse des Jeux olympiques d'été de 1992, annonce prendre en charge le coût de reconstruction du village olympique ; la rénovation est achevée en 1999. Les deux villes sont jumelées en 2000 et décident de participer ensemble à la sélection de la ville hôte pour les Jeux olympiques d'hiver de 2030. Le village B, également détruit pendant la guerre, reste à l'abandon.

### Fin de la séparation des sexes

#### Jeux olympiques d'été de 1984 à Los Angeles
Les athlètes des Jeux olympiques d'été de 1984 sont hébergés dans les dortoirs d'universités locales afin de limiter les coûts de construction,. Quatre ans avant les Jeux, les organisateurs, l'université de Californie à Los Angeles et le Comité international olympique ne sont toujours pas d'accord sur l'utilisation de l'université pour loger les athlètes. Six mois plus tard, une délégation du CIO affirme que le lieu n'est pas adéquat pour héberger les Jeux. De plus, deux différents lieux sont utilisés pour les villages olympiques, une solution qui déplaît au CIO. Fin mars 1981, un accord est trouvé et les athlètes sont placés dans les résidences de l'université de Californie à Los Angeles, université de Californie du Sud. L'université de Californie à Santa Barbara héberge 856 personnes pour les épreuves de canoë et d'aviron. Les footballers sont également logés dans la Quincy House du campus de l'université Harvard, un hôtel à Annapolis et le Branner Hall de l'université Stanford à Palo Alto.
Sur les deux sites, des échafaudages sont utilisés pour créer des arches et des tours qui délimitent les villages. L'identité visuelle des Jeux est très poussée afin de donner une impression de continuité entre les différents lieux du village, et des structures temporaires complètent les logements et restaurants du campus universitaire. Les femmes et les hommes sont logés ensemble pour la première fois, regroupés par pays sans séparation par quartier comme c'était le cas depuis l'intégration des femmes dans le village olympique en 1956. Plusieurs athlètes se plaignent de la sécurité trop lourde dans le village : par exemple, des détecteurs de métaux sont placés à toutes les entrées du village.
Les villages incluent une polyclinique, un supermarché, un centre religieux, un salon de coiffure, un salon de beauté, un café, une banque, une poste, un centre téléphonique, un cinéma, une piscine et une discothèque. On y trouve aussi une salle d'arcade qui rencontre beaucoup de succès et une salle de radio amateur. Les athlètes ont accès à toutes les infrastructures sportives des campus. Les organisateurs facilitent d'abord le trajet entre les villages et les sites de compétition, puis ajoutent un service de voiturette électrique à l'intérieur des villages.
Les premières délégations arrivent le 14 juillet 1984 et les dernières partent le 15 août. Après les Jeux, les structures temporaires sont démontées et les lieux sont restitués aux étudiants pour la rentrée ; à l'USC, un réfectoire reste le seul bâtiment construit pour les Jeux et conservé par la suite.

#### Jeux olympiques d'hiver de 1988 à Calgary
Deux campus principaux sont créés pour les Jeux olympiques d'hiver de 1988, un à Calgary sur le campus de l'université de Calgary et un à Canmore dans le centre de loisirs local, au nord-ouest de la ville. Le village de Canmore accueille les athlètes de ski de fond et de biathlon.
À Calgary, les infrastructures sont neuves ou existantes et hébergent 2 000 personnes dans sept résidences universitaires, dont deux de type dortoir et cinq avec des appartements. En 1986, le comité d'organisation et l'université de Calgary signent un accord pour l'installation du village olympique sur le campus ; le gouvernement d'Alberta finance la construction de nouvelles unités d'habitation. Durant les Jeux, les cours sont interrompus et 900 étudiants doivent être hébergés dans des foyers privés. Le village est à quinze minutes de route du centre-ville. Il a un pavillon de restauration d'une capacité de 800 personnes qui propose cinq plats principaux à chaque repas, ainsi qu'un bar de 350 places qui propose des encas en dehors des heures de repas. Le village propose plusieurs infrastructures sportives, dont une piscine olympique, des courts de squash, une salle d'aérobic et une piste de course de 200 mètres. Toutes les installations du village de Calgary sont reliées par un réseau de couloirs souterrains afin de parer aux conditions climatiques hivernales. Il s'agit du premier village olympique d'hiver à mettre l'accent sur l'écologie.
À Canmore, toutes les infrastructures sont nouvelles. Les lieux s'étendent sur sept hectares et hébergent 578 personnes réparties dans quinze résidences de chambres individuelles. Le terrain appartient partiellement à la ville de Canmore et partiellement au club de golf local. Les nouvelles structures incluent une piscine, une patinoire de curling et un chalet ; le reste consiste en quinze remorques temporaires pour héberger les athlètes. Ces remorques sont recouvertes de bois pour ressembler à des chalets de montagnes. Quatorze d'entre elles hébergent 41 personnes et la dernière a une capacité de 25 personnes. Les hôtes de ce village ont accès aux mêmes services que ceux de Calgary, à plus petite échelle. Pendant les Jeux, une cantine de 450 places remplace la patinoire de curling.
Une dernière résidence, appelée Owasina, se situe sur le campus de l'institut de technologie de l'Alberta du Sud à Calgary. Elle héberge 491 athlètes participant aux sports de démonstration, des officiels et des bénévoles ; elle est rénovée avant les Jeux.
Les premières équipes arrivent le 31 janvier 1988 et les dernières repartent le 2 mars. Après les Jeux, l'université de Calgary hérite des structures d'hébergement construites en ville et la ville de Canmore transforme son village en quartier résidentiel.

#### Jeux olympiques d'été de 1988 à Séoul
Le village olympique des jeux olympiques d'été de 1988 est dans le quartier d'Oryun-dong de l'arrondissement de Songpa-gu de Séoul. Il est conçu par Whang Il-in et Woo Kyu-sung. La construction se termine le 31 mai 1988 après dix-neuf mois de travaux. Le choix du quartier reste motivé par sa dégradation : le quartier est inondable et très pollué : il est donc plus facile de le démolir pour en construire un nouveau à la place.
Les épreuves de voile et de football valent un logement de deux hôtels à Pusan pour 630 personnes, et le tournoi de football s'étend à des hôtels à Taegu, Kwangju et Taejon pour 235 personnes supplémentaires.
Le village olympique s'étend sur 50 hectares et compte 3 692 appartements dans 86 bâtiments, pouvant héberger quinze mille personnes. Il est en forme de demi-cercle, évoquant un éventail. Au centre du site se trouve la zone internationale avec des lieux de services et de shopping. La zone résidentielle est située en périphérie afin de rester au calme. Le restaurant du campus, ouvert en permanence, a une capacité de 4 200 personnes sur deux étages. Le lieu inclut aussi une banque, une poste, un coiffeur, une salle de réparation des équipements sportifs, une blanchisserie, un magasin de souvenirs, une discothèque, un atelier artistique, un cinéma, une salle d'arcade, un théâtre en plein air, un centre religieux et un studio de photographie. Des équipements sportifs, dont une piscine et un sauna s'y trouve aussi. C'est également la première fois qu'une distribution de préservatifs se voit organisée pour les athlètes, afin de sensibiliser au Syndrome d'immunodéficience acquise : cette tradition perdure sur toutes les éditions suivantes des Jeux. Une salle d'exposition est consacrée à la culture coréenne. Un concours de beauté est organisé dans le village. Les sportives défilent en tenue de sport, en uniforme officiel et en tenue traditionnelle. Le concours est remporté par la gymnaste polonaise Teresa Folga (en). Le kimchi est nommé nourriture officielle du village, au point de se répandre dans le monde entier après les Jeux.
Les premières délégations arrivent le 3 septembre 1988 et les dernières repartent le 5 octobre. Après les Jeux olympiques, les appartements sont réaménagés, rendus à la ville de Séoul fin décembre, puis transformés en logements.

#### Jeux olympiques d'hiver de 1992 à Albertville
Le village olympique principal des Jeux olympiques d'hiver de 1992 est situé à Brides-les-Bains, à une vingtaine de kilomètres d'Albertville ; celui-ci héberge les athlètes de patinage de vitesse sur piste longue et sur piste courte, du patinage artistique, du saut à ski, du combiné nordique et les skieuses alpines. Il s'agit d'un total d'environ 1 300 personnes, logées dans sept hôtels et résidences hôtelières existants. Le comité d'organisation effectue un partenariat avec les structures hôtelières pour la durée des Jeux ; un restaurant est ouvert 20 heures sur 24 et un self-service le remplace pendant les quatre autres heures de la journée. Les premiers athlètes arrivent le 25 janvier 1992 au village olympique et les derniers repartent le 26 février ; après les Jeux, les différents sites sont rendus à leurs entreprises propriétaires.
À Val-d'Isère et à La Plagne, 500 personnes sont logées dans des centres de vacances ouverts du 2 au 23 février, respectivement pour les hommes en ski alpin et pour les athlètes des épreuves de bobsleigh et de luge. 350 personnes sont hébergées dans une résidence hôtelière à La Tania du 2 au 25 février pour le hockey sur glace, et les skieurs de fond et biathlètes, soit 650 personnes, sont logées dans deux ensembles de logements de tourisme social aux Saisies et bénéficient des mêmes services que dans le village principal. Le premier février 1992, des touristes logent encore au village olympique de La Plagne, qui est mis en place par une large équipe en quinze heures de travail, le jour même de l'ouverture. À La Plagne et aux Saisies, 80 lits sont remplacés par des lits plus longs pour pourvoir aux besoins des athlètes les plus grands.
À cause des risques d'intempéries et de l'éloignement des différents sites de compétition, quatre autres villages olympiques sont mis en place, ainsi que deux hébergements complémentaires à Pralognan-la-Vanoise et aux Arcs, respectivement pour les démonstrations de ski de vitesse et de curling.
Le choix de neuf différents lieux d'hébergement, dont six villages olympiques, se voit très critiqué : il est estimé que l'esprit olympique n'est pas respecté, puisque les athlètes n'ont pas l'occasion de se mélanger. La construction de nombreux bâtiments hébergements est également qualifiée de « désastre environnemental » par le CIO.

### Après 1992, la fin des logements d'appoint

#### Jeux olympiques d'été de 1992 à Barcelone
Le village olympique des Jeux olympiques d'été de 1992 est à Poblenou, dans le district de Sant Martí de Barcelone. C'est la première fois qu'un village olympique est installé en bord de mer, permettant aux sportifs d'accéder directement à la plage. Le sable de cette plage privée est importé d'Égypte : le Passeig Marítim devient plus tard l'un des lieux touristiques les plus fréquentés de la ville. Le quartier est, avant les Jeux, essentiellement composé d'usines désaffectées et de logements insalubres.
D'autres sites utilisés sont La Seu d'Urgell, où 300 personnes sont hébergées dans une école pour les épreuves de slalom en canoë, ainsi que Banyoles où un bâtiment neuf est construit pour 1 012 personnes liées aux épreuves d'aviron.
Différents architectes se partagent les zones du quartier ; la conception générale est assurée par Josep Martorell, Oriol Bohigas, David Mackay et Josep Puigdomènech. L'objectif reste d'éviter la monotonie du quartier, en donnant à chaque bâtiment sa propre personnalité ; des promoteurs immobiliers sont partenaires de la création puis deviennent propriétaires des bâtiments après les Jeux, mettant les appartements en vente ou en location.
Le village olympique s'étend sur 72 hectares et comporte 1 993 appartements logeant environ 14 000 personnes. Il possède plusieurs restaurants, dont un principal de 3 500 places. Il inclut les infrastructures classiques, ainsi qu'une ludothèque, un bar karaoké et un bowling. Il contient 21 centres pour résidents avec des services et des lieux conviviaux dont l'objectif est de faciliter l'interaction entre les athlètes.
Les premiers athlètes arrivent le 11 juillet 1992 et les dernières quittent les lieux le 12 août. Comme prévu, les appartements sont mis en vente ou en location ; les lieux abritent également certaines infrastructures publiques et des commerces touristiques.

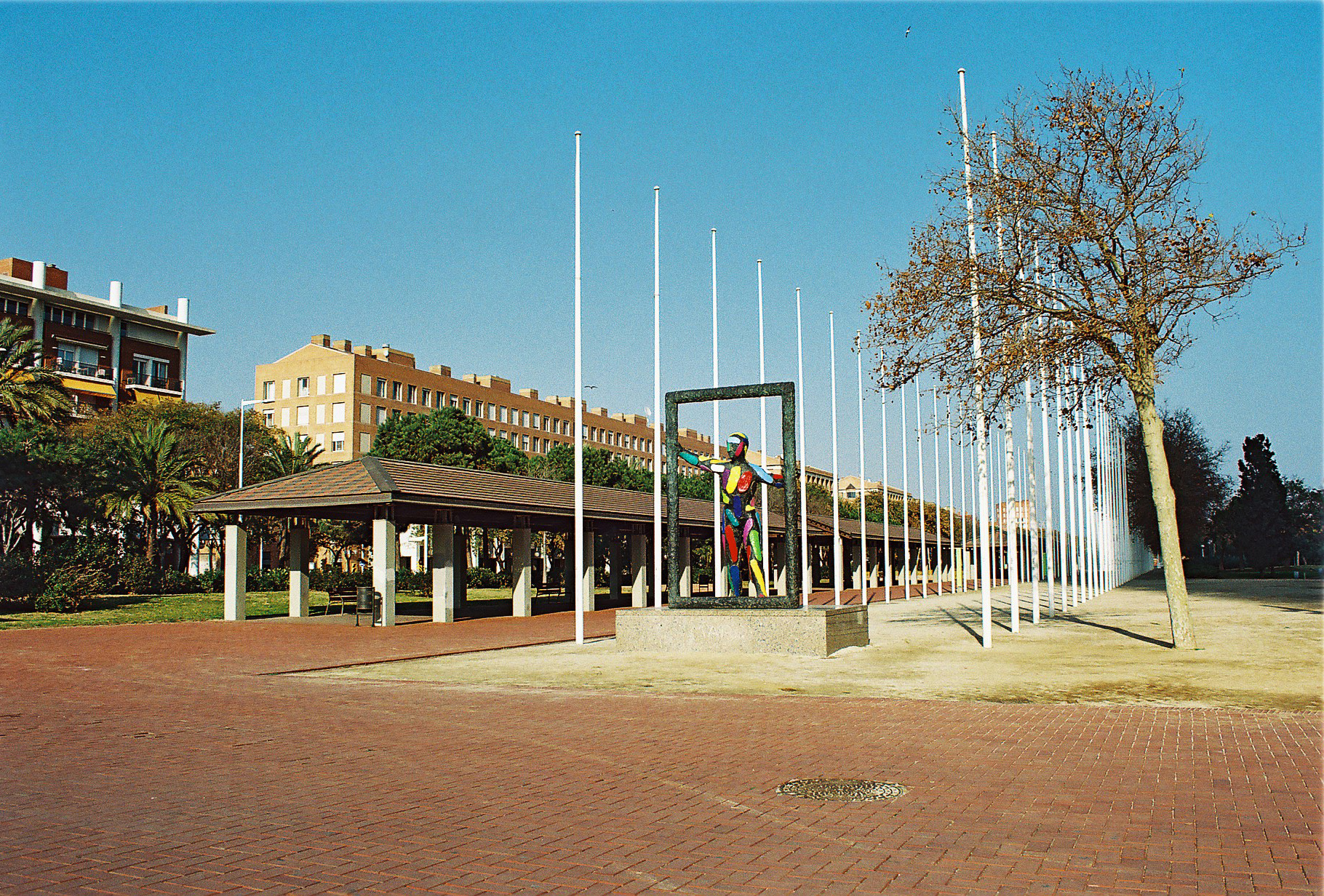
Le village olympique de Barcelone (1992) en 2007.
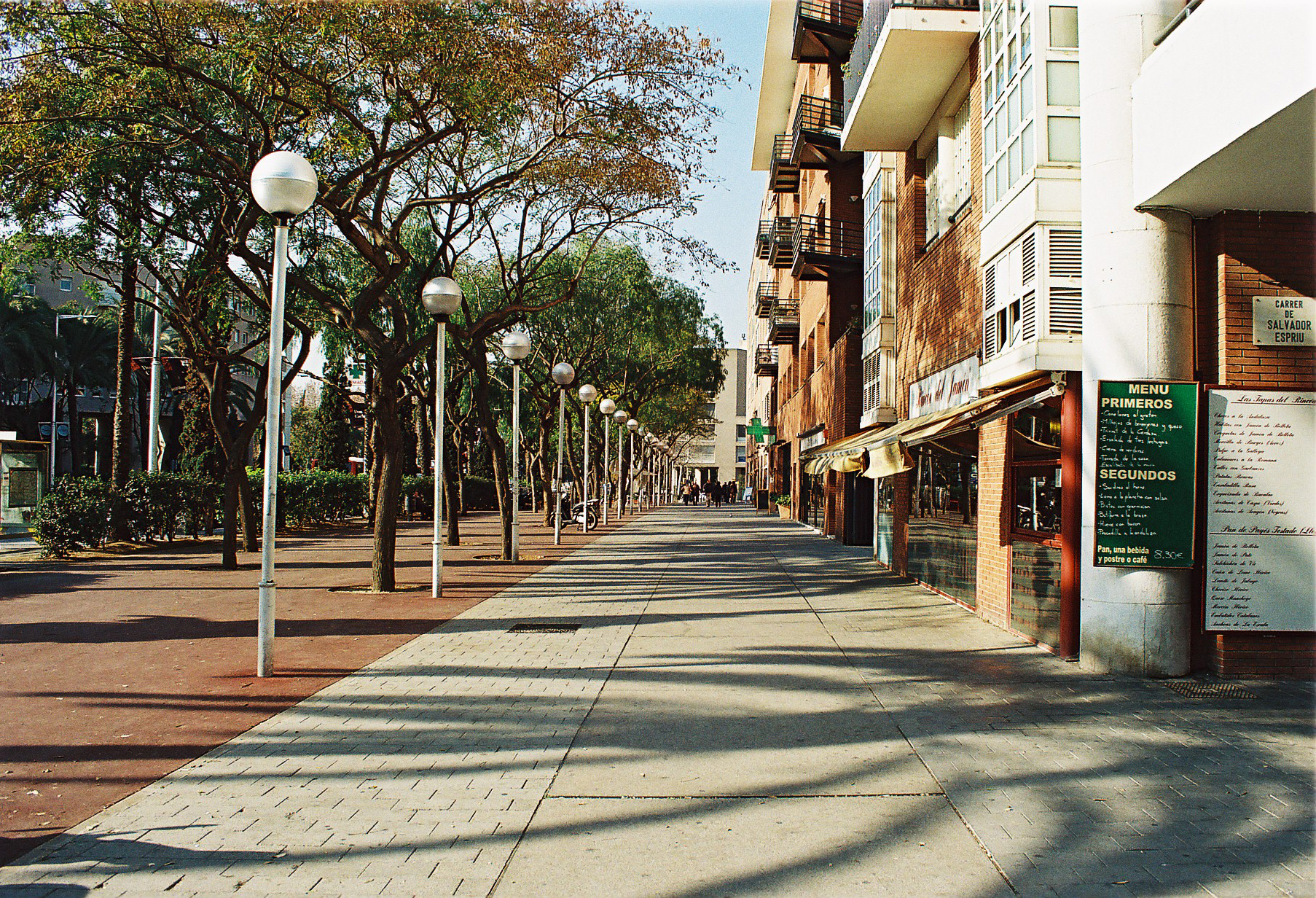
Une rue du village olympique en 2007.
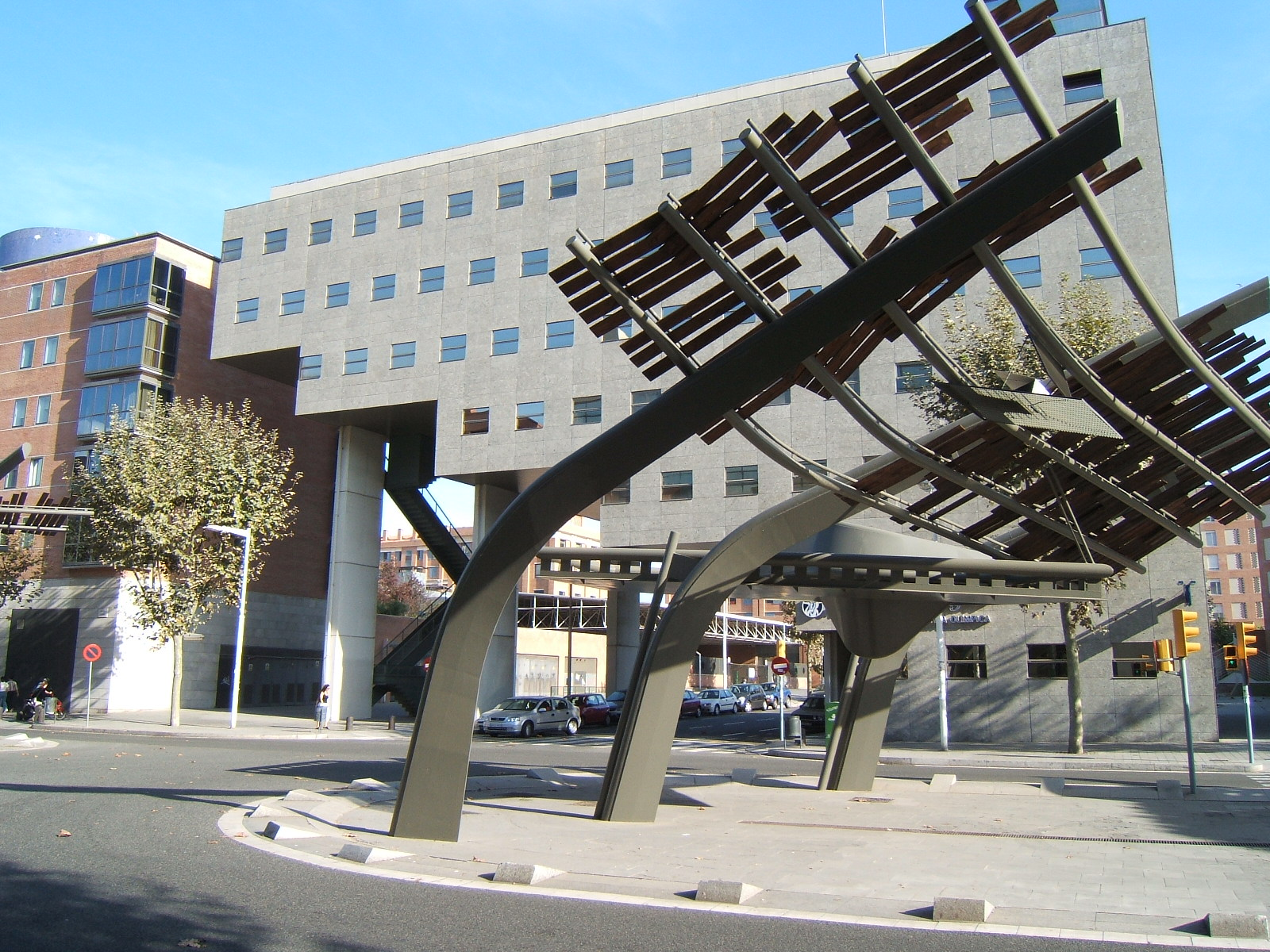
L'avenue Icària en 2004.
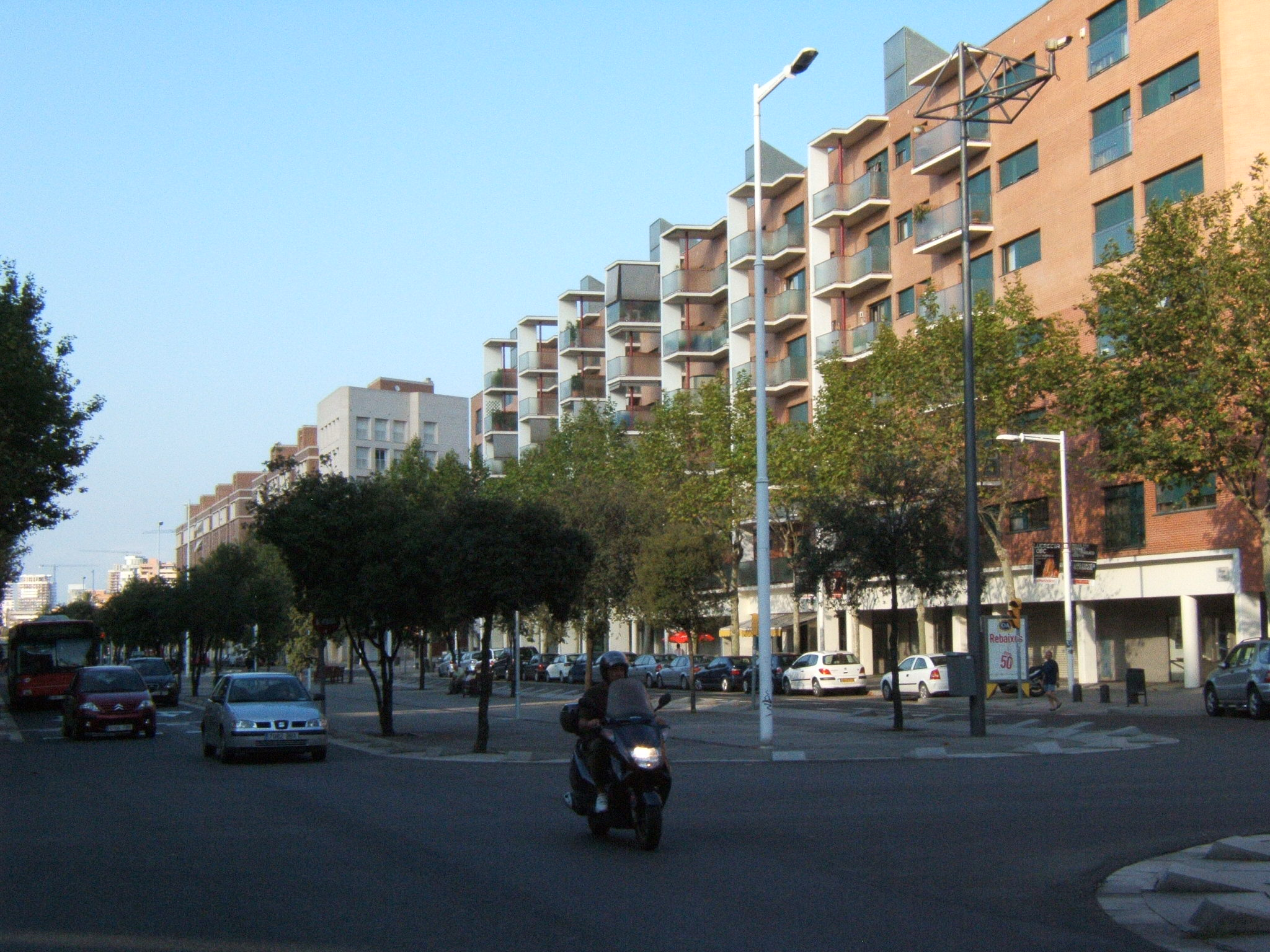
L'avenue Icària en 2004.
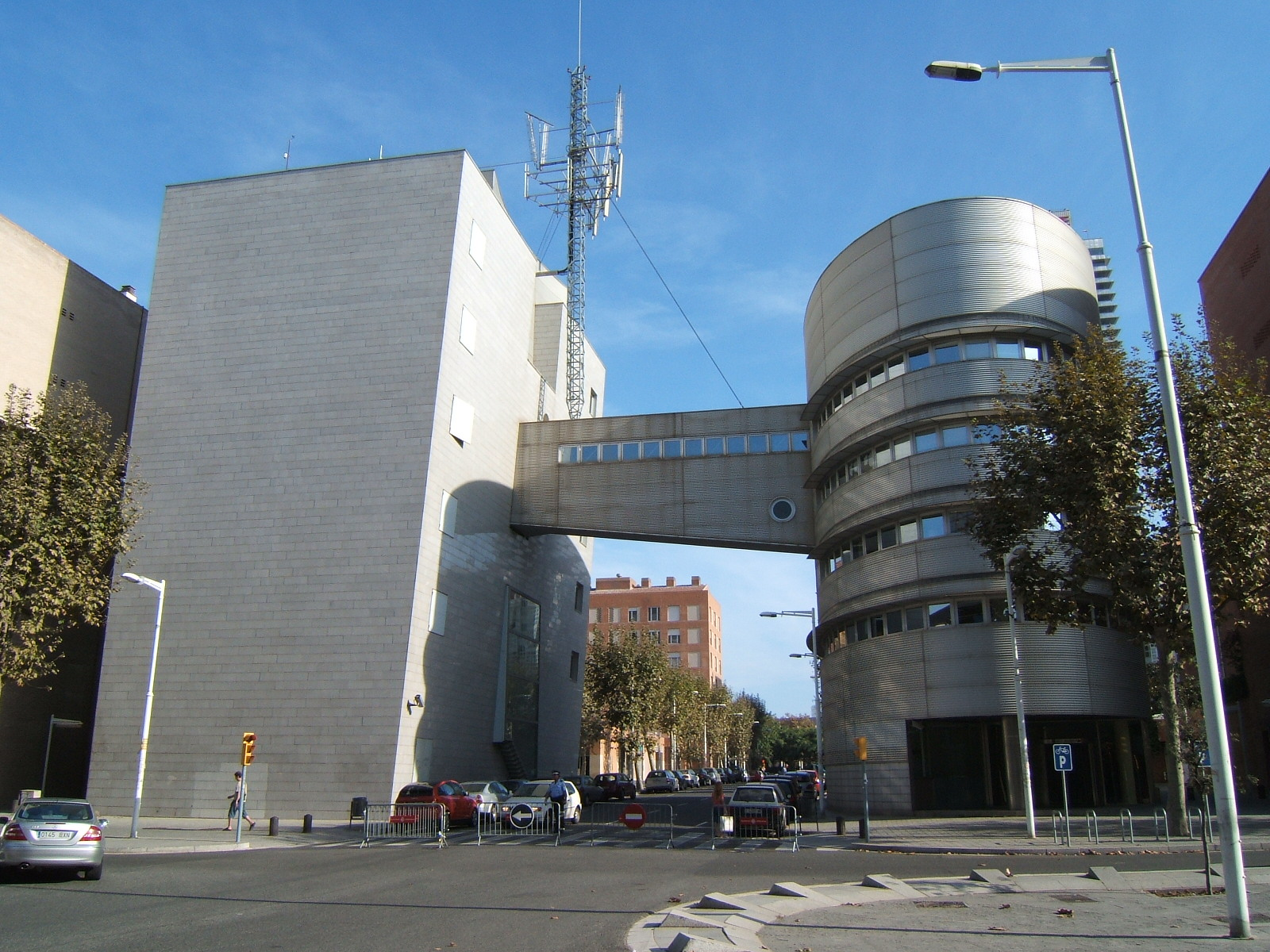
La tour Telefónica de Barcelone au village olympique.

#### Jeux olympiques d'hiver de 1994 à Lillehammer
Dès la candidature de Lillehammer à la sélection de la ville hôte pour les Jeux olympiques d'hiver de 1994, il est prévu que le village olympique soit au sein de la ville. Le village de Skaarsetlia est situé à 3 kilomètres au nord-est du centre-ville ; il s'étend sur 5,5 hectares et inclut 1 990 chambres à lits simples ou doubles pour un total de 2 650 lits.
En 1991, le comité olympique décide de déplacer les épreuves de patinage à Hamar. Un village auxiliaire est donc prévu dans cette autre localité, pour 500 athlètes qui participent aux épreuves de patinage de vitesse sur piste longue et piste courte et patinage artistique. Le village se trouve à trois kilomètres du centre de Hamar, dans un internat et l'école de musique de Toneheim, avec des services plus restreints que dans le village principal.
Les 200 bâtiments du village principal sont construits en bois en utilisant un mélange d'éléments préfabriqués et de techniques traditionnelles. La construction débute en 1992 et s'achève en octobre 1993. Les organisateurs testent les lieux pendant des événements variés dans les quatre mois avant les Jeux. Les travaux s'achevant tôt, les bénévoles sont formés directement sur place. Le chauffage est assuré au gaz, à l'énergie solaire, à l'électricité et par géothermie. Les athlètes ont entre autres accès à une discothèque, un court de tennis, un terrain de basket et un piano bar qui propose des soirées à thème. Le restaurant a une capacité de 1 000 personnes dans 2 000 m2. Il prévoit un stock de 3 000 bananes par jour pour l'ensemble de la population du village olympique, incluant les bénévoles, les entraîneurs et les équipes de presse, mais les athlètes les mangent à eux seuls.
Les premiers athlètes arrivent le 29 janvier 1994 et les dernières équipes quittent les lieux le 2 mars. Seules 185 maisons construites sont permanentes, la ville de Lillehammer étant trop peu peuplée pour en tirer profit. 141 maisons permanentes sont vendues à des personnes privées et le centre d'activité se transforme pour accueillir des services. 50 maisons temporaires sont déplacées en Suède et les autres sont disséminées en Norvège. Les clôtures entourant le village sont revendues à des fermes dans la vallée de Gudbrandsdalen.

#### Jeux olympiques d'été de 1996 à Atlanta
Les Jeux olympiques d'été de 1996 utilisent le campus du Georgia Institute of Technology comme village olympique : il comporte de nombreuses infrastructures et est assez spacieux pour accueillir des nouvelles constructions permanentes en fonction des besoins. À Athens, 160 personnes participant aux épreuves de gymnastique, de volleyball et de football sont hébergées dans des chambres doubles d'une résidence de l'université de Géorgie. À Cleveland, 201 personnes sont hébergées dans six bâtiments du Lee College, à quarante kilomètres du lieu des épreuves de slalom en canoë. À Colombus, les 170 participantes du tournoi de softball sont hébergées par l'armée. À Savannah, 682 athlètes sont logés dans un hôtel local pour les épreuves de voile. Enfin, le tournoi de football inclut des épreuves à Washington DC avec un logement au Mount Vernon Seminary and College (en), à Miami à Nova Southeastern University, à Orlando avec l'université locale et à Birmingham avec un hébergement dans le Birmingham–Southern College (en).
Pour la première fois, les athlètes peuvent élire certains de leurs pairs à la commission des athlètes du CIO. L'élection est organisée dans le village olympique principal sur onze jours, et à des dates précises dans les villages olympiques secondaires ; sept athlètes sur les trente-cinq candidats en lice sont élus pour des mandats de quatre ans. La sécurité est assurée par vérification des empreintes digitales pour la première fois.
De nouveaux appartements sont construits, les immeubles existants sont rénovés, et les organisateurs créent la Georgia Tech Plaza dotée d'une fontaine, d'un point de rencontre et d'un amphithéâtre. Le restaurant principal peut accueillir 3 500 personnes, et quatre autres restaurants sont actifs, dont un qui accueille également des invités externes. Le lieu inclut également un spa, un centre de sport avec des cours, un centre de tests sensoriels, une arène de jeu laser et un pavillon doté d'ordinateurs reliés à Internet. IBM sponsorise un cybercafé, nommé The Surf Shack, et encourage les athlètes à interagir avec leurs fans par email. Pour beaucoup d'athlètes, c'est leur première découverte d'Internet. Les terminaux Info'96 permettent d'accéder aux emails, de consulter les résultats et le calendrier de la compétition et la météo.
Le village olympique se veut respectueux de l'environnement et le transport se fait en train et en bus électriques. Après les Jeux, le campus est restitué à l'université et les nouveaux bâtiments deviennent des logements étudiants supplémentaires pour Georgia Tech et pour l'université d'État de Géorgie.

#### Congrès de 1996 sur les villages olympiques
En 1996, le CIO organise un congrès sur le thème des villages olympiques.
Depuis deux ans et après l'observation des conséquences des Jeux olympiques d'Albertville et de leurs énormes travaux de construction pour les six villages olympiques, le CIO a adopté l'environnement comme troisième pilier du mouvement olympique, avec le sport et la culture.
Le congrès observe qu'à partir de 1992 à Barcelone, les équipes ont commencé à ne plus s'appuyer sur le village olympique comme hébergement pratique à bas prix. Ce mouvement semble avoir commencé avec la Dream Team, première entorse à la règle des sportifs amateurs aux Jeux olympiques, dont certains joueurs refusent le logement commun en raison de leurs contrats.

#### Jeux olympiques d'hiver de 1998 à Nagano

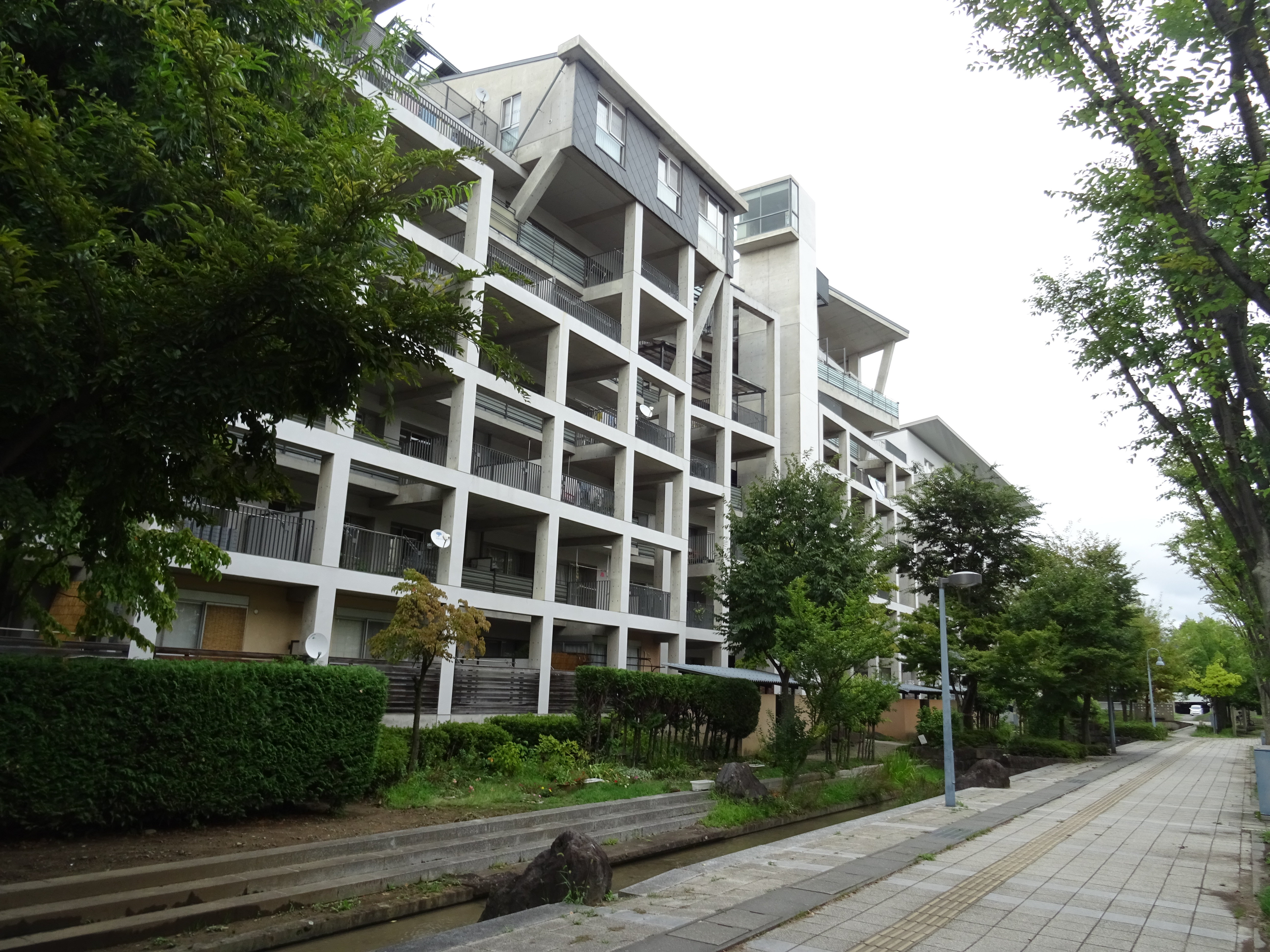
Un bâtiment du village olympique en 2018.

Le village olympique des Jeux olympiques d'hiver de 1998 se situe dans le district d'Imai à Kawanakajima. Il est conçu par Itsuko Hasegawa. 120 lits en hôtel sont réservés à Karuizawa (qui avait déjà logé le concours complet d'équitation lors des Jeux de 1964) pour les compétitions de curling, avec des activités traditionnelles japonaises comme au village principal, et 180 personnes sont logées dans l'aile ouest d'un hôtel de Shiga Kogen pour les épreuves de snowboard, dans des chambres doubles ou familiales.
Sur une surface de 19 hectares, le village olympique inclut 1 032 appartements qui logent 3 283 personnes. La ville de Nagano construit un complexe résidentiel de 23 bâtiments à 7 kilomètres du centre-ville et loue le site aux organisateurs des Jeux. Les meubles sont réutilisés depuis les Jeux asiatiques de 1994 à Hiroshima et l'Universiade d'été de 1995 à Fukuoka ; tous les cintres sont offerts par des grands magasins ou des habitants de Nagano. La cafétéria peut accueillir 1 000 personnes simultanément et des repas à emporter sont servis, dans des boîtes qui restent chaudes en raison d'une réaction chimique entre de l'oxyde de calcium et de l'eau. Des photomatons sont installés partout dans le village et les athlètes peuvent s'y prendre en photo sur le décor de leur choix et repartir avec des vignettes autocollantes. Le centre culturel propose des arrangements floraux, la cérémonie du thé, un cours de port de kimono et des danses et chants traditionnels.
Dans un but de protection de l'environnement, tous les déchets des restaurants sont transformés en environ 50 kilogrammes d'engrais par jour.
Les premières équipes arrivent le 24 janvier 1998 et les dernières quittent les lieux le 25 février. Après les Jeux, une partie du village est mise en location par la ville et le reste est mis en vente.

#### Jeux olympiques d'été de 2000 à Sydney
Le village olympique est le nouveau quartier de Newington, à une vingtaine de kilomètres à l'ouest du centre-ville. Pour la première fois, en dehors du football (organisé également à Melbourne, Canberra, Brisbane et Adélaïde), le village olympique est le seul site d'hébergement aménagé pour les Jeux d'été ; il permet de se rendre à tous les principaux lieux de compétition à pied et les lieux les plus éloignés sont à quarante minutes de route. Les rues du quartier portent toutes le nom d'athlètes olympiques et paralympiques, dont Nadia Comăneci, Michael Jordan et Aleksandr Popov. Il s'agit du premier quartier à pouvoir héberger toutes les personnes participant aux Jeux en même temps, ce qui en fait la cinquième plus grande ville de Nouvelle-Galles du Sud.
D'une capacité de 15 300 personnes, il s'étend sur 84 hectares et inclut 350 appartements et 350 logements modulaires répartis dans 520 maisons. Les athlètes logent le plus souvent dans des chambres doubles. Un restaurant principal se trouve dans la zone résidentielle, ainsi que de nombreux stands de restauration rapide partout dans le village. Un cybercafé est disponible, ainsi que vingt-deux centres pour résidents pour les services quotidiens, ainsi que quatre stands d'information. Il est estimé que les lits sont faits 396 000 fois pendant la durée des Jeux.
La protection de l'environnement est au cœur du projet : tri des déchets, utilisation faible d'eau, matériaux de construction durables, énergie solaire et transports à faible impact : des navettes électriques dans le village et des bus en dehors du parc olympique. Les divertissements incluent des parties de boules à la façon australienne, des tournois d'échecs et des spectacles de rue.
Les premières équipes s'installent le 2 septembre 2000 et les dernières quittent les lieux le 4 octobre. Après les Jeux, les appartements et maisons sont loués ou vendus. Une partie des logements est transformée en offre de services publics, notamment des écoles et garderies. La population du quartier s'élève à 4 912 habitants en 2006 et à 5 802 habitants en 2016.

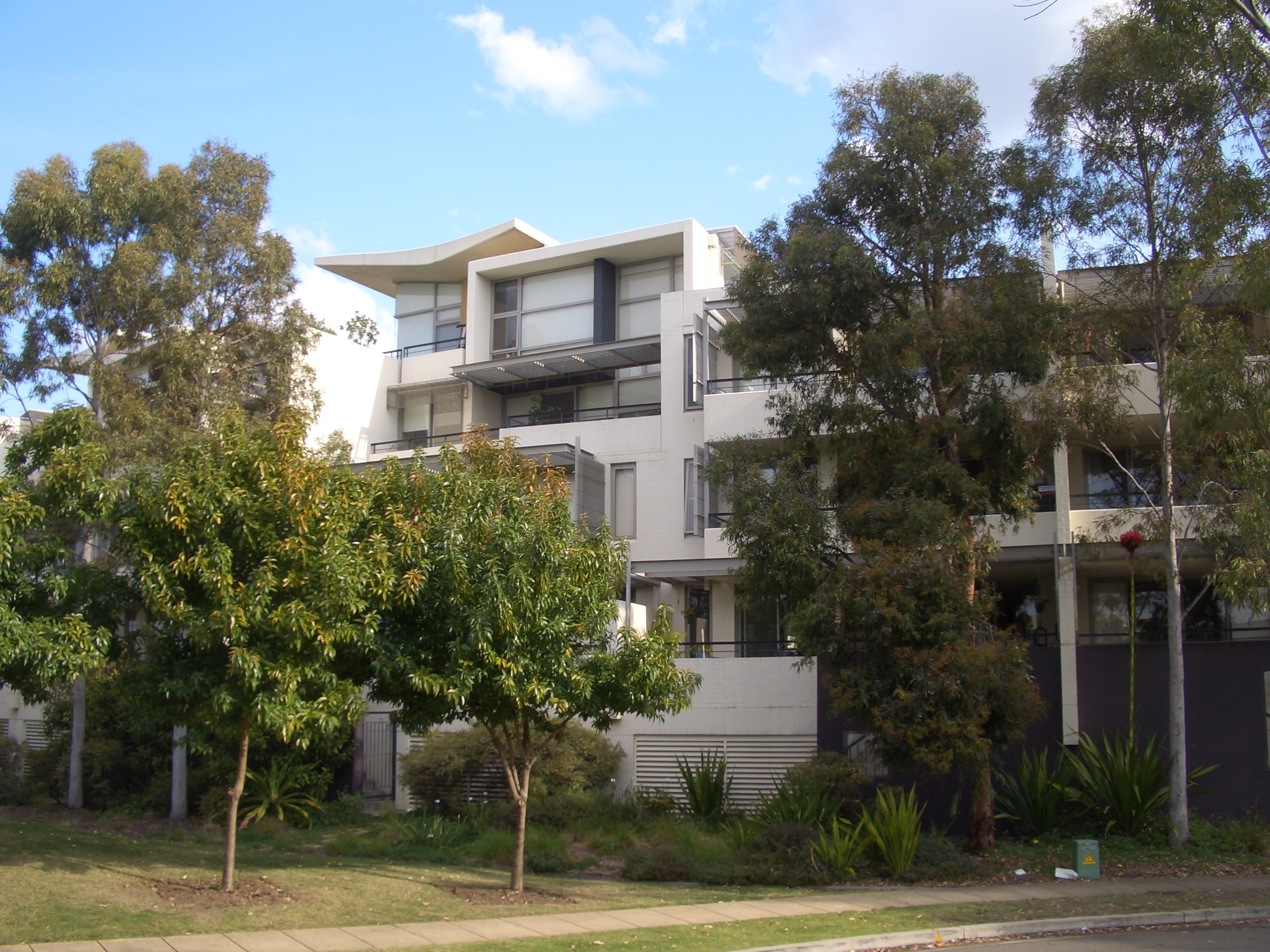
Village olympique de Newington.
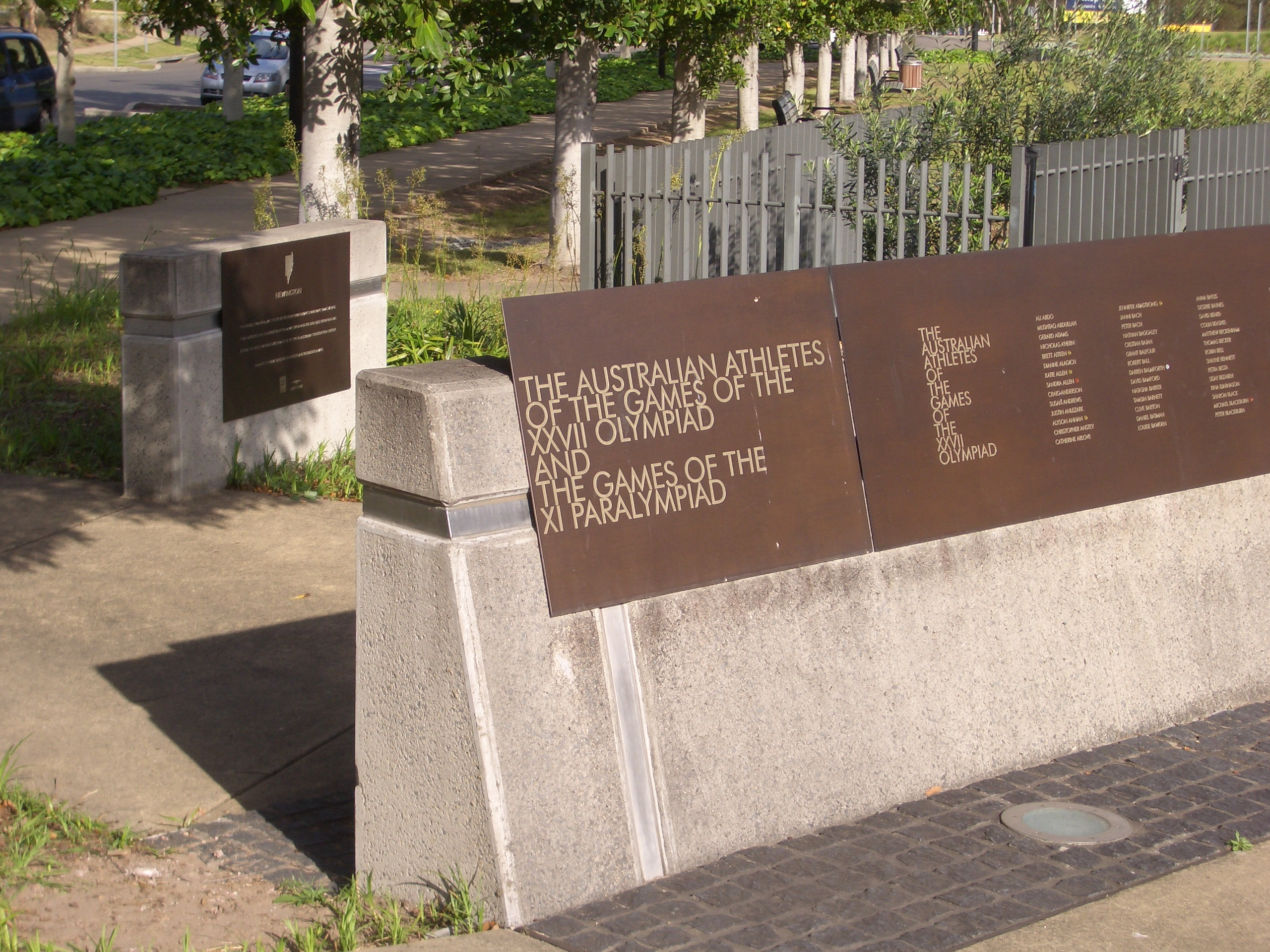
Première plaque du mémorial du village olympique.
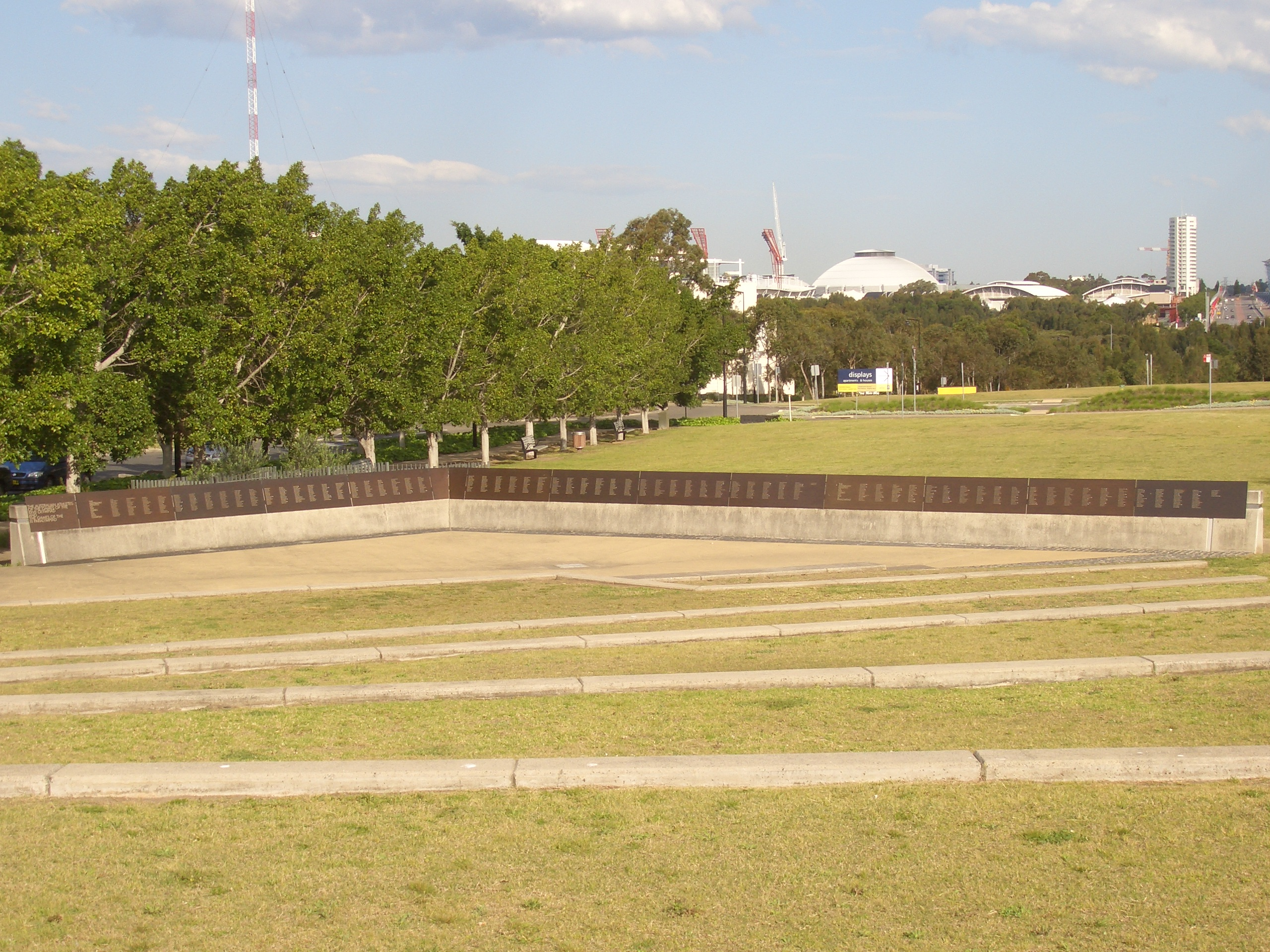
Vue d'ensemble du mémorial du village olympique.

#### Jeux olympiques d'hiver de 2002 à Salt Lake City

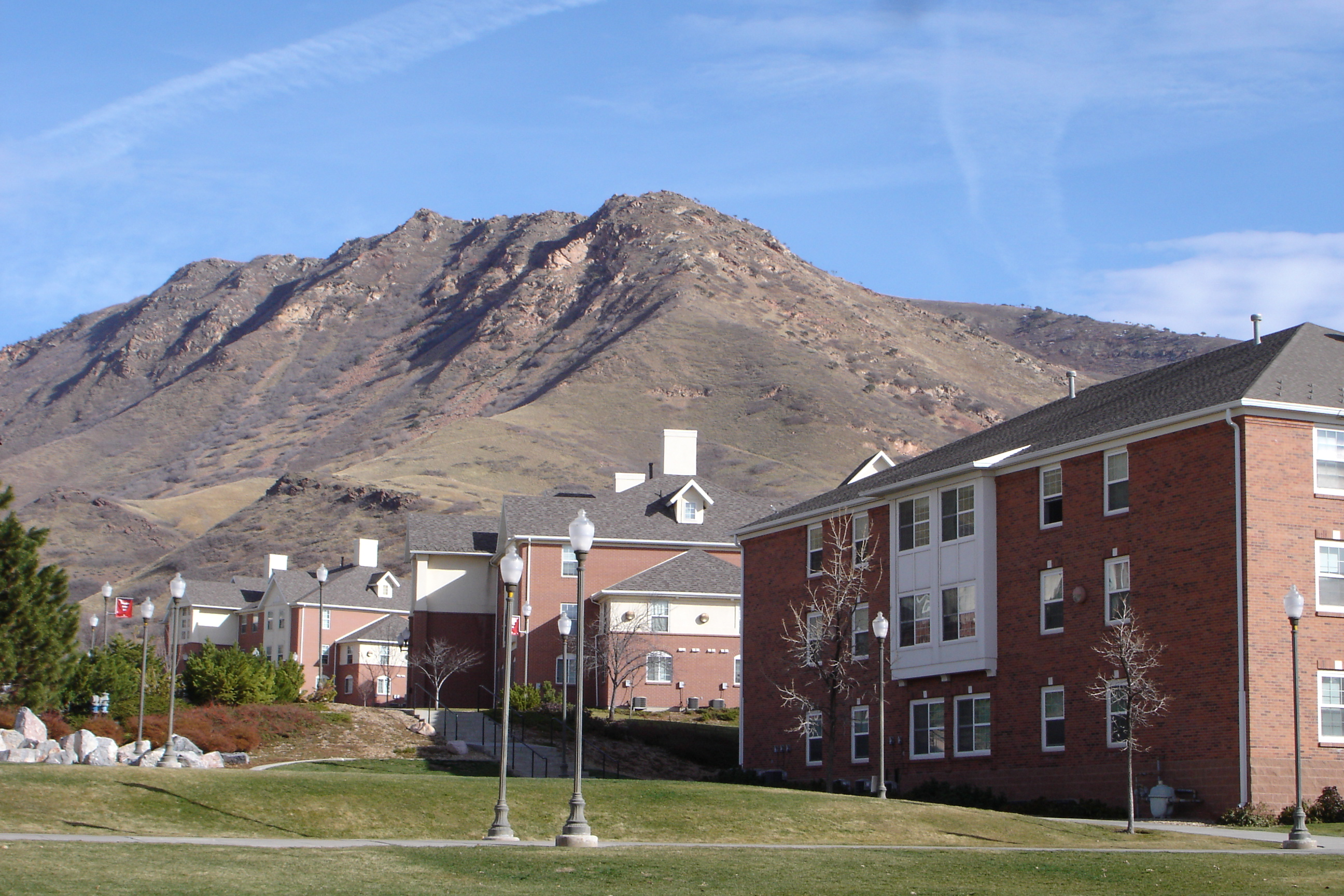
Logements étudiants en 2012, qui ont servi de village olympique en 2002.

Le village olympique des Jeux olympiques d'hiver de 2002 est installé dans des infrastructures existantes rénovées sur le campus de l'université de l'Utah, sur des terrains qui appartenaient auparavant à la zone militaire de Fort Douglas. Soldier Hollow est le lieu des compétitions de biathlon, ski de fond et combiné nordique, soit 450 personnes qui sont logées à Heber City dans huit hôtels et motels à environ 70 kilomètres du village principal.
D'une capacité de 3 500 personnes, le village principal s'étend sur une trentaine d'hectares dans des bâtiments de trois ou quatre niveaux : les bâtiments militaires sont rénovés et harmonisés avec les bâtiments universitaires voisins avec la construction de vingt nouvelles résidences. À leur arrivée, les athlètes reçoivent chacun une couverture polaire personnalisée, fabriquée par des écoliers de l'État. Huit réceptions sont disséminées dans le campus. Un restaurant provisoire et un permanent accueillent 650 personnes chacun. Les organisateurs prévoient 1 760 000 mètres de papier toilette pour l'événement.
Les premières délégations arrivent le 29 janvier 2002 et les dernières quittent les lieux le 26 février. Comme prévu, le village olympique devient un ensemble de nouvelles résidences pour l'université. Contrairement à la tendance des Jeux, les infrastructures souffrent d'une demande trop importante.

#### Jeux olympiques d'été de 2004 à Athènes
Le village olympique est installé dans la municipalité d'Acharnes, au pied du Parnès, à 23 kilomètres au nord d'Athènes. Les footballers sont également hébergés en hôtel à Héraklion, Patras, Thessalonique et Volos.
La construction du village se fait sous la responsabilité de l'Organisme du logement social grec avec l'intention de le transformer entièrement en logements sociaux après les Jeux. Il est donc prêté au comité d'organisation pendant les Jeux, puis restitué à l'OEK. Pendant la construction, des vestiges archéologiques sont retrouvés, notamment un aqueduc d'Hadrien. Le site archéologique est conservé et intégré dans le projet immobilier.
D'une superficie de 124 hectares, il peut héberger 17 000 personnes dans 366 résidences comprenant 2 292 appartements. Ces résidences sont construites par des architectes avec 19 styles différents afin d'éviter la monotonie. Chaque bloc de bâtiments a un centre pour résidents fournissant des services à 600 personnes. Deux centres plus grands, appelés Athéna et Phevos comme les mascottes des Jeux, proposent entre autres des salles d'arcade, un centre de massages, un bureau des objets trouvés et un cybercafé. Le cybercafé a une capacité trois fois supérieure à celui des Jeux précédents, mais la demande est si importante que les heures d'ouverture de l'un d'entre eux sont étendues.
Le restaurant principal a une capacité de 6 250 personnes ; il y a également un deuxième restaurant, prévu pour 650 personnes et ouvert à heures fixes, et des cafés-snacks.
Le transport des équipes est assuré par 350 bus qui desservent 37 sites de compétition et 58 autres sites, notamment les lieux d'entraînement, le centre-ville et l'aéroport. 29 arrêts de navettes internes sur un circuit de 4,2 km permettent le déplacement à l'intérieur du village.
Les premières équipes arrivent le 30 juillet 2004 et les dernières quittent les lieux le premier septembre. Après les Jeux, le quartier est comme prévu transformé en logements sociaux. Les logements sont attribués à la population par tirage au sort. Faute d'entretien, et à la suite de la crise économique qui secoue le pays, le site se détériore rapidement. Malgré les 6 à 27 milliards d'euros investis pour ces olympiades, et les 100 millions annuels prévus pour leur entretien, le village est abandonné.

#### Jeux olympiques d'hiver de 2006 à Turin
On compte trois villages olympiques aux Jeux olympiques d'hiver de 2006 : un à Turin, un à Bardonnèche et un à Sestrières. Les trois villages mélangent des infrastructures neuves et existantes ; le village de Turin est le plus grand avec une capacité de 2 500 personnes, puis celui de Sestrières avec 1 850 personnes et enfin Bardonnèche pour 725 hôtes. À la candidature de la ville, le projet ne propose que le village de Turin, un choix critiqué par le CIO qui estime que les temps de trajet seront trop longs. Le projet s'intègre cependant dans la lignée de la transformation urbaine de la ville dans les années précédentes, ce qui est apprécié par le comité de sélection. Pour la première fois aux Jeux olympiques d'hiver, un mur de la trêve est inauguré dans chacun des trois sites.
À Turin, le village est situé rue Giordano Bruno, dans le quartier des Halles, une zone historique datant des années 1930. Il s'étend sur 10 hectares sous la forme d'une résidence de 652 appartements. Les travaux incluent l'installation de l'arche olympique, haute de 69 mètres, qui surplombe une passerelle reliant le village olympique au quartier de Lingotto. Les 2 500 personnes qui y résident incluent les athlètes de curling, de patinage (artistique et de vitesse sur courte et longue piste) et les hockeyeurs. Le CIO critique l'air pollué de la ville, estimant qu'il peut nuire aux athlètes, ce qui lui vaut des protestations du comité italien, sans changer les plans de ce dernier dans l'ensemble.
Le village olympique de Bardonnèche, viale Della Vittoria, s'étend sur 2,9 hectares sous la forme de 310 chambres réparties dans des bâtiments hôteliers. Il s'agit d'un ancien camp de vacances, le Colonia Medail, sorti de son abandon et entièrement rénové. Un nouveau bâtiment est ajouté, et des structures temporaires ajoutent 90 places au restaurant et une consigne pour les athlètes. Le village bénéficie de services réduits et héberge les biathlètes, les skieurs acrobatiques et les compétiteurs de snowboard.
Le village olympique de Sestrières, sur 7,5 hectares, consiste en 750 appartements et chambres partagés en trois bâtiments. Situé à 120 kilomètres de Turin, il est constitué de deux tours appartenant à des entreprises de tourisme et d'un bâtiment supplémentaire, le Mariani, construit spécialement pour les Jeux. Un pont piéton relie la résidence aux pistes de ski et les services proposés sont similaires à ceux de Turin. Le village héberge les skieurs alpins et de fond, les athlètes de bobsleigh, de combiné nordique, de luge et de skeleton ainsi que les sauteurs à ski.
Les premières délégations arrivent le 31 janvier 2006 et les dernières repartent le 28 février. Après le départ, le village de Sestrières reprend son utilisation de logement de vacances et le bâtiment Mariani est converti en logements. Bardonnèche ouvre le nouveau complexe aux touristes. Le village olympique de Turin est censé devenir un mélange de logements et d'un espace de recherche technologique, mais reste vacant en raison de la crise économique de 2008 jusqu'en 2013, date à laquelle une centaine de migrants et de réfugiés originaires d'Afrique, pour la plupart employées en Libye au début de la guerre civile et arrivés par Lampedusa, emménagent après l'interruption abrupte du plan gouvernemental d'hébergement temporaire Emergency North Africa. En 2016, leur nombre est monté à 1 100 personnes,.

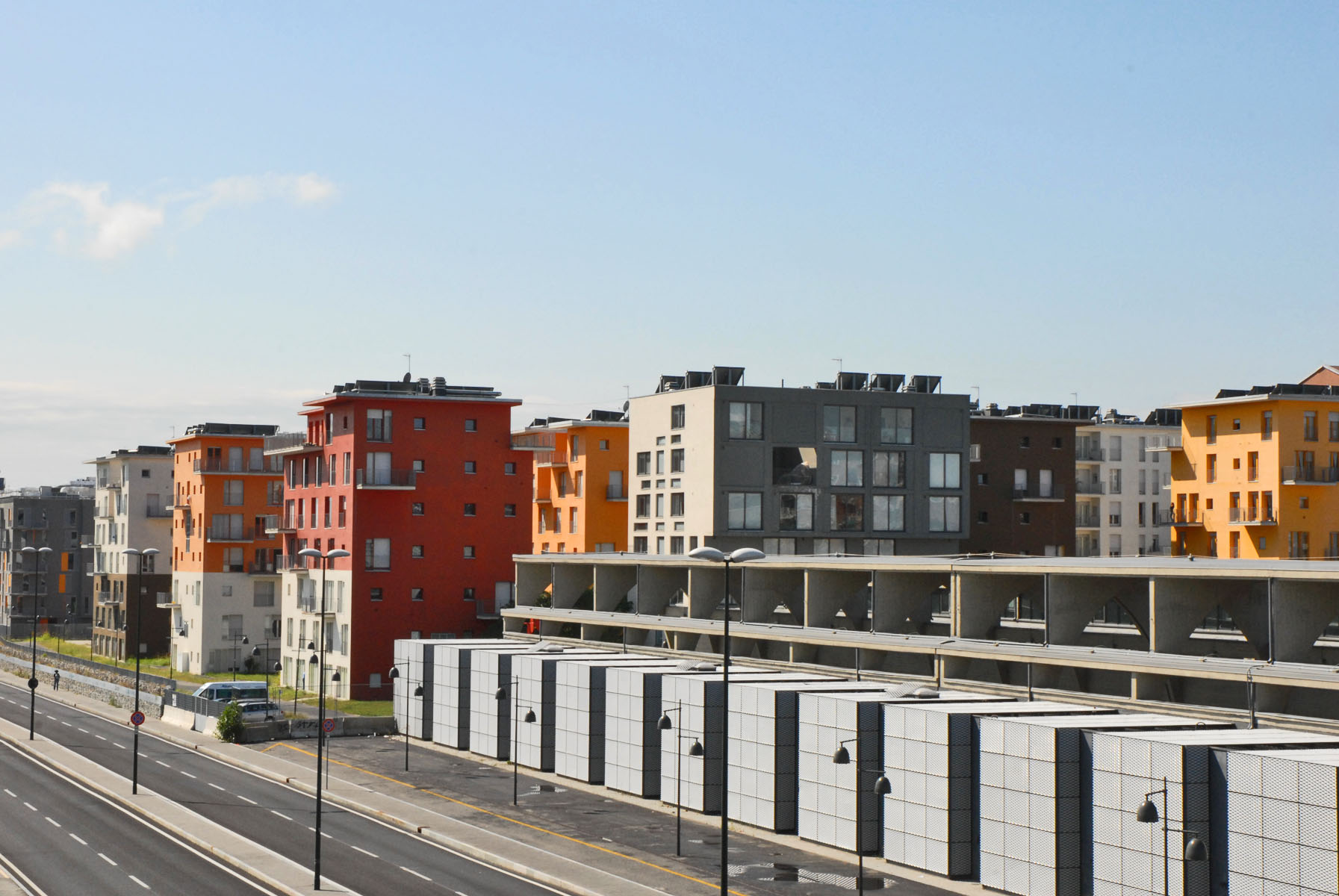
Le village olympique de Turin en 2008.
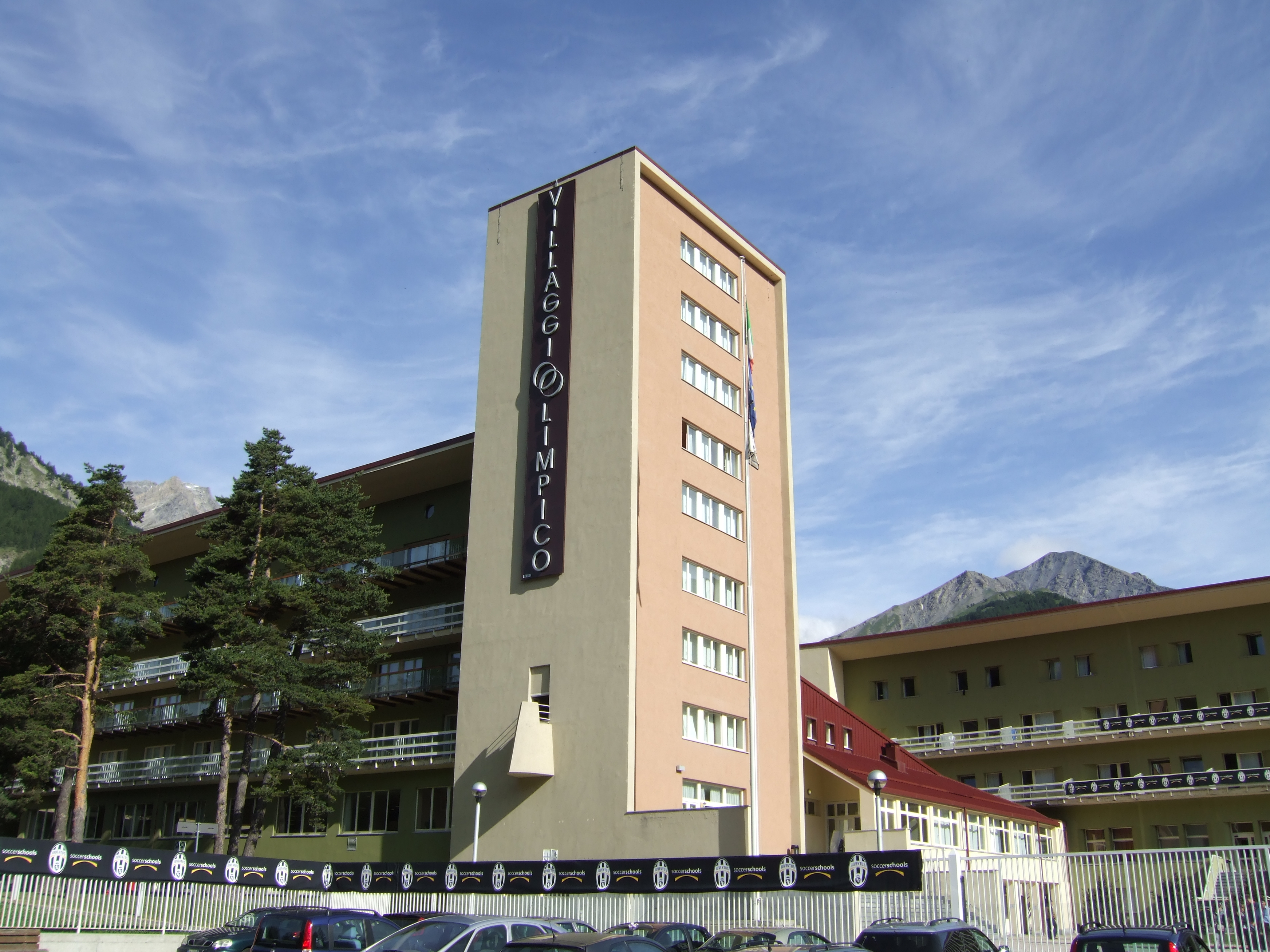
Le village olympique à Bardonnèche.
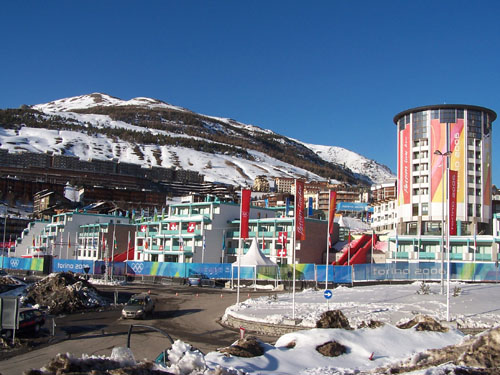
Le village olympique à Sestrières.

#### Jeux olympiques d'été de 2008 à Pékin
Le village olympique des Jeux olympiques d'été de 2008 est construit à Olympic Green, dans le district de Chaoyang à Pékin. Les épreuves de voile se déroulent à Qingdao, où environ 700 personnes sont logées dans les logements attenants à un nouveau centre de voile à dix minutes à pied du site de la compétition. À Hong Kong, environ 450 personnes sont hébergées en hôtel à respectivement 2 et 15 kilomètres des compétitions équestres. Un hôtel sert aussi à l'hébergement des joueurs de football à Tianjin, Shanghai, Shenyang et Qinguangdao.
L'environnement, l'architecture et la culture sont présentés comme les priorités du projet. L'architecture se veut purement chinoise. L'agencement et les décorations des parties résidentielles représentent différentes régions de Chine : un porche en bois évoque le sud-ouest du pays, une zone ressemble à un jardin avec les ponts et ruisseaux du sud-est, et une troisième zone copie les montagnes et l'eau, blanches et bleue, du nord-est du pays. Elle intègre également des technologies écologiques : éclairage LED, briques perméables pour récolter l'eau de pluie, filtrage des eaux usées par la végétation et pose de 6 000 m2 de panneaux solaires pour le chauffage et l'eau chaude. Or, le village olympique est très critiqué pour son utilisation abusive d'eau, qui aggrave la sécheresse des régions environnantes.
Le village olympique, sur une superficie de 66 hectares, a une capacité de 16 000 personnes logées dans 42 bâtiments segmentés en 3 276 appartements pour un total de 9 993 chambres,. Le Sud du village héberge les athlètes et le Nord est réservé aux infrastructures communes. Le restaurant principal a une capacité de 6 000 personnes.
Les athlètes sont invités à des événements culturels comme des spectacles de danse et de chant traditionnels, des initiations à la langue et à l'écriture chinoises et des cours d'artisanat.
Le transport des athlètes est assuré par des bus navettes en direction des lieux d'entraînement et de compétition. Trois lignes de navettes et des véhicules électriques, dont des trottinettes, sont mis à disposition pour les déplacements dans le village.
Les premières équipes, dont l'équipe chinoise, arrivent le 27 juillet 2008 et les dernières repartent le 27 août. Après les Jeux, la partie nord du village est incorporée au parc environnant. Certains sites, notamment la place des drapeaux et la place de la paix, deviennent des lieux publics de commémoration des Jeux. Les bâtiments résidentiels sont réaménagés en appartements et mis en vente en 2009.

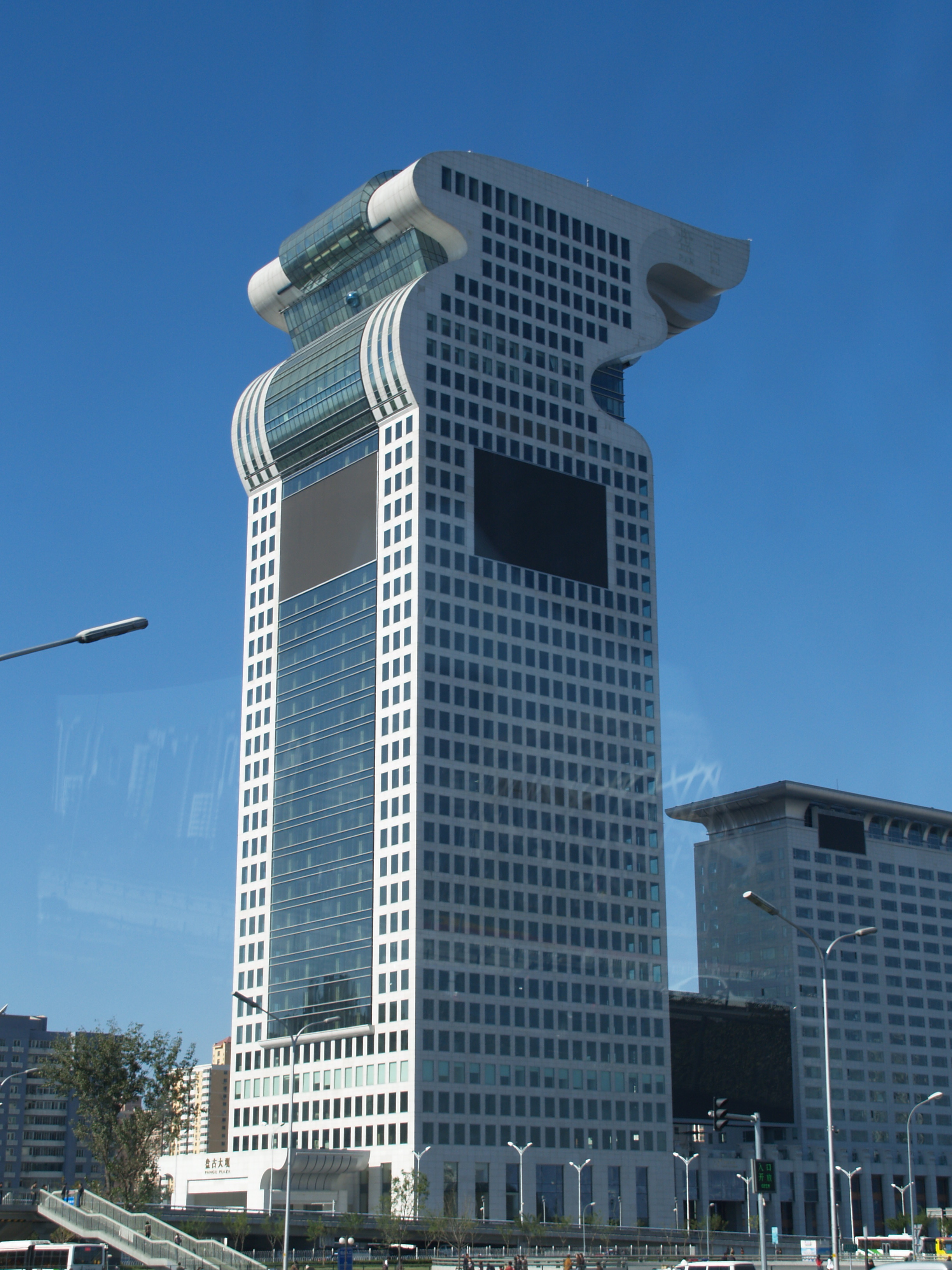
Tour du village olympique en 2008.
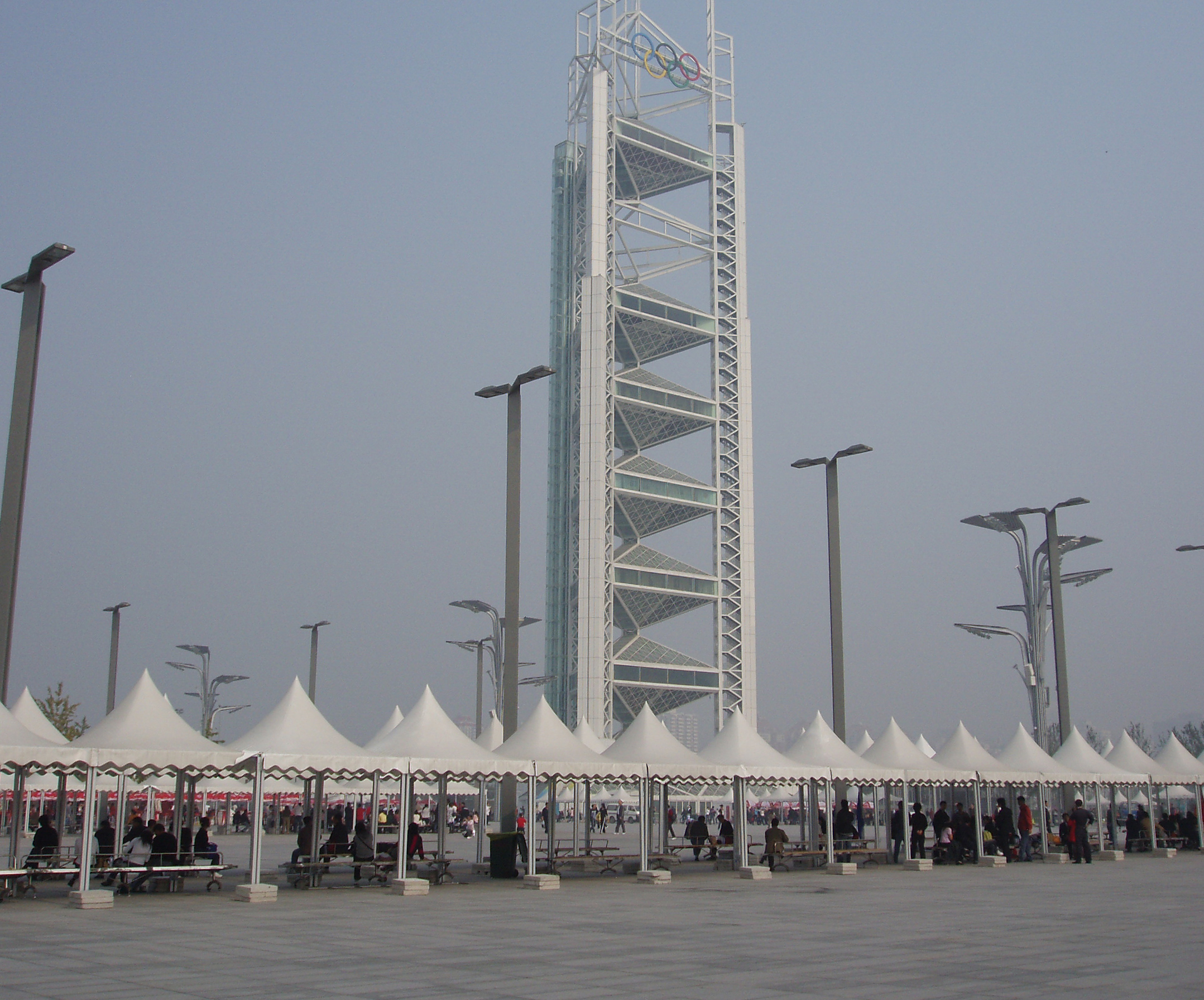
Rue de Beijing aux alentours du Stade national de Pékin.
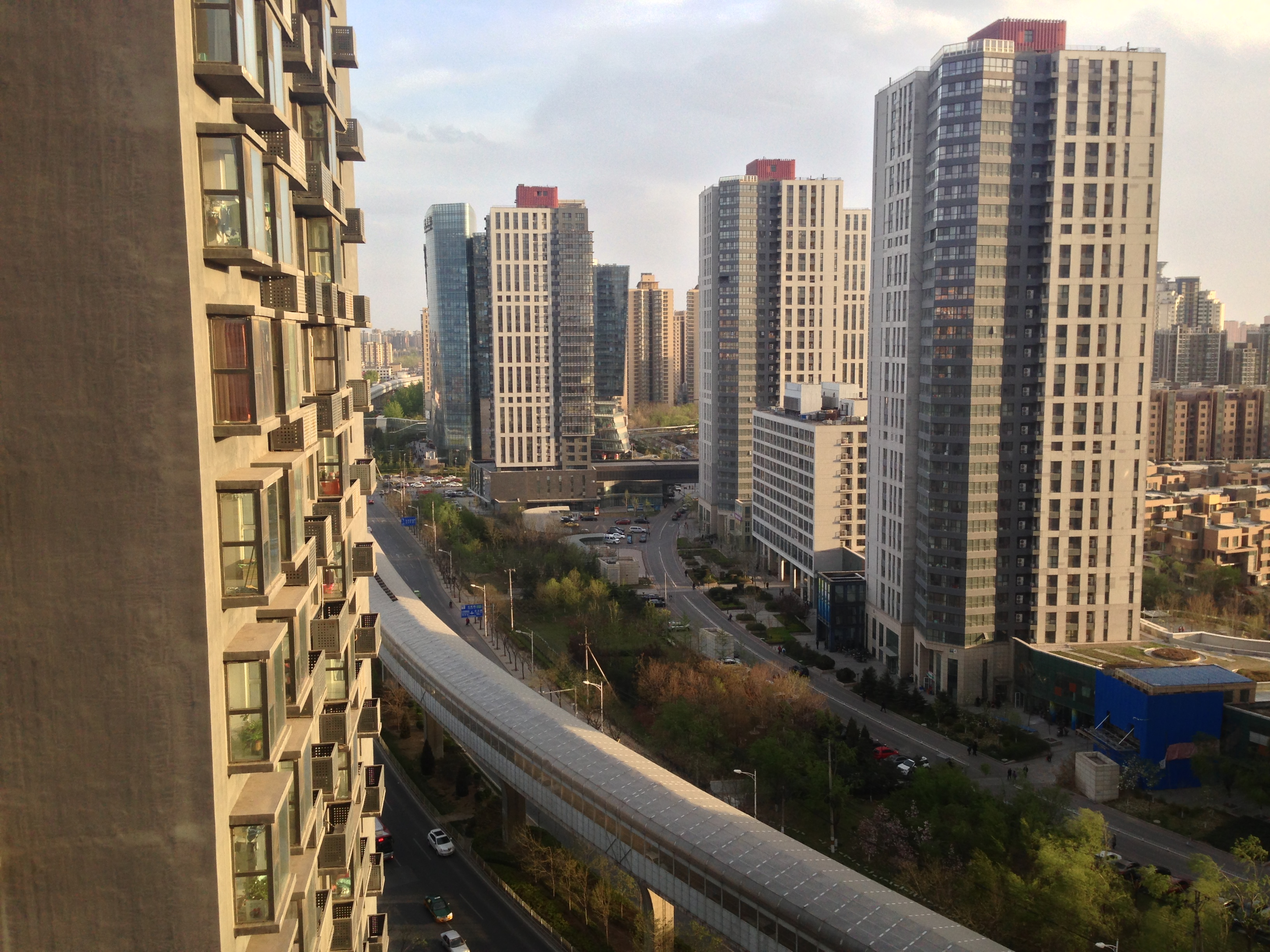
Village olympique des journalistes en 2013.
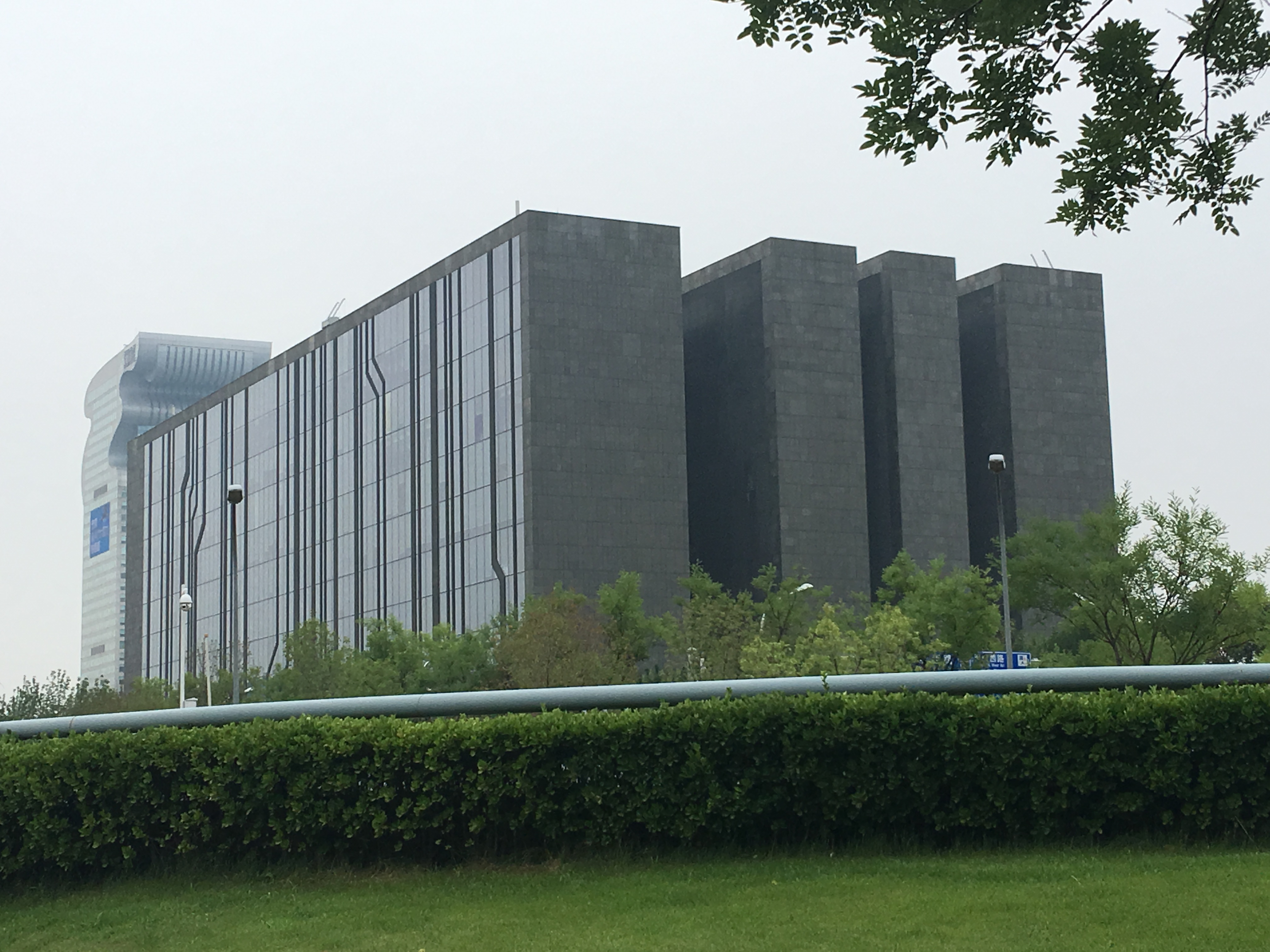
Village olympique en 2017.
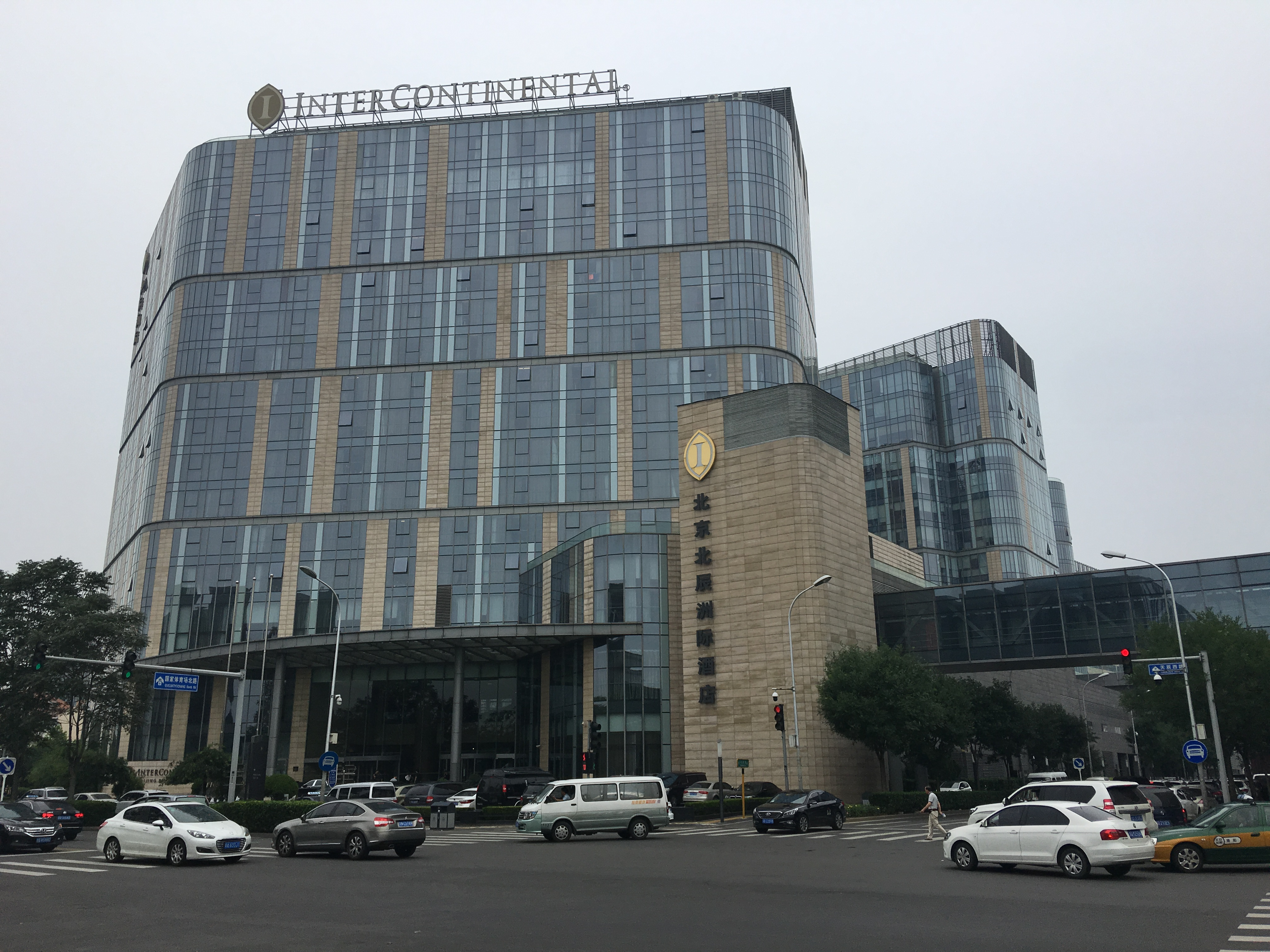
Hôtel InterContinental de Pékin en juillet 2017.

#### Jeux olympiques d'hiver de 2010 à Vancouver
Les Jeux olympiques d'hiver de 2010 ont deux villages principaux. Le premier est à Vancouver, au sud-ouest de False Creek, sur une ancienne friche industrielle, tandis que le second est à l'entrée de la vallée Cheakamus à Whistler à la place de l'ancienne décharge municipale.
Le choix du quartier est motivé par la volonté de réhabiliter False Creek et d'en faire un village au sein de la ville : après les Jeux, le quartier symbolise le renouveau de Vancouver après la crise économique mondiale de 2008.
Toutes les infrastructures sont neuves et construites selon les standards du certificat de haute qualité environnementale LEED. Les deux villages assurent donc un habitat pour la faune et la flore locale, l'élimination des contaminants des eaux et des sols, des toits végétaux, des programmes de traitement et d'utilisation des eaux de ruissellement et un système de chauffage par traitement des eaux usées. Les deux villages mettent l'accent sur l'accessibilité des infrastructures, et leur programme met en avant l'art et la culture des Premières nations. Le mur de la trêve, notamment, est constitué de piliers représentant une orque et un corbeau gravés sur des plaques d'acier inoxydable suivant l'esthétique de l'art aborigène, recréant en trois dimensions la fresque qui orne les médailles olympiques. Le temps de trajet maximum d'un village olympique à un site de compétition est de 20 minutes en voiture, avec une moyenne de 12 kilomètres de distance. Le centre-ville de Vancouver est accessible à pied pour le village local et en navette pour les deux villages. Les aliments non utilisés par les services de restauration du village olympique sont donnés à des épiceries solidaires.
Au village olympique de Vancouver sur 6 hectares, 2 720 personnes sont logées dans 1 100 appartements dans des immeubles résidentiels. Le lieu sert d'hébergement aux athlètes de curling, de ski acrobatique, de patinage, de hockey et de snowboard. Le village de Whistler compte 554 unités d'habitation sous forme d'appartements, de rangées de maisons et d'auberges, et loge 2 850 personnes, dont les athlètes de bobsleigh, de luge et de skeleton, ainsi que les compétiteurs des disciplines nordiques et alpines.
Les premières délégations arrivent le 4 février 2010 et les dernières repartent le 3 mars. Après les Jeux, le village olympique de Vancouver est transformé en espace communautaire incluant 250 habitations vendues ou louées sous forme de logements sociaux et un quartier marchand. Le village de Whistler est reconverti en logements sous le nom de quartier Cheakamus Crossing.

#### Jeux olympiques d'été de 2012 à Londres
Le village olympique des Jeux olympiques d'été de 2012 est construit à Stratford et adjacent au parc olympique. Les participants aux épreuves d'aviron et de sprint en canoë sont logés à Egham sur le campus de Royal Holloway à quelques kilomètres de Dorney Lake où se déroule la compétition. Les participants aux épreuves de voile, soit environ 500 personnes, sont hébergés dans un village de 77 petites maisons à huit minutes de route du lieu des épreuves : les organisateurs identifient le site quand il est déjà en construction à but résidentiel et le louent pour les Jeux. Des hôtels de Cardiff, Coventry, Glasgow, Manchester et Newcastle hébergent les joueurs de football.
Le quartier fait l'objet d'une volonté de remise en valeur grâce aux Jeux. Les cabinets d'architectes sont sélectionnés par l'Olympic Delivery Authority et Lend Lease et partenariat avec l'Architecture Foundation. Les travaux commencent en 2008 et impliquent 16 500 personnes. Ils comprennet la couverture sur 400 mètres d'une ancienne voie de chemin de fer et la construction de trois ponts par-dessus les voies ferrées voisines pour relier le quartier au reste de la ville.
Le quartier s'étend sur environ 37 hectares, dont une dizaine consacrés à la verdure avec des cours intérieures et un parc central. 11 blocs résidentiels, soit 63 bâtiments et 2 818 logements sur plus de 250 000 m2, accueillent environ 17 000 personnes. Les blocs de bâtiments encadrent une cour intérieure, comme le veut la tradition architecturale londonienne, et plusieurs architectes sont impliqués pour varier les styles et les approches. Le centre de fitness, de plus de 1 200 m2, dispose d'une centaine de coachs personnels et de plus de 750 machines. On trouve aussi une piste de jogging dans le parc et des paniers de nourriture énergétique à emporter. Le village olympique est agrémenté de nombreuses sculptures et une vingtaine de troupes d'artistes de rues sont actives. L'entreprise Innocent organise des distributions de boissons dans le village olympique.
Les premières équipes arrivent le 16 juillet 2012. Les cérémonies d'accueil incluent une performance artistique par des jeunes artistes du National Youth Theatre, les hymnes nationaux arrangés par Philip Sheppard sont enregistrés en cinquante heures par 36 musiciens de l'orchestre philharmonique de Londres.
Les premières équipes arrivent le 16 juillet 2012 et les dernières repartent le 15 août. Après les Jeux, certaines infrastructures sont démontées, comme le restaurant principal de 5 000 places. Le quartier est renommé East Village et devient résidentiel, avec l'ouverture de la Chobham Academy. La polyclinique des Jeux reste un centre de santé nommé d'après Ludwig Guttmann, le fondateur des Jeux paralympiques. East Village est composé de 3 000 maisons et des appartements de deux pièces sont en vente pour plus d'un million de dollars quelques années plus tard,.

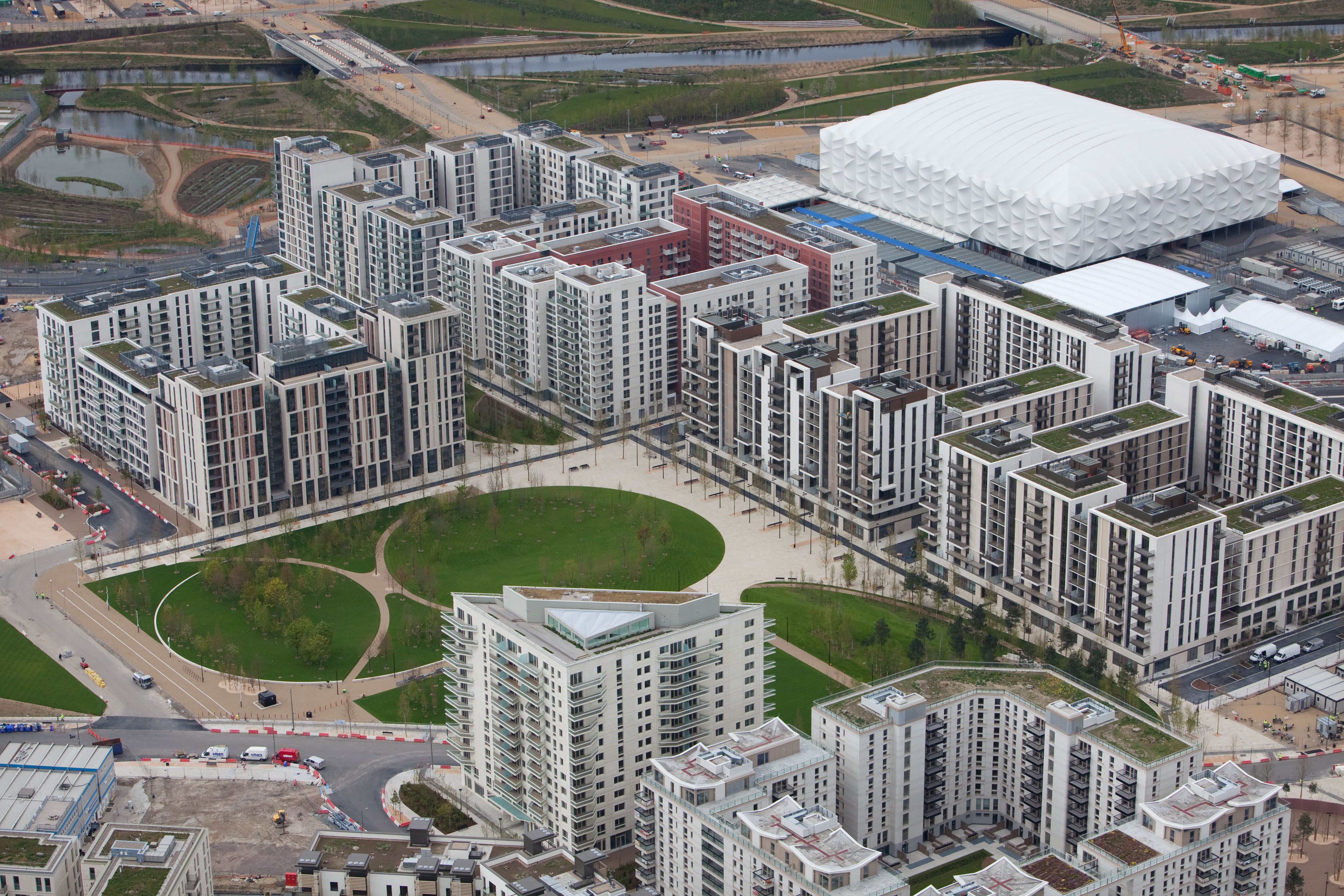
Village olympique de Londres en avril 2012.
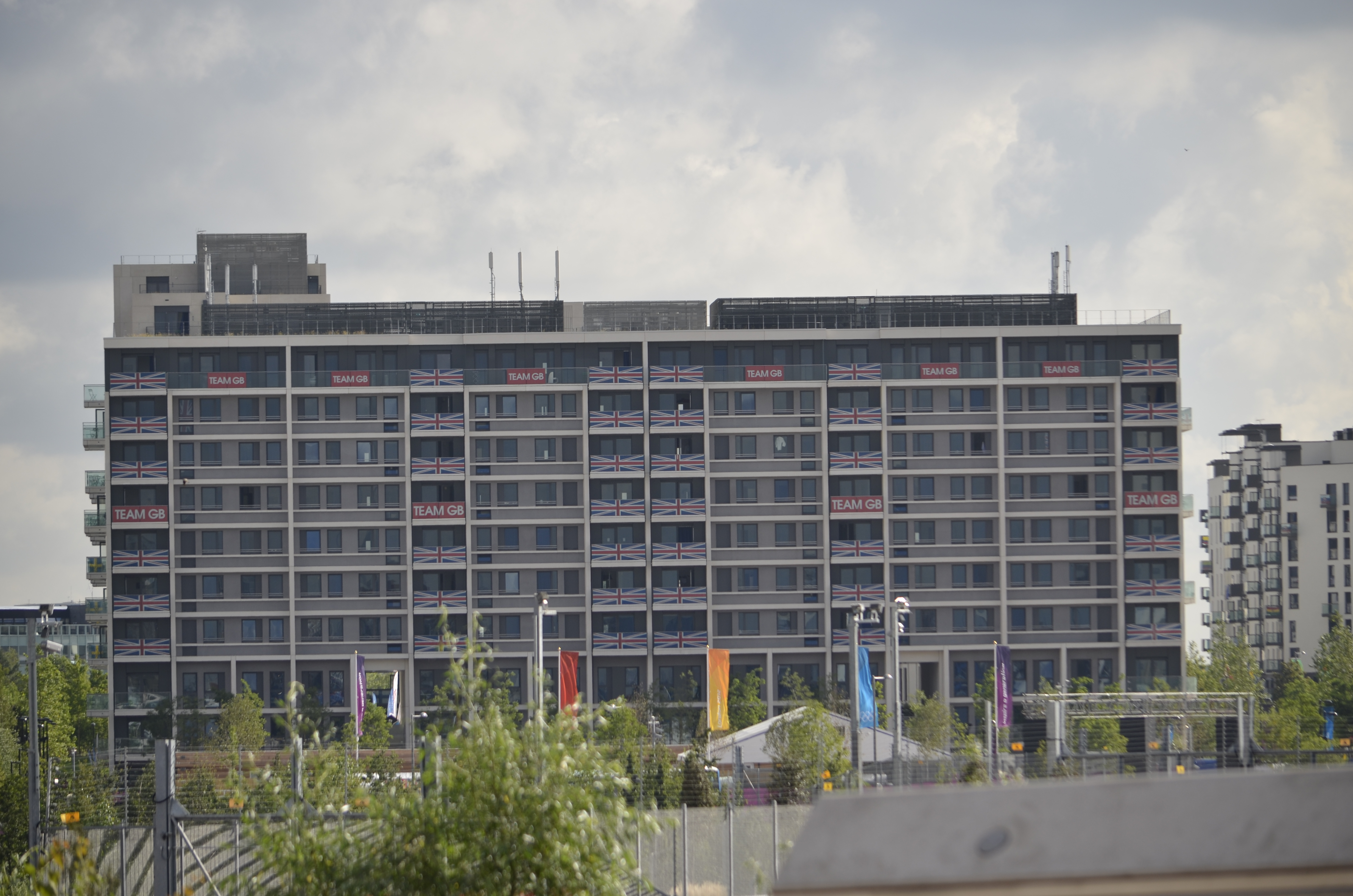
Tour de la délégation britannique.
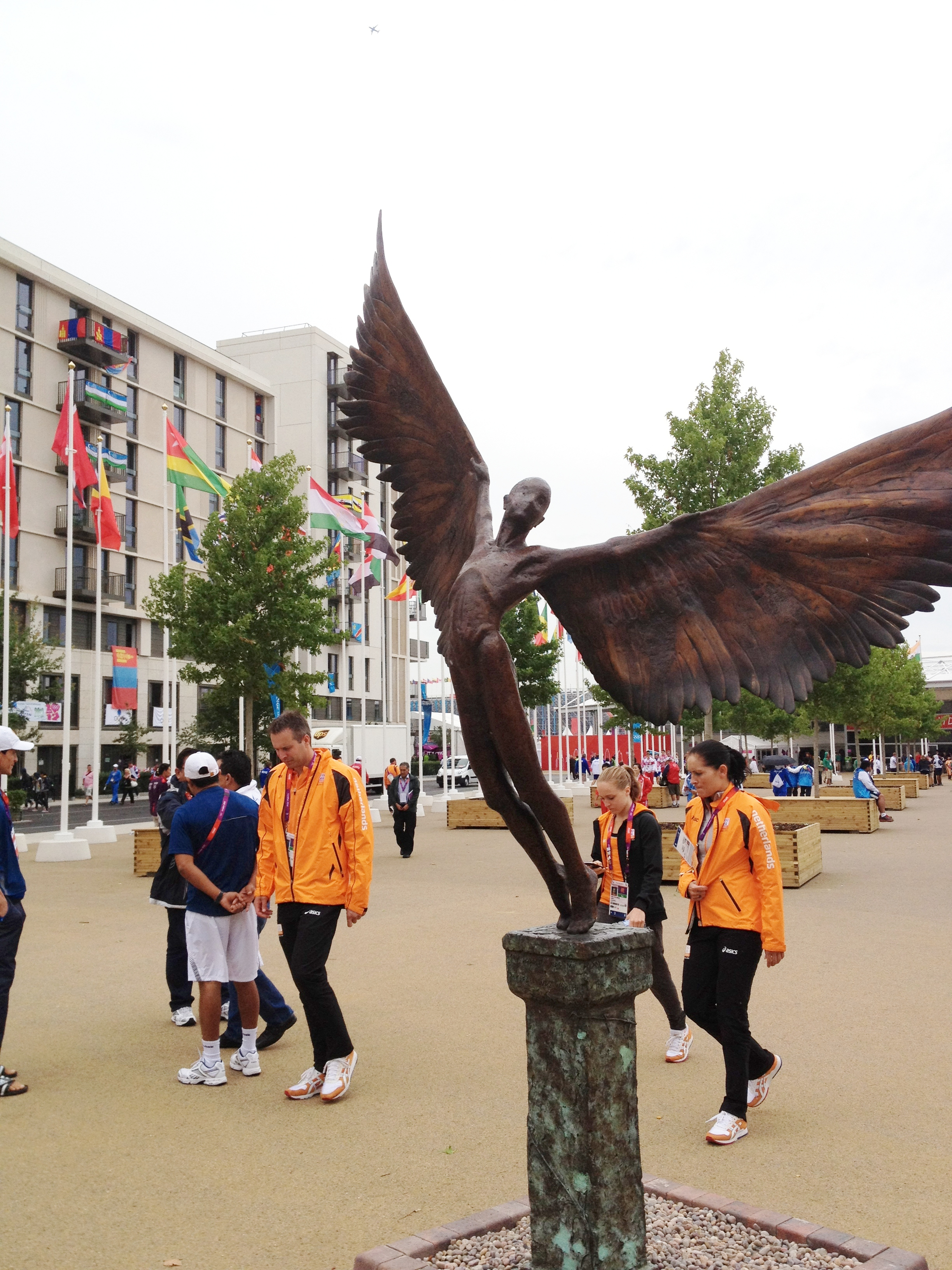
Sculpture d'Icare en 2021.
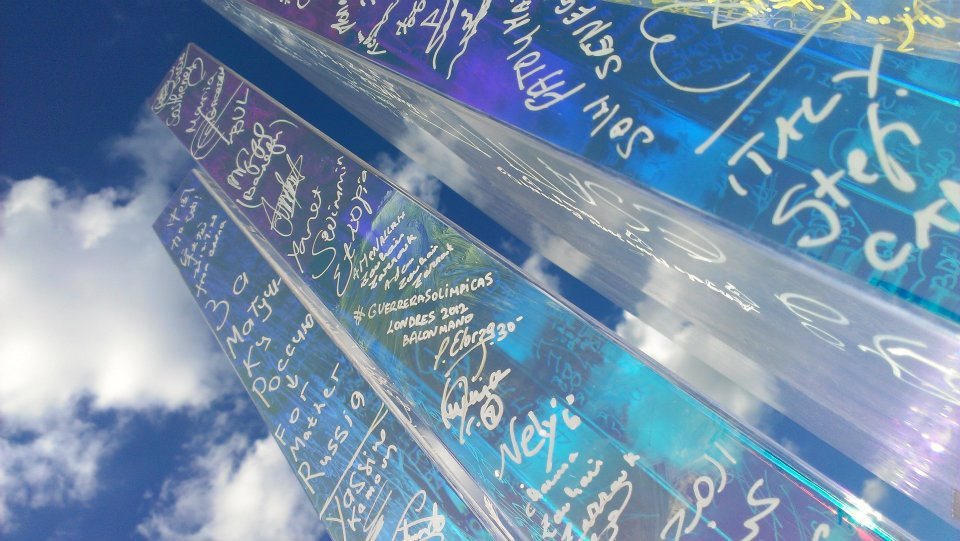
Mur de la trêve olympique.
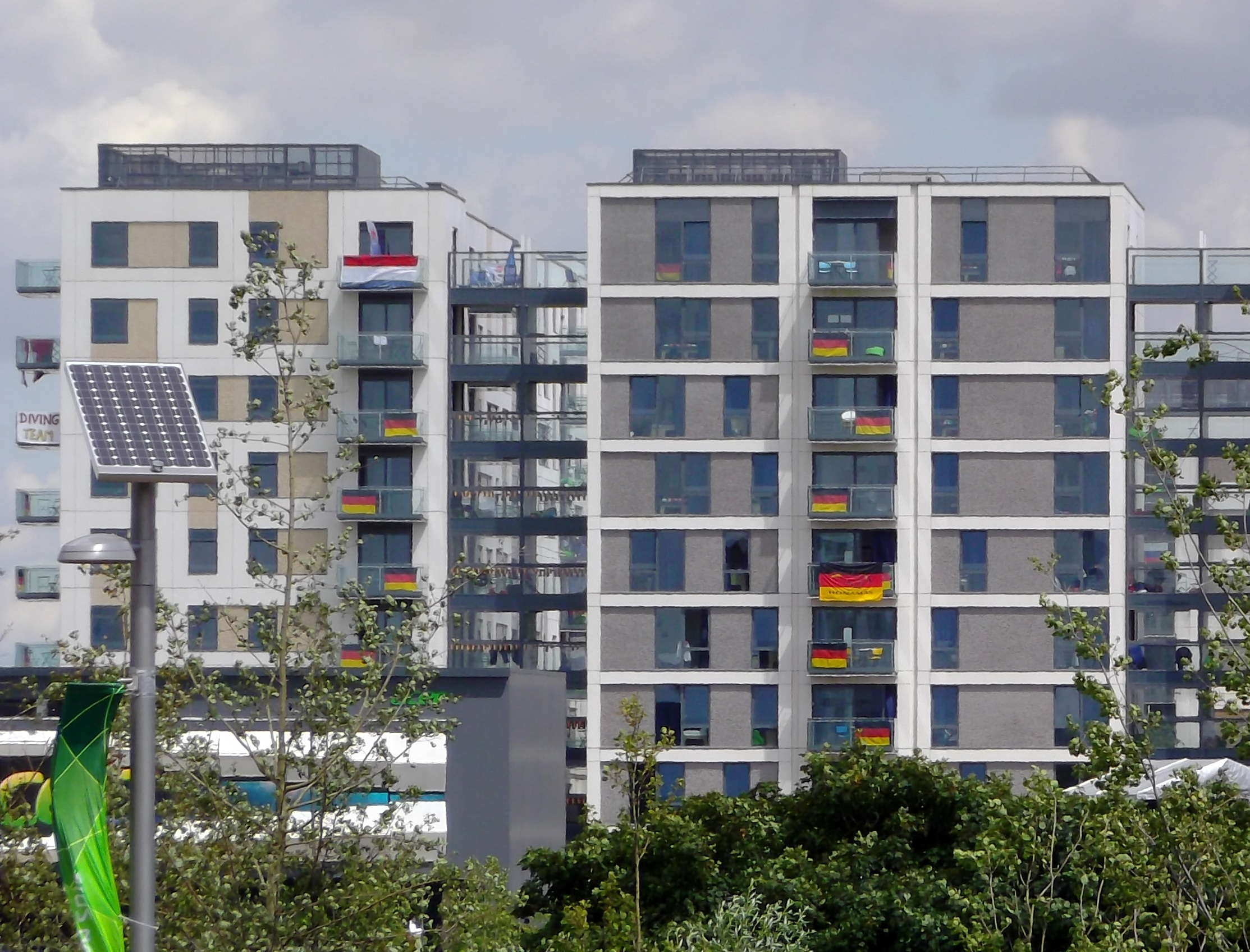
Logements des délégations de l'Allemagne et du Luxembourg au village olympique.

#### Jeux olympiques d'hiver de 2014 à Sotchi
Les Jeux olympiques d'hiver de 2014 à Sotchi ont deux villages olympiques principaux. Chacun d'entre eux a son propre thème et est reconnaissable par une couleur dominante ; chaque village a également un slogan, un motif, des pictogrammes et des objets souvenirs qui lui sont propre. Les deux sites ont des rues nommées d'après des athlètes olympiuqes et paralympiques russes et soviétiques. Ils fournissent des services identiques et chacun a un maire sélectionné parmi des champions de sports russes. Les comités nationaux olympiques qui ont des athlètes dans les deux villages peuvent choisir dans lequel ils souhaitent que se tienne la cérémonie d'accueil de leur délégation.
Le premier est côtier et situé à Sotchi, à côté du palais des glaces Bolchoï. Il héberge 2 000 personnes sur 72 hectares dans 47 bâtiments de logements neufs. Son thème est « Fierté de Russie » et sa couleur dominante est le bleu. Il héberge les athlètes de patinage et de curling et célèbre les avancées russes dans les domaines des arts, de la science et de la danse classique. Les athlètes du village peuvent accéder aux sites de compétition à pied.
Le second village olympique est en montagne : il s'agit du village de Rosa Khutor à Krasnaïa Poliana, à côté du Parc Extrême. Conçu par Maxim Atayants, il héberge 2 900 personnes (pour le ski alpin, le bobsleigh, le skeleton, le ski acrobatique, le combiné nordique, le saut à ski et le snowboard) dans des appartements et des hébergements hôteliers répartis en une cinquantaine de chalets de montagne neufs. Sa couleur dominante est le rouge. Cette construction s'effectue malgré un appel de Greenpeace au comité international olympique. Un troisième village accueille les skieurs de fond et les biathlètes, soit 1 100 personnes, à environ unkilomètre du centre de Rosa Khutor. Il est décoré avec des personnages folkloriques russes et associé à la couleur violette.
Les premières délégations arrivent le 24 janvier 2014, bien que le village ouvre officiellement le 30 janvier, et les dernières quittent les lieux le 26 février. À Rosa Khutor, les hébergements deviennent des hôtels et logements, tandis que le village côtier devient un quartier résidentiel.

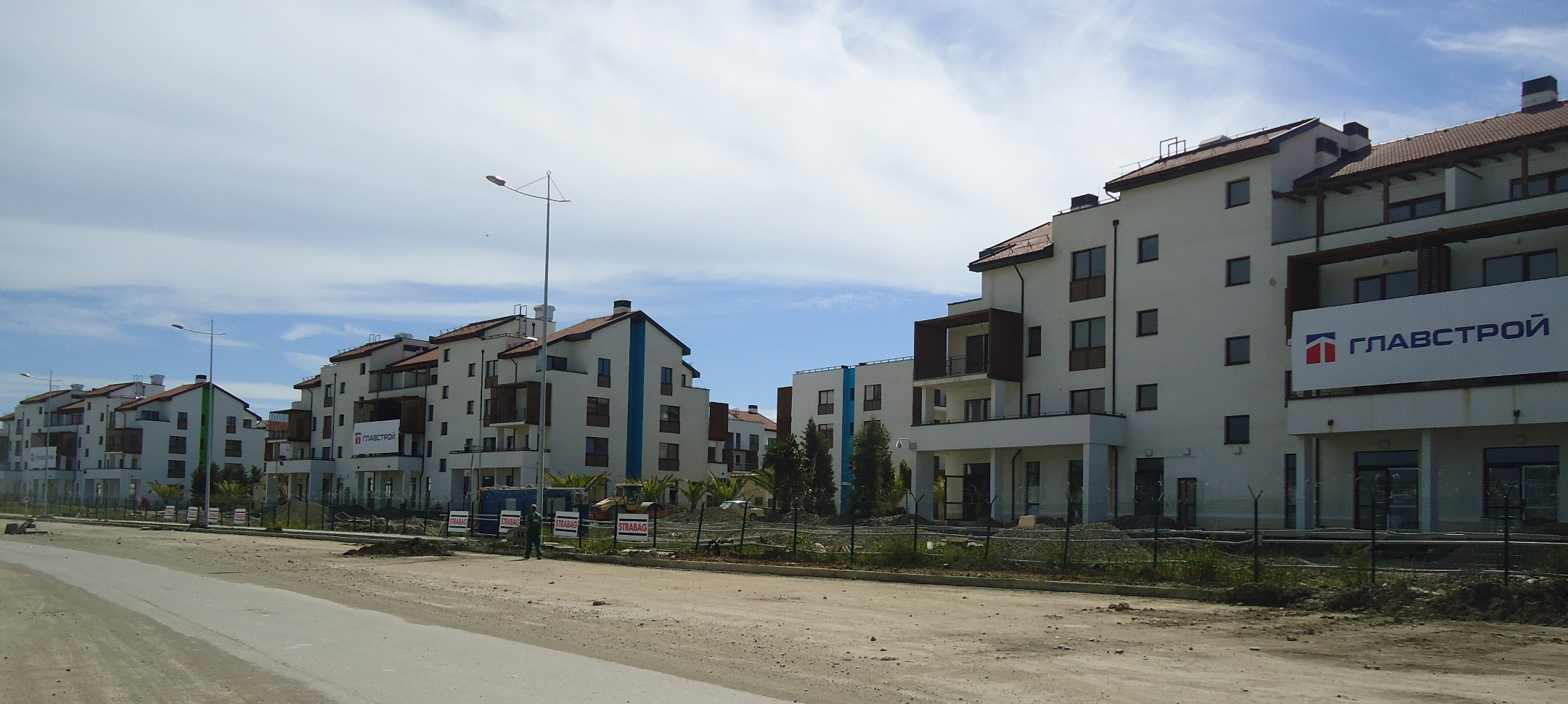
Village olympique en septembre 2013.
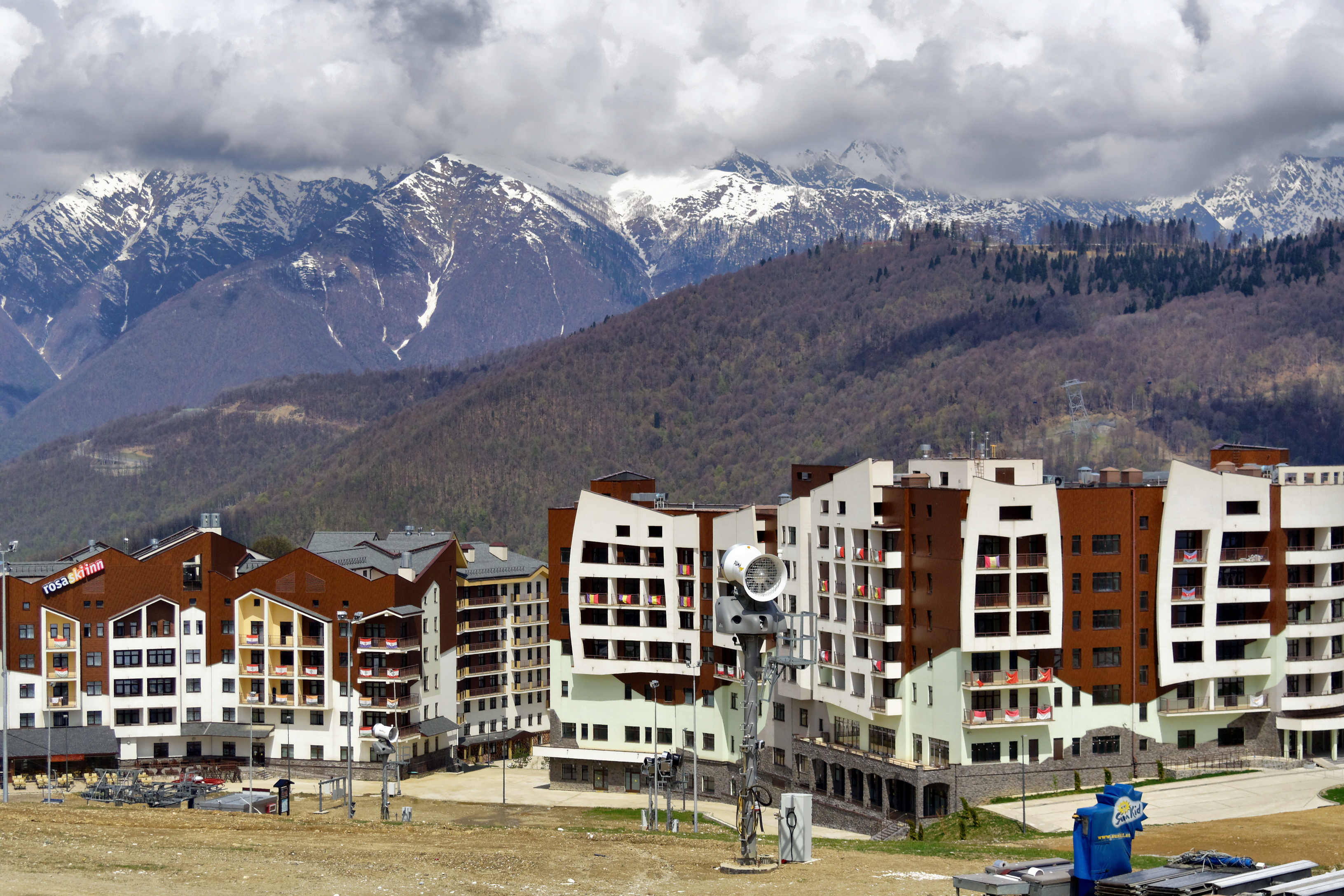
Village olympique de Krasnaïa Poliana en 2015.
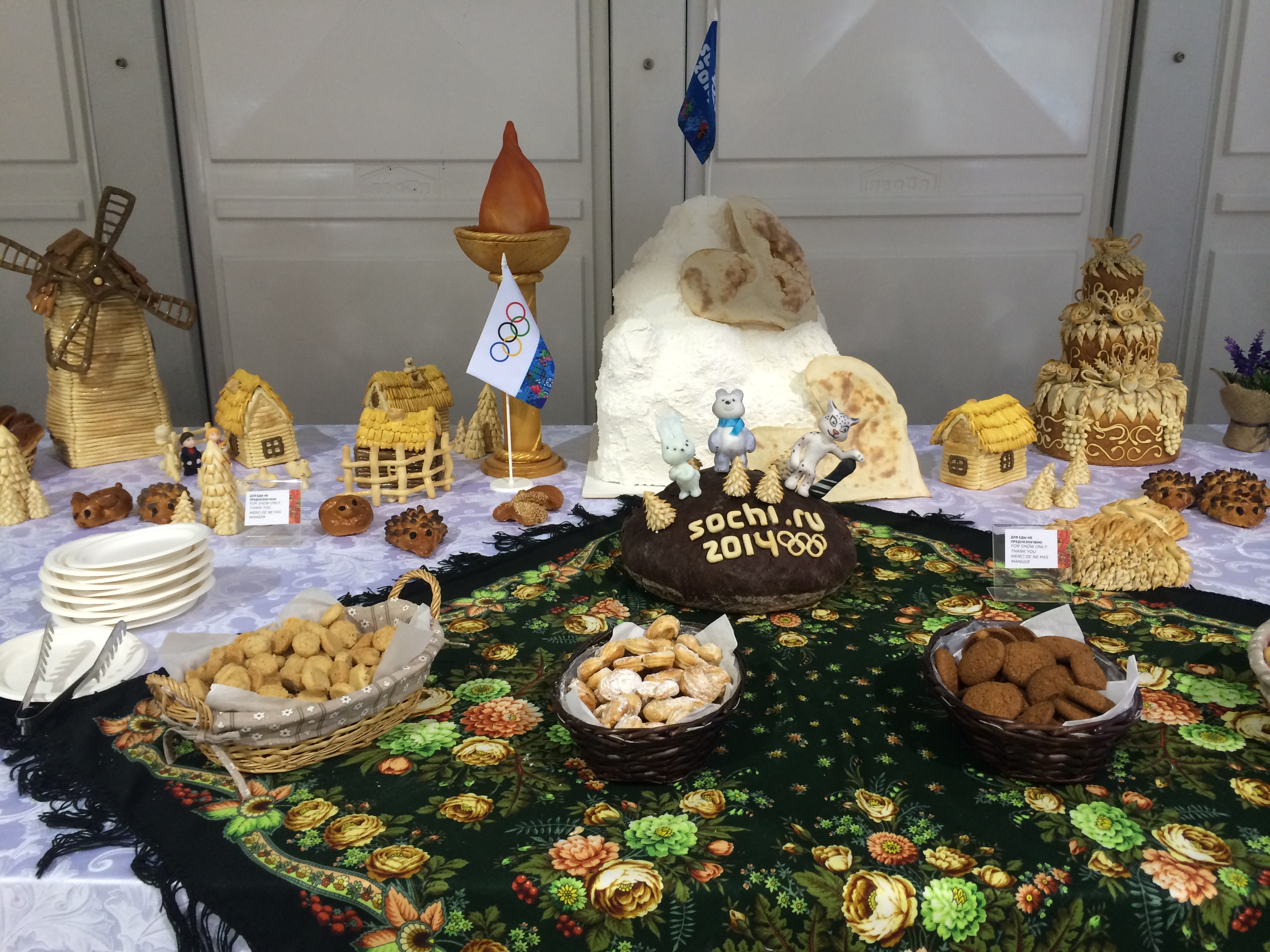
Un repas proposé au restaurant du village olympique
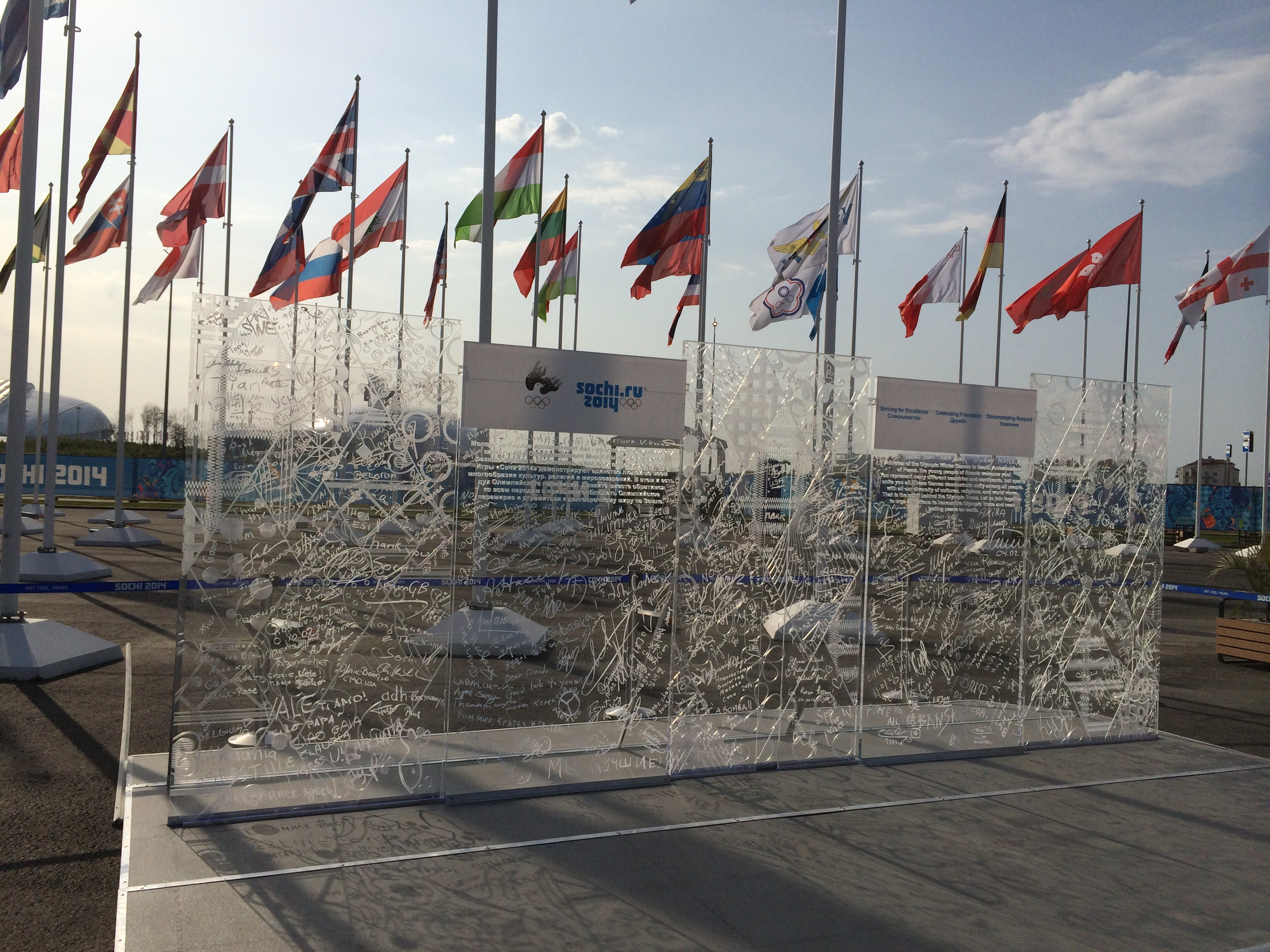
Mur de la trêve.

#### Jeux olympiques d'été de 2016 à Rio de Janeiro
Le village olympique de Rio de Janeiro (en portugais : Vila Olímpica do Rio de Janeiro) est le village olympique des Jeux olympiques et des Jeux paralympiques d'été 2016 ayant lieu à Rio de Janeiro, au Brésil. Il héberge les athlètes et les membres des équipes techniques. Situé dans le quartier de Barra da Tijuca, il est constitué de 31 bâtiments comptant 3 604 appartements pouvant accueillir 17 950 personnes. Il s'agit ainsi du plus grand village olympique de l'histoire des jeux, ce qui en fait le plus grand village olympique de l'époque.
Malgré les titres de propriété des habitants de Vila Autódromo, la municipalité de Rio de Janeiro réduit de 83 % la taille originale de la comunidade, moyennant expropriations et expulsions. Après les affrontements constants contre la police pour résister aux expulsions, les familles concernées élaborent un plan d'urbanisation pour faire de Vila Autódromo un lieu avec une nouvelle infrastructure urbaine de qualité,,,. Les travaux commencent en 2011. Deux semaines avant les Jeux, seuls 12 des 31 bâtiments respectent les normes de sécurité en vigueur. Les Australiens sont hébergés en hôtel, comme les footballeuses suédoises, tandis que d'autres équipes embauchent du personnel affecté au nettoyage des appartements.
Chaque appartement compte trois ou quatre chambres, une salle de séjour, un balcon et des services de buanderie. 3,8 km de voies cyclables internes sont construites. La rue intérieure au village est réservée aux piétons et sépare la zone résidentielle de la zone des services. Il y a aussi des commerces, cafés restaurants, une zone internationale, un réfectoire principal d'une capacité de 6 800 places et un terminal de transport. Avant les Jeux, Thomas Bach inaugure un lieu de recueillement constitué de deux pierres provenant d'Olympie lors d'une cérémonie organisée en souvenir des personnes disparues pendant une édition des Jeux olympiques. Les athlètes peuvent accéder en dix minutes à pied à une plage qui leur est réservée.
Afin que le village se trouve à moins de dix minutes des lieux de compétition, des voies exclusives le relient moyennant 300 autobus aux autres sites olympiques. La Transolimpica, une voie express longue de 23 kilomètres, permet aux voitures et aux bus de faire la liaison entre le village à Bara et le site de Deodoro. Des hôtels hébergent les équipes de football à Manaus, São Paulo, Brasilia, Belo Horizonte et Salvador.
Les premières délégations arrivent au village le 18 juillet 2016 et le lieu ouvre officiellement le 24 juillet. Les dernières équipes repartent le 24 août 2016. Après les Jeux, le village est transformé en appartements de luxe qui sont finalement laissés à l'abandon. En effet, le prix du marché baisse de 20 % dans l'année qui précède les Jeux, et seuls 240 appartements sont vendus sur les 3 604 disponibles.

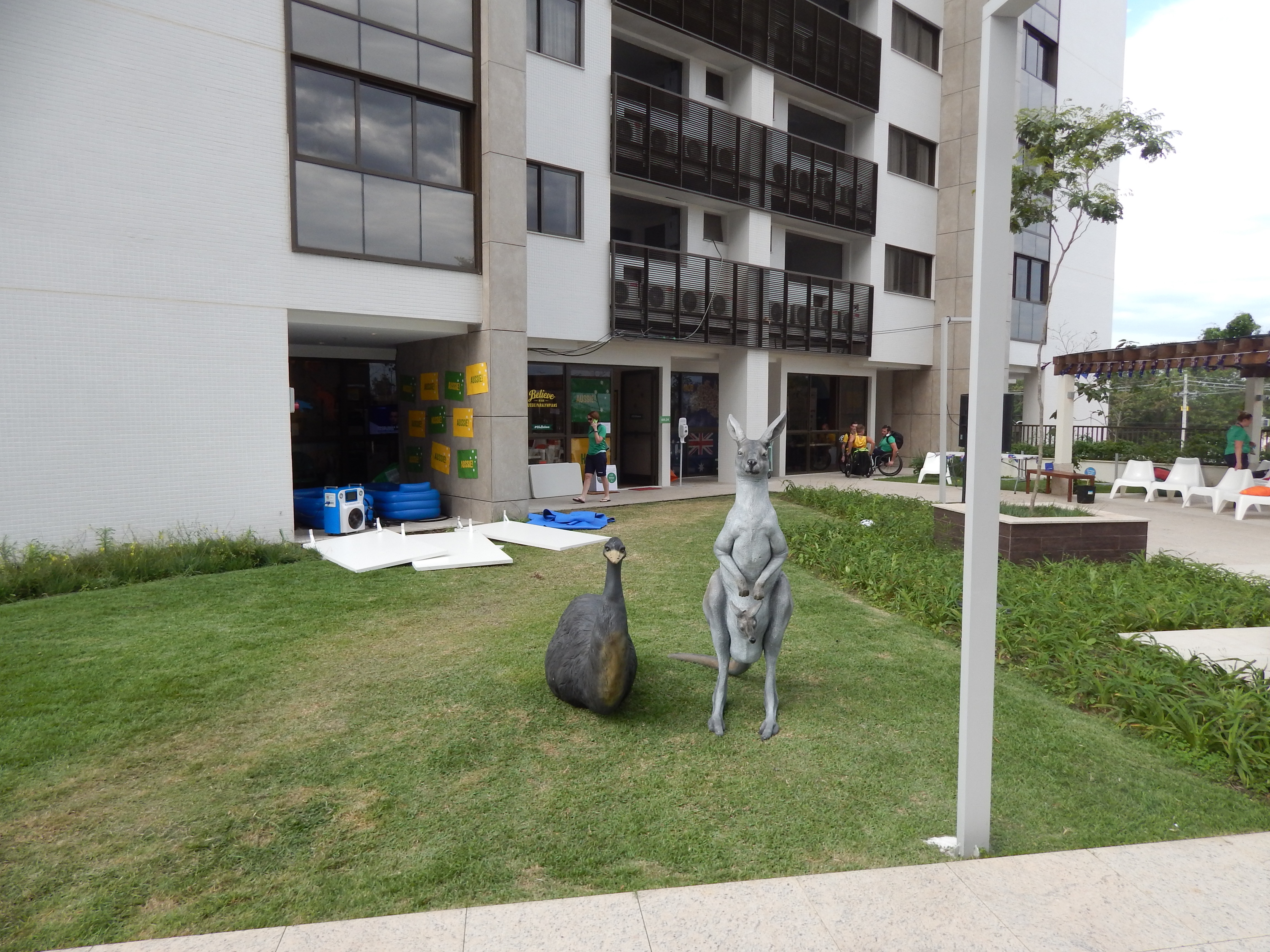
Résidence de l'Australie.
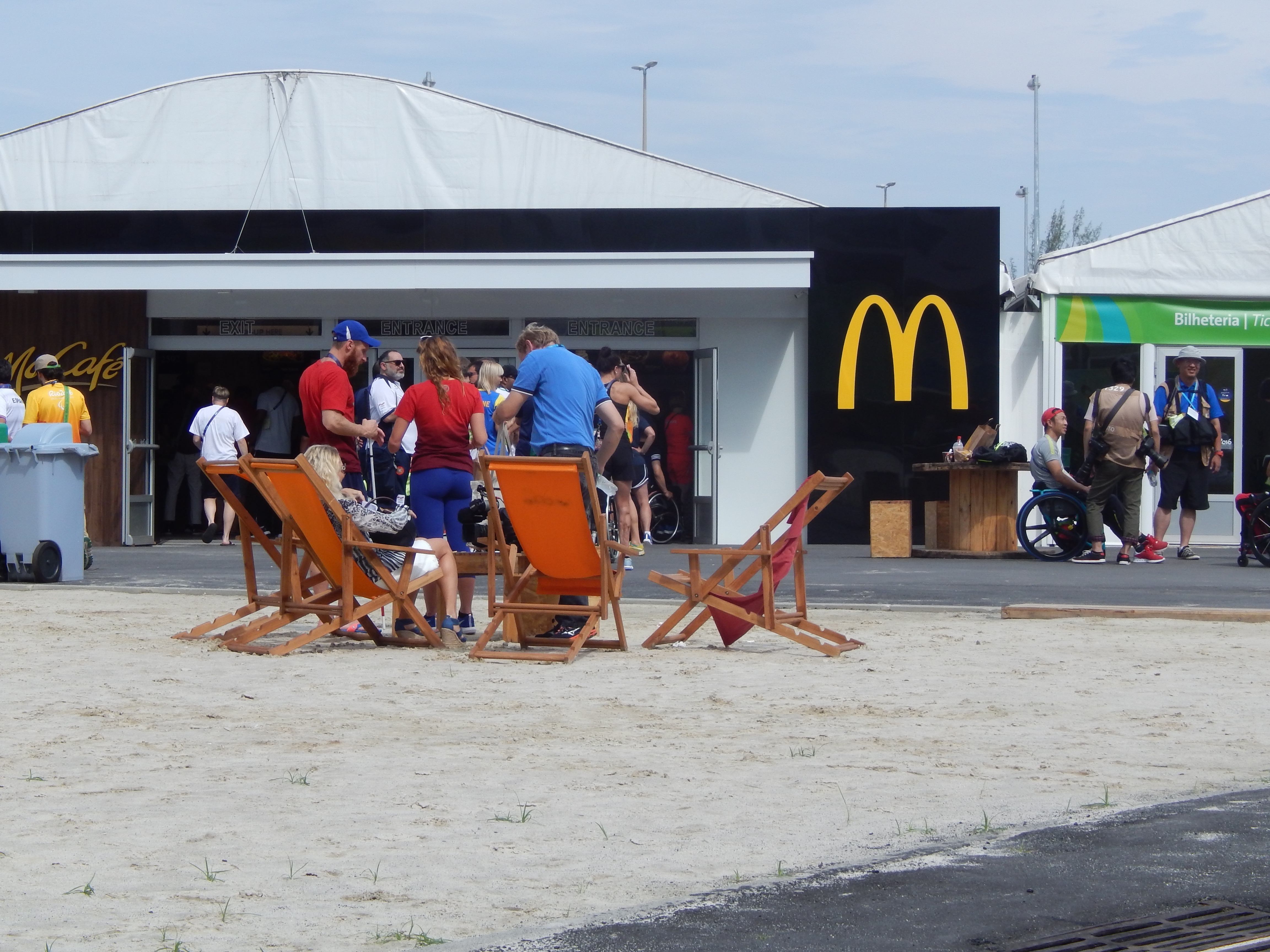
McDonald's au village paralympique.
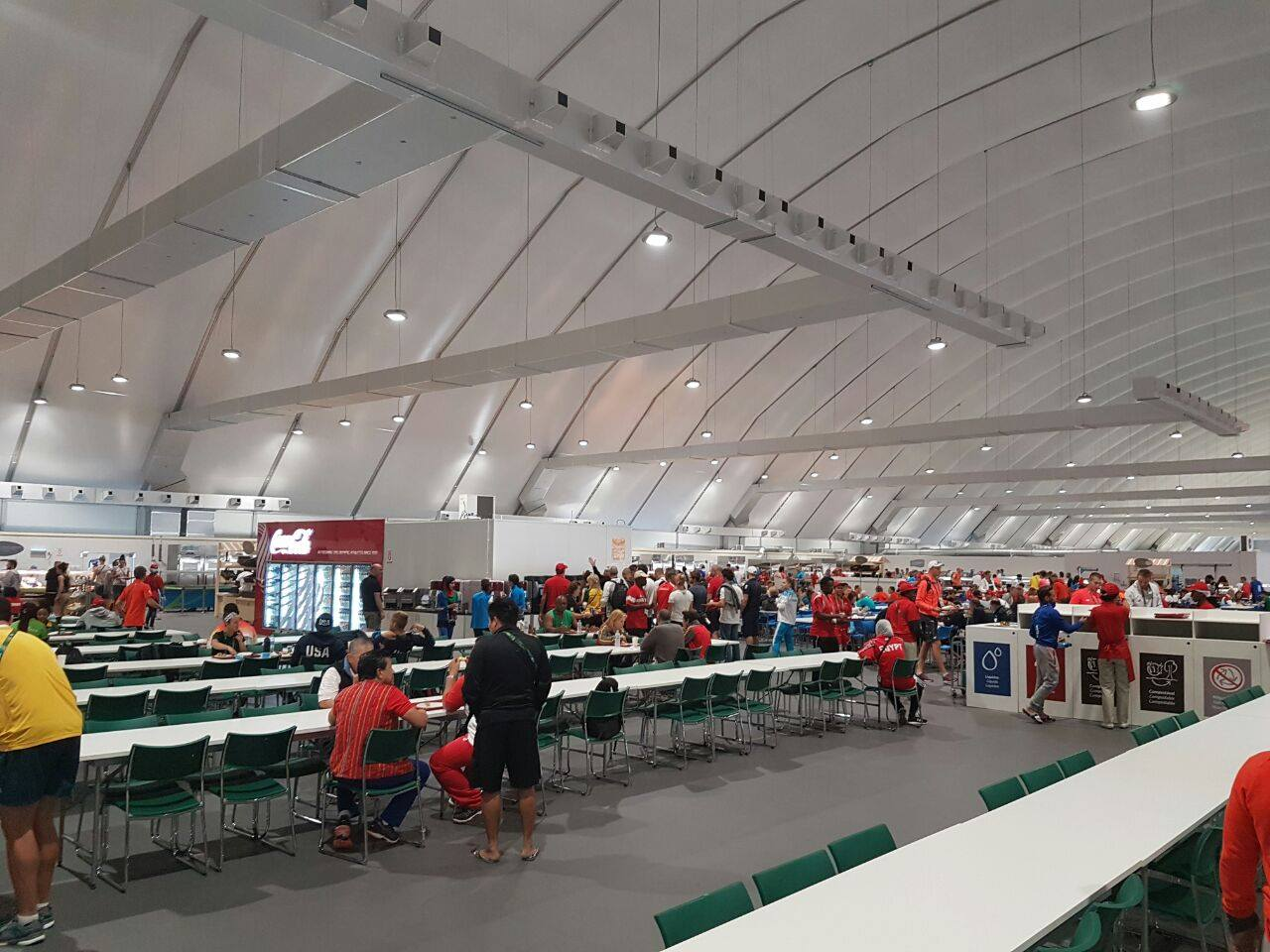
Cafétéria.
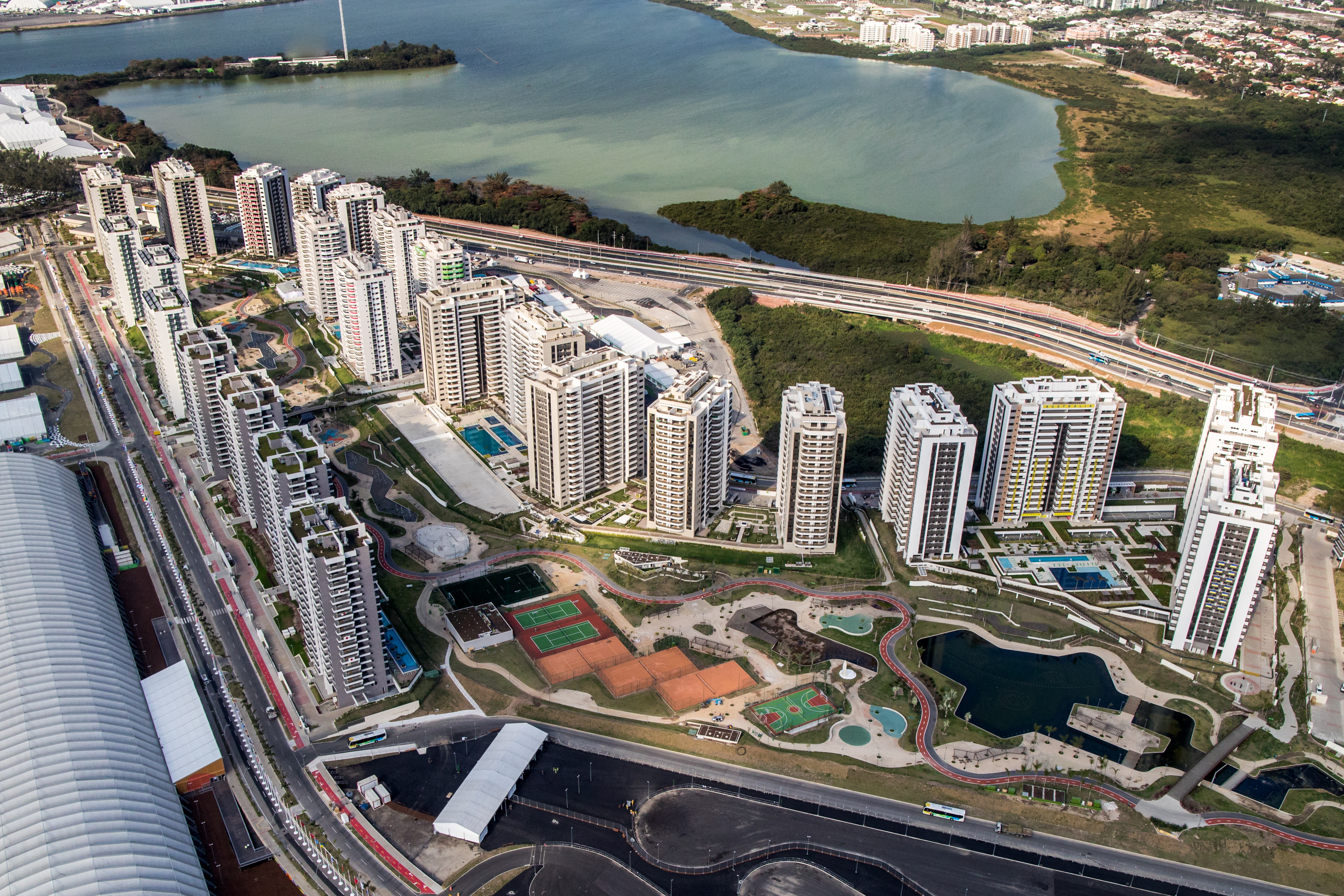
Vue aérienne.
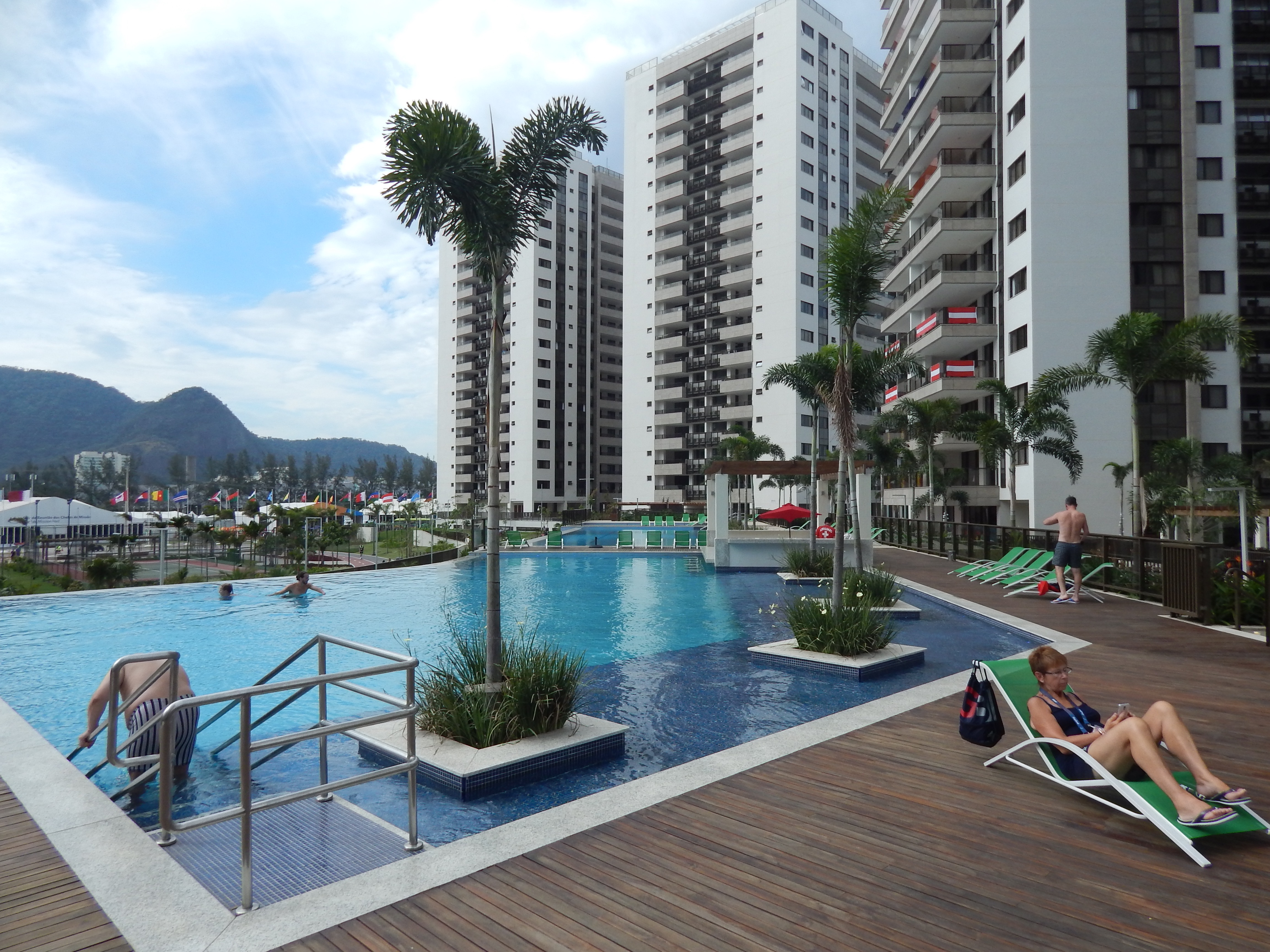
Piscine.

#### Jeux olympiques d'hiver de 2018 à Pyeongchang
Les Jeux olympiques d'hiver de 2018 ont deux villages principaux, l'un à Pyeongchang même et l'autre à Gangneung. Toutes les architectures sont neuves et demandées par les maires locaux, à Pyeongchang pour répondre à une pénurie de logements et à Gangneung pour redynamiser une zone peu développée de la ville. La construction des villages commence en 2015 et s'achève en décembre 2017. Les deux villages sont séparés en une zone résidentielle et une place du village qui propose des services aux athlètes, dont un centre de culture coréenne.
Le village olympique de Pyeongchang se situe dans la station de sports d'hiver de Yongpyong. Il héberge 3 894 personnes dans 600 appartements de trois à cinq chambres répartis dans huit bâtiments de 15 étages. Trois centres pour résidents proposent des services quotidiens, et l'un des centres est ouvert en permanence. L'espace de restauration est ouvert en continu et possède une section réservée aux spécialités coréennes. Le village héberge les sportifs des sports de neige et du bobsleigh, de la luge et du skeleton.
Le village olympique de Gangneung se trouve dans le quartier de Yucheon de Gangneung. Il héberge 2 900 personnes dans 922 appartements de trois chambres répartis dans neuf bâtiments de 22 à 25 étages. Comme dans l'autre village olympique, on y retrouve plusieurs centres pour résidents (quatre ici) dont un ouvert en permanence et un restaurant ouvert en permanence. Le village héberge les patineurs, hockeyeurs et pratiquants de curling. Trois artistes qui ont participé à d'anciens Jeux olympiques se rendent au village de Gangneung et supervisent la création de quinze toiles collectives, au rythme d'une par jour, représentant les quinze disciplines au programme des Jeux, par 111 olympiens de 39 pays. Enfin, les athlètes peuvent se rendre au bureau de poste pour faire faire des timbres personnalisés qui les représentent.
Les résidents des villages peuvent participer à de nombreuses animations culturelles. Le Nouvel An lunaire tombe pendant la période des Jeux et de nombreuses activités sont proposées pour l'occasion. Le film Olympic Dreams (en) est le premier film tourné dans un village olympique pendant les Jeux. Comme à Rio deux ans plutôt, un mémorial et un lieu de recueillement en hommage aux personnes mortes pendant les Jeux sont inaugurés au village de Pyeongchang.
Les premières délégations arrivent le 1er février 2018 et les dernières repartent le 28 du même mois. Après les Jeux, les deux logements sont transformés en logements privés et mis en vente.

### L'ère de la pandémie de Covid-19

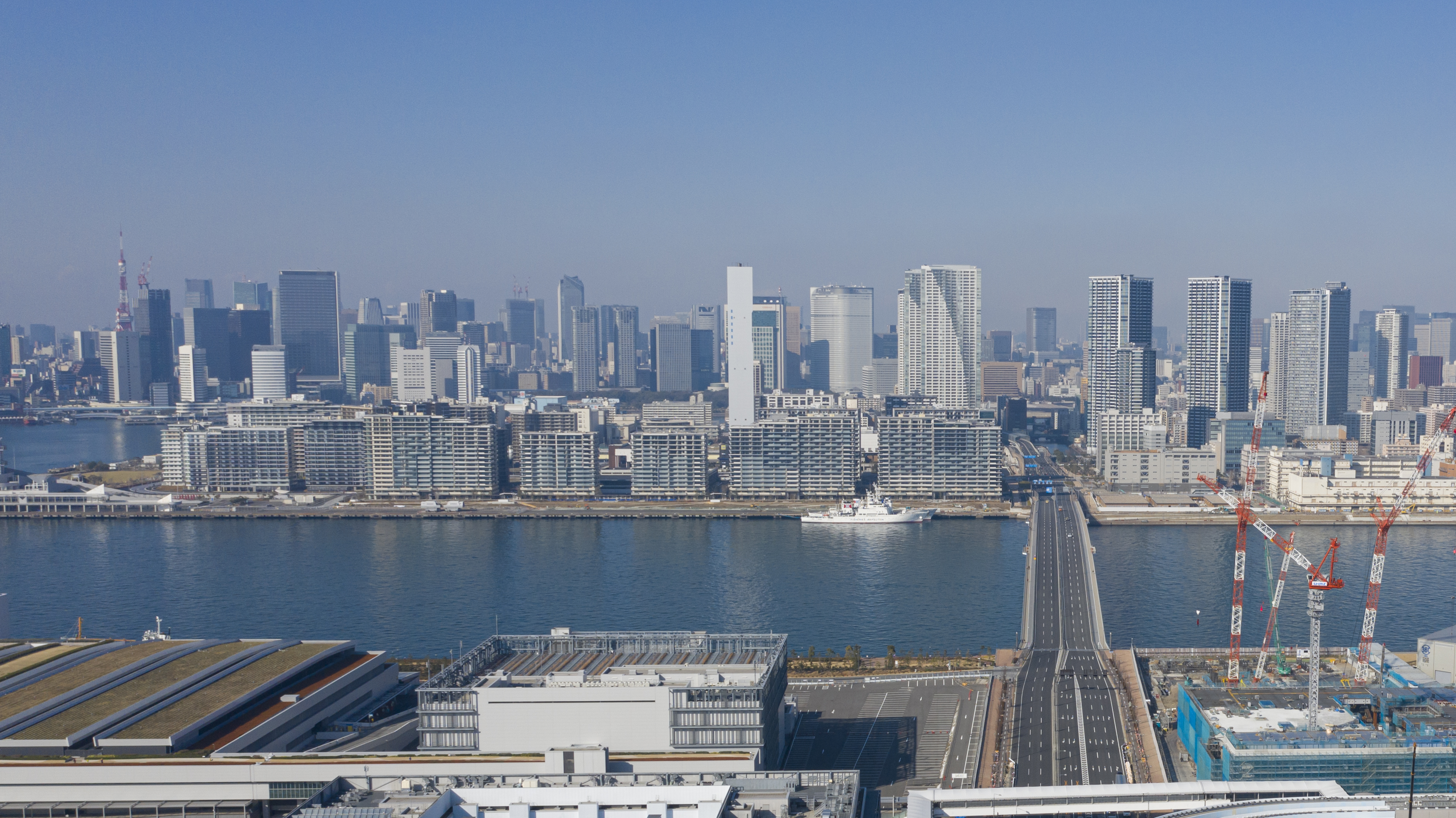
Village olympique de Tokyo (2020).

#### Jeux olympiques d'été de 2020 à Tokyo
Le village olympique, situé dans le quartier Harumi Futo (en), a une décoration tout en carton. Les lits, notamment, consistent en un matelas simple posé sur des cartons recyclables. Chaque bâtiment a un thème visuel différent dans des tons bleus ; le quartier est divisé en quatre parties appelées Soleil, Parc, Port et Mer.
En raison des restrictions sanitaires, les membres de la famille des athlètes ne sont pas autorisés à visiter le village olympique, à l'exception des bébés des mères allaitantes, ces dernières ayant un hébergement réservé à proximité du village.
La construction du village olympique coûte environ 2 milliards de dollars, avec un surcoût dû au manque de main-d'œuvre disponible pendant la pandémie de Covid-19. Onze entreprises se regroupent pour construire 21 tours dans le quartier. Les bâtiments mesurent de 14 à 18 étages, pour 3600 chambres au total, soit assez de place pour loger 18 000 athlètes. La grande cafétéria est divisée par de nombreux panneaux de plexiglas et les sportifs sont encouragés à manger seuls ; une « clinique contre la fièvre » est également mise en place pour isoler et soigner les personnes ayant eu un test positif ou ayant été cas contacts au Covid-19.
Comme aux Jeux précédents, une distribution de préservatifs a lieu ; 160 000 préservatifs sont offerts aux athlètes. Les organisateurs incitent les athlètes à ne pas s'en servir, mais à les garder en souvenir et à les considérer comme un encouragement à sensibiliser leurs pays au sujet des infections sexuellement transmissibles.
Après les Jeux olympiques, le lieu est renommé Harumi Park et permet d'héberger environ 12 000 personnes. Deux tours sont construites entre 2020 et 2024 pour un total de 5 650 appartements mis en vente ou en location.

#### Jeux olympiques d'hiver de 2022 à Pékin
Les Jeux olympiques d'hiver de 2022 sont dotés de trois villages différents : l'un dans la ville, un à Yanqing et un à Zhangjiakou. Le village de Yanqing est doté de 1430 lits.
Les villages sont entièrement alimentés à l'électricité solaire. Ils sont également entourés de neige artificielle, comme les sites de compétition ; Pékin affirme que cette pratique est écologique et neutre en carbone, mais des spécialistes critiquent la consommation d'eau nécessaire pour ces décorations.
Ils sont complètement fermés au reste de la ville pour respecter des contraintes sanitaires strictes, y compris pour les bénévoles et le personnel du village. Un hôpital accueille les personnes ayant le Covid et des hôtels qui leur sont réservés permettent l'isolement des cas positifs asymptomatiques. Plusieurs sportifs se plaignent cependant d'être transportés d'un hôtel à l'autre lors de leur isolement, parfois en pleine nuit et trouvent l'atmosphère angoissante.
Les chambres sont meublées avec des lits ajustables, qui permettent entre autres d'adopter une position en Zéro-G comme les astronautes,. Des chambres similaires sont proposées sous la forme de cabines de sieste aux journalistes du village. Dans la cafétéria, les tables sont séparées par du plexiglas et les plats sont préparés et servis par des robots. KFC et Pizza Hut y ont également leurs propres restaurants. Les athlètes peuvent suivre des cours d'arts martiaux chinois, de Tai Chi et de Qi gong.

#### Jeux olympiques d'été de 2024 à Paris
Le village olympique de Saint-Denis est un village olympique basé en Seine-Saint-Denis (Île-de-France) construit pour accueillir les athlètes lors des Jeux olympiques et paralympiques d'été de 2024 à  Paris.
Construit principalement sur la commune de Saint-Denis, il s'étend également sur les communes de Saint-Ouen-sur-Seine et L'Île-Saint-Denis. Situé en partie sur l'île Saint-Denis, le franchissement de la Seine s'effectue au moyen d'une passerelle piétonne qui reliera l'île aux studios au niveau de la Cité du cinéma autour de laquelle deux autres parcelles seront intégrées au site. Le site se trouve à environ 1,3 km de la station de métro Saint-Denis Pleyel qui comporte le prolongement de la ligne 14, mais pas encore les lignes 15, 16 et 17 lors de l'ouverture des JOP.

### Rapports du Comité d'études olympiques
1. 1 2 3 4 5 6 7  Les villages des Jeux Olympiques d'été de Paris 1924 à Rio 2016, p. 5.
2. 1 2 3 4 5 6 7 8 9 10  Les villages des Jeux Olympiques d'été de Paris 1924 à Rio 2016, p. 6.
3. 1 2 3 4 5 6 7 8 9 10 11  Les villages des Jeux Olympiques d'hiver d'Oslo 1952 à Pyeongchang 2018, p. 65.
4. 1 2 3 4 5  Les villages des Jeux Olympiques d'été de Paris 1924 à Rio 2016, p. 55.
5. 1 2 3 4  Les villages des Jeux Olympiques d'hiver d'Oslo 1952 à Pyeongchang 2018, p. 8.
6. 1 2 3  Les villages des Jeux Olympiques d'hiver d'Oslo 1952 à Pyeongchang 2018, p. 6.
7. 1 2 3 4 5 6  Les villages des Jeux Olympiques d'été de Paris 1924 à Rio 2016, p. 60.
8. 1 2 3 4 5 6  Les villages des Jeux Olympiques d'été de Paris 1924 à Rio 2016, p. 62.
9. 1 2  Les villages des Jeux Olympiques d'été de Paris 1924 à Rio 2016, p. 8.
10. ↑  Les villages des Jeux Olympiques d'été de Paris 1924 à Rio 2016, p. 9.
11. ↑  Les villages des Jeux Olympiques d'été de Paris 1924 à Rio 2016, p. 5, 11.
12. 1 2 3  Les villages des Jeux Olympiques d'été de Paris 1924 à Rio 2016, p. 11.
13. 1 2 3 4 5  Les villages des Jeux Olympiques d'été de Paris 1924 à Rio 2016, p. 12.
14. 1 2 3 4  Les villages des Jeux Olympiques d'été de Paris 1924 à Rio 2016, p. 14.
15. 1 2 3 4 5  Les villages des Jeux Olympiques d'été de Paris 1924 à Rio 2016, p. 15.
16. ↑  Les villages des Jeux Olympiques d'été de Paris 1924 à Rio 2016, p. 16.
17. 1 2 3 4  Les villages des Jeux Olympiques d'été de Paris 1924 à Rio 2016, p. 19.
18. 1 2  Les villages des Jeux Olympiques d'hiver d'Oslo 1952 à Pyeongchang 2018, p. 9.
19. 1 2 3 4  Les villages des Jeux Olympiques d'été de Paris 1924 à Rio 2016, p. 18.
20. ↑  Les villages des Jeux Olympiques d'été de Paris 1924 à Rio 2016, p. 20.
21. 1 2 3 4 5  Les villages des Jeux Olympiques d'été de Paris 1924 à Rio 2016, p. 22.
22. 1 2 3 4 5  Les villages des Jeux Olympiques d'été de Paris 1924 à Rio 2016, p. 23.
23. ↑  Les villages des Jeux Olympiques d'été de Paris 1924 à Rio 2016, p. 24.
24. 1 2 3 4  Les villages des Jeux Olympiques d'hiver d'Oslo 1952 à Pyeongchang 2018, p. 11.
25. 1 2 3  Les villages des Jeux Olympiques d'hiver d'Oslo 1952 à Pyeongchang 2018, p. 12.
26. 1 2 3 4  Les villages des Jeux Olympiques d'été de Paris 1924 à Rio 2016, p. 26.
27. ↑  Les villages des Jeux Olympiques d'été de Paris 1924 à Rio 2016, p. 27.
28. 1 2 3 4 5  Les villages des Jeux Olympiques d'hiver d'Oslo 1952 à Pyeongchang 2018, p. 14.
29. 1 2 3 4 5  Les villages des Jeux Olympiques d'hiver d'Oslo 1952 à Pyeongchang 2018, p. 15.
30. 1 2 3 4  Les villages des Jeux Olympiques d'été de Paris 1924 à Rio 2016, p. 29.
31. 1 2  Les villages des Jeux Olympiques d'été de Paris 1924 à Rio 2016, p. 30.
32. ↑  Les villages des Jeux Olympiques d'été de Paris 1924 à Rio 2016, p. 31.
33. 1 2  Les villages des Jeux Olympiques d'été de Paris 1924 à Rio 2016, p. 32.
34. 1 2 3  Les villages des Jeux Olympiques d'hiver d'Oslo 1952 à Pyeongchang 2018, p. 17.
35. 1 2 3 4  Les villages des Jeux Olympiques d'hiver d'Oslo 1952 à Pyeongchang 2018, p. 18.
36. 1 2 3 4  Les villages des Jeux Olympiques d'été de Paris 1924 à Rio 2016, p. 33.
37. 1 2 3 4 5  Les villages des Jeux Olympiques d'été de Paris 1924 à Rio 2016, p. 34.
38. 1 2 3 4  Les villages des Jeux Olympiques d'hiver d'Oslo 1952 à Pyeongchang 2018, p. 21.
39. 1 2  Les villages des Jeux Olympiques d'hiver d'Oslo 1952 à Pyeongchang 2018, p. 22.
40. 1 2 3  Les villages des Jeux Olympiques d'été de Paris 1924 à Rio 2016, p. 36.
41. 1 2 3  Les villages des Jeux Olympiques d'été de Paris 1924 à Rio 2016, p. 37.
42. 1 2  Les villages des Jeux Olympiques d'hiver d'Oslo 1952 à Pyeongchang 2018, p. 25.
43. 1 2  Les villages des Jeux Olympiques d'hiver d'Oslo 1952 à Pyeongchang 2018, p. 24.
44. 1 2 3 4 5  Les villages des Jeux Olympiques d'été de Paris 1924 à Rio 2016, p. 39.
45. 1 2 3  Les villages des Jeux Olympiques d'été de Paris 1924 à Rio 2016, p. 40.
46. ↑  Les villages des Jeux Olympiques d'été de Paris 1924 à Rio 2016, p. 40-41.
47. 1 2 3 4 5  Les villages des Jeux Olympiques d'hiver d'Oslo 1952 à Pyeongchang 2018, p. 27.
48. 1 2  Les villages des Jeux Olympiques d'hiver d'Oslo 1952 à Pyeongchang 2018, p. 27-28.
49. 1 2 3 4  Les villages des Jeux Olympiques d'été de Paris 1924 à Rio 2016, p. 43.
50. 1 2 3  Les villages des Jeux Olympiques d'été de Paris 1924 à Rio 2016, p. 44.
51. 1 2 3 4 5  Les villages des Jeux Olympiques d'hiver d'Oslo 1952 à Pyeongchang 2018, p. 30.
52. 1 2 3  Les villages des Jeux Olympiques d'hiver d'Oslo 1952 à Pyeongchang 2018, p. 31.
53. 1 2 3  Les villages des Jeux Olympiques d'été de Paris 1924 à Rio 2016, p. 47.
54. 1 2 3  Les villages des Jeux Olympiques d'été de Paris 1924 à Rio 2016, p. 48.
55. 1 2 3 4 5  Les villages des Jeux Olympiques d'hiver d'Oslo 1952 à Pyeongchang 2018, p. 34.
56. 1 2 3 4 5  Les villages des Jeux Olympiques d'hiver d'Oslo 1952 à Pyeongchang 2018, p. 35.
57. 1 2 3  Les villages des Jeux Olympiques d'été de Paris 1924 à Rio 2016, p. 51.
58. 1 2 3  Les villages des Jeux Olympiques d'été de Paris 1924 à Rio 2016, p. 52.
59. ↑  Les villages des Jeux Olympiques d'été de Paris 1924 à Rio 2016, p. 51-52.
60. ↑  Les villages des Jeux Olympiques d'hiver d'Oslo 1952 à Pyeongchang 2018, p. 37.
61. 1 2 3  Les villages des Jeux Olympiques d'hiver d'Oslo 1952 à Pyeongchang 2018, p. 38.
62. 1 2 3 4  Les villages des Jeux Olympiques d'été de Paris 1924 à Rio 2016, p. 54.
63. 1 2 3 4 5  Les villages des Jeux Olympiques d'hiver d'Oslo 1952 à Pyeongchang 2018, p. 41.
64. 1 2 3 4  Les villages des Jeux Olympiques d'hiver d'Oslo 1952 à Pyeongchang 2018, p. 42.
65. 1 2  Les villages des Jeux Olympiques d'été de Paris 1924 à Rio 2016, p. 59.
66. 1 2 3 4  Les villages des Jeux Olympiques d'hiver d'Oslo 1952 à Pyeongchang 2018, p. 45.
67. ↑  Les villages des Jeux Olympiques d'hiver d'Oslo 1952 à Pyeongchang 2018, p. 47.
68. 1 2 3 4 5  Les villages des Jeux Olympiques d'hiver d'Oslo 1952 à Pyeongchang 2018, p. 46.
69. ↑  Les villages des Jeux Olympiques d'hiver d'Oslo 1952 à Pyeongchang 2018, p. 45-46.
70. 1 2 3 4 5  Les villages des Jeux Olympiques d'été de Paris 1924 à Rio 2016, p. 63.
71. 1 2 3 4  Les villages des Jeux Olympiques d'hiver d'Oslo 1952 à Pyeongchang 2018, p. 49.
72. 1 2 3  Les villages des Jeux Olympiques d'hiver d'Oslo 1952 à Pyeongchang 2018, p. 50.
73. 1 2 3 4  Les villages des Jeux Olympiques d'été de Paris 1924 à Rio 2016, p. 65.
74. 1 2 3 4 5 6  Les villages des Jeux Olympiques d'été de Paris 1924 à Rio 2016, p. 66.
75. 1 2 3 4 5 6  Les villages des Jeux Olympiques d'hiver d'Oslo 1952 à Pyeongchang 2018, p. 52.
76. 1 2 3 4 5 6  Les villages des Jeux Olympiques d'hiver d'Oslo 1952 à Pyeongchang 2018, p. 53.
77. ↑  Les villages des Jeux Olympiques d'hiver d'Oslo 1952 à Pyeongchang 2018, p. 52-53.
78. 1 2 3 4 5 6  Les villages des Jeux Olympiques d'été de Paris 1924 à Rio 2016, p. 69.
79. 1 2 3 4  Les villages des Jeux Olympiques d'été de Paris 1924 à Rio 2016, p. 70.
80. ↑  Les villages des Jeux Olympiques d'été de Paris 1924 à Rio 2016, p. 69-70.
81. 1 2 3 4 5  Les villages des Jeux Olympiques d'hiver d'Oslo 1952 à Pyeongchang 2018, p. 56.
82. 1 2 3 4  Les villages des Jeux Olympiques d'hiver d'Oslo 1952 à Pyeongchang 2018, p. 57.
83. 1 2 3 4 5 6  Les villages des Jeux Olympiques d'été de Paris 1924 à Rio 2016, p. 73.
84. ↑  Les villages des Jeux Olympiques d'été de Paris 1924 à Rio 2016, p. 75.
85. 1 2 3 4 5  Les villages des Jeux Olympiques d'été de Paris 1924 à Rio 2016, p. 74.
86. ↑  Les villages des Jeux Olympiques d'été de Paris 1924 à Rio 2016, p. 72.
87. 1 2 3 4  Les villages des Jeux Olympiques d'hiver d'Oslo 1952 à Pyeongchang 2018, p. 60.
88. 1 2 3 4  Les villages des Jeux Olympiques d'hiver d'Oslo 1952 à Pyeongchang 2018, p. 61.
89. 1 2 3  Les villages des Jeux Olympiques d'été de Paris 1924 à Rio 2016, p. 78.
90. ↑  Les villages des Jeux Olympiques d'été de Paris 1924 à Rio 2016, p. 77.
91. 1 2 3 4 5 6  Les villages des Jeux Olympiques d'hiver d'Oslo 1952 à Pyeongchang 2018, p. 64.

#### Éditions spécifiques des Jeux
- (de) Emmanuel Hübner, Das Olympische Dorf von 1936, Ferdinand Schöning, 2015.
- Eva Kassens Noor, Los Angeles and the Summer Olympic Games : planning legacies, 2020, 60 p. (ISBN 978-3-030-38553-8 et 3-030-38553-1, OCLC 1137827231, lire en ligne)
- Geoffrey Ballard, Nation with nation : the story of Olympic Village Heidelberg, Olympic games Melbourne, 1956, Spectrum publications, 1997, 184 p. (ISBN 0-86786-366-8 et 978-0-86786-366-6, OCLC 38900494, lire en ligne)
- Béatrice Sokoloff, Barcelone ou comment refaire une ville, Presses de l'Université de Montréal, 1999, 218 p. (ISBN 2-7606-1744-0, 978-2-7606-1744-5 et 978-2-7606-2309-5, OCLC 243567512, lire en ligne)
- Penny Bernstock, Olympic housing : a critical review of London 2012's legacy, 2013 (ISBN 978-1-4094-2006-4 et 1-4094-2006-X, OCLC 867049909, lire en ligne)
- Gavin Poynter, Olympic Cities : 2012 and the remaking of London, Taylor and Francis, 2009, 352 p. (ISBN 978-1-351-91396-6 et 1-351-91396-4, OCLC 975225597, lire en ligne)

#### Tous les Jeux
- Les villages des Jeux olympiques d'été de Paris 1924 à Rio 2016, Lausanne, Le Centre d'études olympique, 22 janvier 2018, 83 p. (lire en ligne).
- Les villages des Jeux olympiques d'hiver d'Oslo 1952 à Pyeongchang 2018, Lausanne, Le Centre d'études olympique, 17 décembre 2018, 83 p. (lire en ligne).
- Gavin Poynter et Valerie Viehoff, Mega-event cities : urban legacies of global sports events, Routledge, 2016 (ISBN 978-1-315-59479-8, 1-315-59479-X et 978-1-317-09795-2, OCLC 948602554, lire en ligne)
- (en) Eleni Theodoraki, Olympic event organization, Amsterdam/Boston, Butterworth-Heinemann, 2007 (ISBN 978-0-7506-8476-7, 0-7506-8476-3 et 978-0-08-055255-2, OCLC 474952065, lire en ligne)
- Beatriz Garcia, The Olympic Games and Cultural Policy., Routledge, 2012 (ISBN 978-1-283-70900-2, 1-283-70900-7 et 978-1-136-33598-3, OCLC 819506541, lire en ligne)
- J. A. Mangan et Mark Dyreson, Olympic legacies : intended and unintended : political, cultural, economic and educational, Routledge, 2010 (ISBN 978-1-315-86841-7 et 1-315-86841-5, OCLC 760889200, lire en ligne)
- John Davis, The Olympic Games Effect : How Sports Marketing Builds Strong Brands, John Wiley, 2008, 366 p. (ISBN 978-0-470-82366-8, 0-470-82366-6 et 978-1-118-17168-4, OCLC 243822251, lire en ligne)
- Gregor Wiltschko, Principles of Sustainable Urban Development in the Bidding Process for Olympic Games, 2010, 146 p. (ISBN 978-3-8366-4086-2 et 3-8366-4086-4, OCLC 958019047, lire en ligne)
- Le village olympique : de l'éphémère au permanent : énoncé théorique de master en Architecture, 2012 (lire en ligne)